# Caltagirone
Caltagirone (Cartaggiruni in siciliano) è un comune italiano di 35 395 abitanti della città metropolitana di Catania in Sicilia. È il centro principale del comprensorio Calatino.
Centro urbano posto a cavallo tra la Sicilia orientale e la Sicilia centrale, si affaccia tra le due più grandi pianure dell'isola: quelle di Catania e di Gela. Fu storicamente parte del Vallo di Noto ed è capofila del circondario del Calatino (ex Circondario di Caltagirone). Storicamente è stata nominata con gli appellativi Urbs Gratissima (in latino città gradita, benvoluta) e Regina dei Monti Erei.
Conosciuta per la peculiare e tradizionale produzione di ceramiche, oggi è un importante centro agricolo e turistico, nonché uno dei centri urbani più grandi dell'entroterra siciliano, essendo il secondo comune più popoloso della Sicilia centrale, dopo Caltanissetta. Il centro storico, caratterizzato dallo stile tardo-barocco, è stato insignito del titolo di Patrimonio dell'umanità dall'UNESCO nel 2002.

## Geografia fisica
La città è ubicata nei monti Erei sud-orientali, in piena avanfossa Gela-Catania, prossima anche ai monti Iblei, oltre che alle piane di Gela e Catania.
Caltagirone si trova circa a 68 km dal capoluogo provinciale Catania, a 57 km da Ragusa, a 60 km da Enna, a 87 km da Caltanissetta, a 100 km da Siracusa, a 111 km da Agrigento, a 167 km da Messina, a 192 km dal capoluogo regionale Palermo e 281 km da Trapani.
Il suo più vicino sbocco al mare è Gela, città limitrofa e territorialmente confinante, distante 33 km (27 km a distanza d'aria).
La città presenta un assetto urbanistico in cui la parte del centro storico, collocata più in alto, è nettamente distinta dalla zona di nuova espansione, più a sud-est, posta in un pianoro affacciante sulla piana di Gela.

### Territorio

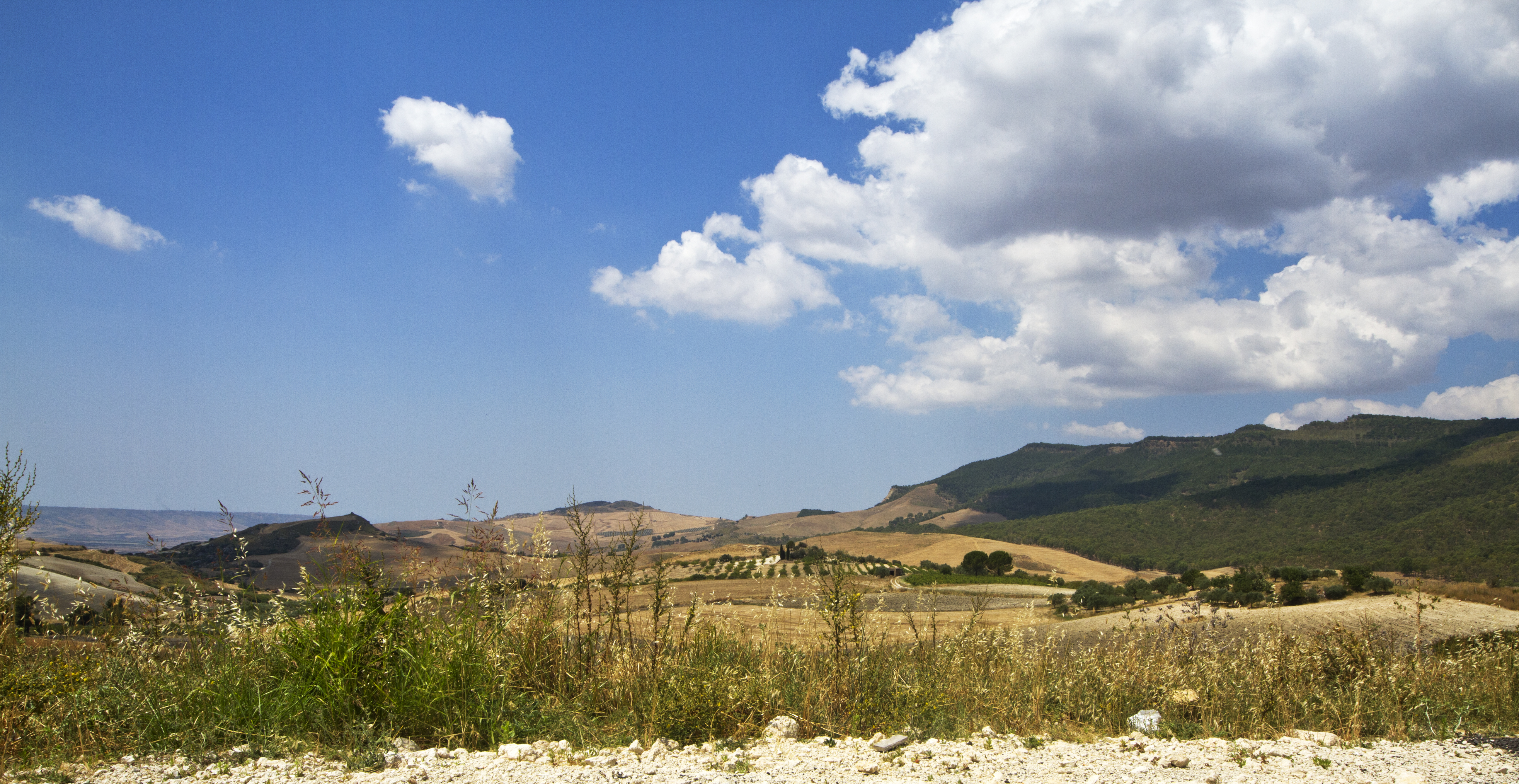
Paesaggio di campagna nei pressi di Caltagirone

La città sorge al margine occidentale della provincia, a 608 m di altitudine massima (centro storico), adagiata sulle tre colline che, formando un anfiteatro naturale, costituiscono lo spartiacque tra le valli del fiume Maroglio, che sfocia nel golfo di Gela, e quella del fiume Caltagirone (o Margi), che scende verso la piana di Catania.
Nella parte meridionale si trova un piccolo altopiano sabbioso dove sorge il piccolo borgo di Santo Pietro con la sua riserva naturale. Dall'altopiano si può godere il panorama del golfo di Gela, così come anche nelle contrade meridionali della città, come San Mauro, Piano Carbone e Collegiata.
Sempre nella parte meridionale sorge la frazione di Granieri, posta sulla parte occidentale dell'altopiano ipparino a 351 m di altitudine, entrato a far parte del territorio di Caltagirone nei primi anni del Novecento.
Facevano parte del territorio le borgate di Mazzarrone, Botteghelle, Cucchi, Leva e Grassura, Mazzarrone, Botteghelle, Cucchi, Leva e Grassura, elevate a comune autonomo nel 1976 e costituenti il comune di Mazzarrone. Già nel 1937 era stato ceduto al comune di Chiaramonte Gulfi l'esteso territorio dell'ex feudo Mazzarronello, a sud di Mazzarrone.
Il suo territorio comunale è il ventiquattresimo in Italia per superficie, il quinto della Sicilia, e il primo della Città Metropolitana di Catania, con una superficie complessiva del territorio comunale pari a 383,38 km².

### Riserve naturali
Nel territorio di Caltagirone sono presenti la Riserva naturale orientata Bosco di Santo Pietro (che insieme alla Sughereta di Niscemi è il relitto della più grande sughereta della Sicilia centro-meridionale) e il Parco Monte San Giorgio, situato nella parte nord della città, non lontano dal centro storico e attiguo all'omonimo quartiere nonché a Sant'Agostino. Sempre nel territorio, seppur non sia espressamente una riserva, insiste una parte della Montagna della Ganzaria, reputata di interesse naturalistica e posta sotto il demanio regionale.

### Clima
Il clima di Caltagirone è il classico di quello riscontrabile nella Sicilia centrale, a metà tra lo steppico e il mediterraneo continentalizzato, specialmente nelle alture e nelle parti più elevate della città.
Il clima è generalmente umido, anche per il fatto di trovarsi sullo spartiacque tra la piana di Gela e la piana di Catania.
L'inverno è piuttosto freddo, con temperature rigide ma comunque sempre sopra lo zero (seppur si siano raggiunte temperature sotto questa soglia), ed è caratterizzato da precipitazioni abbastanza copiose, soprattutto piovose. Qualche volta è possibile osservare fenomeni nevosi di bassa o media intensità.
La nebbia caratterizza l'autunno e l'inverno in quasi tutte le zone della città, tanto da essere definita quasi un elemento caratterizzante della città: gli abitanti sono soliti chiamarli in dialetto caltagironese a paisana o a muḍḍura.
La primavera è abbastanza fresca, con temperature superiori ai 10-15 °C, mentre l'estate si manifesta con alte temperature (sopra i 35 °C di media), che degenerano a volte in afa tra luglio e agosto.
In base alla media trentennale di riferimento 1961-1990, la temperatura media del mese più freddo, gennaio, si attesta a +8,2 °C; quella del mese più caldo, agosto, è di +25,4 °C.
| Caltagirone        | Mesi | Mesi | Mesi | Mesi | Mesi | Mesi | Mesi | Mesi | Mesi | Mesi | Mesi | Mesi | Stagioni | Stagioni | Stagioni | Stagioni | Anno |
| Caltagirone        | Gen  | Feb  | Mar  | Apr  | Mag  | Giu  | Lug  | Ago  | Set  | Ott  | Nov  | Dic  | Inv      | Pri      | Est      | Aut      | Anno |
| ------------------ | ---- | ---- | ---- | ---- | ---- | ---- | ---- | ---- | ---- | ---- | ---- | ---- | -------- | -------- | -------- | -------- | ---- |
| T. max. media (°C) | 11,1 | 12,1 | 14,4 | 16,7 | 21,8 | 27,3 | 30,4 | 30,4 | 26,6 | 21,1 | 16,5 | 12,9 | 12,0     | 17,6     | 29,4     | 21,4     | 20,1 |
| T. min. media (°C) | 5,3  | 5,3  | 6,7  | 8,8  | 12,7 | 17,2 | 20,0 | 20,4 | 17,6 | 13,8 | 10,3 | 7,0  | 5,9      | 9,4      | 19,2     | 13,9     | 12,1 |

## Origini del nome
Il nome di Caltagirone, nella sua totalità, è di difficile interpretazione, per mancanza di una certa spiegazione etimologica, dovuta all'esistenza di poche informazioni toponomastiche.
Il nome ha sicura origine araba, fortemente denotabile dalla prima parte del nome, in arabo qal'at, che ha significato di "castello" o "fortezza", in comune con altri centri come Caltanissetta, Calatafimi, Calascibetta.
Per quando riguarda la restante parte, secondo alcuni studiosi potrebbe trattarsi dell'arabo al-ḡīrāni (الْغِيرَانِ) cioè "castello delle grotte", per via delle numerose grotte disseminate sul territorio. Altri lo riconducono invece, con minor probabilità, a al-ḵinzīri (الخنزير) cioè "rocca dei maiali o dei cinghiali", termine che caratterizza il toponimo del limitrofo comune di San Michele di Ganzaria nonché il monte tra i due centri.
Altre ipotesi meno accreditate asseriscono un'etimologia che riconduca a un eventuale passato greco della città legato alla poléis di Gela, quindi "rocca di Gelone", "rocca di Gerone" o "rocca dei gelesi", oppure alla presenza di coloni dal Genovesato agli albori dell'anno mille, perciò "rocca dei genovesi".
Nel Basso Medioevo il nome latino era Calatagironum o Calata Ieronis, come si legge più volte nell' Historia sicula di Bartolomeo di Neocastro (c. 1250- c. 1310). Il nome ha anche attestata forma in antico catalano (Calatagiró).

## Storia

### Preistoria
Sin dall'antichità la località fu scelta per la sua posizione privilegiata, che essendo sullo spartiacque che divide le due più vaste pianure della Sicilia, la Piana di Gela e la Piana di Catania, le consentiva di controllare e difendere un vasto territorio.
I primi insediamenti stabili nel territorio dell'odierna Caltagirone risalgono alla preistoria. Il più antico insediamento del territorio finora noto è il Riparo Cafici, nella valle di Terrana (tra il Bosco di Santo Pietro e la Sughereta di Niscemi), risalente al Paleolitico superiore o al primo Mesolitico. Gli scavi archeologici effettuati in contrada Sant'Ippolito – alle sorgenti del fiume Caltagirone – hanno portato alla luce i resti di un villaggio neolitico abitato ininterrottamente sino all'arrivo dei Greci.
Poco distante, in contrada Montagna, vi è una vasta necropoli risalente alla tarda età del bronzo. Vi sono presenti delle tombe a tholos.
Sulle colline che dominano la vallata del fiume Maroglio si trova il grande centro prima indigeno e poi greco di Monte San Mauro con resti di edifici tra i quali un anaktoron.
Altri insediamenti preistorici si trovano nelle contrade Moschitta, Paradiso, Piano dell'Angelo e nella stessa Caltagirone.

### Preistoria e storia antica

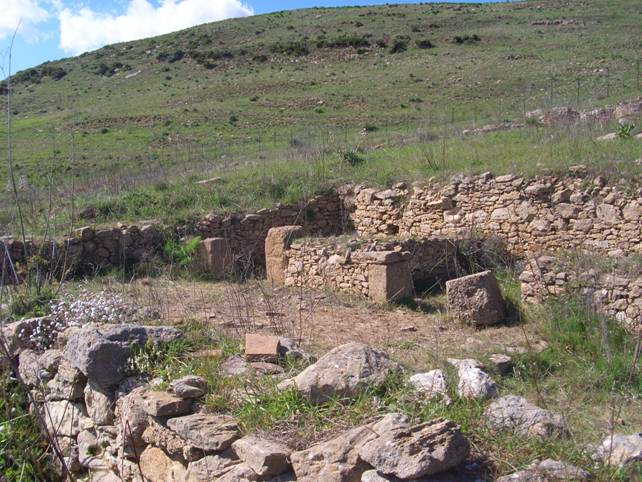
Area archeologica di Monte San Mauro

Scavi archeologici nell'intero territorio cittadino hanno dimostrato una presenza certa dei greci nel territorio di Caltagirone, seppur questa presenza non sia stata in continuità con la storia della città. Precedentemente alla presenza greca, è molto probabile che nel territorio si siano installati dapprima i sicani, e successivamente i siculi.
Data la posizione centrale, è possibile che, durante la dominazione greca della Sicilia, l'attuale territorio complessivo di Caltagirone fosse un territorio di confine tra la sfera di influenza dei rodio-cretesi di Gela e quella dei calcidesi: è accertabile il fatto che vi fossero insediamenti calcidesi  – come nel caso del centro di Monte San Mauro o di un fortificato di contrada Montagna. Sempre tenendo conto della posizione del territorio caltagironese, è attestato che gli insediamenti lì posti avessero contatti commerciali con diverse póleis siceliote, tra le quali la prossima Gela, Selinunte e Siracusa.

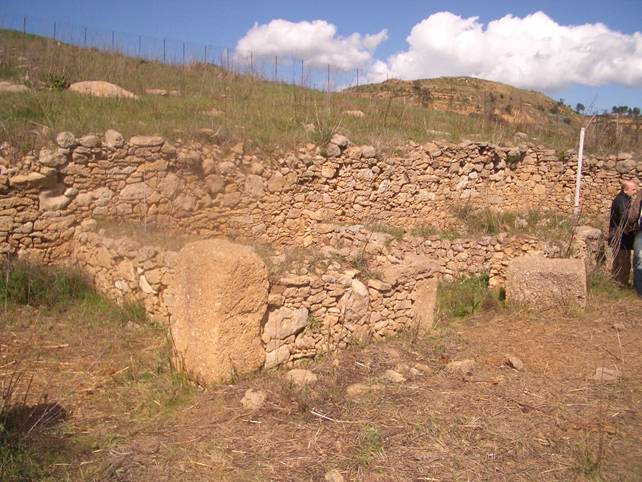
Necropoli di Monte San Mauro

L'area archeologica più documentata è quella di Monte San Mauro, dove con molta probabilità si installarono coloni di provenienza mista sotto legge calcidese, i quali si sarebbero installati in pre-esistenti villaggi siculi (forse coabitando con essi) o avrebbero costituito una colonia ex novo: questa sarebbe identificabile con Euboia, subcolonia di Leontinoi. La stessa San Mauro potrebbe avere come identificazione alternativa come insediamento sotto il dominio di Gela, seppur in stretto contatto col mondo calcidese. Molto probabilmente, il centro ebbe fine a causa di una distruzione dolosa: una delle possibili ipotesi rimanda all'avanzata di Ippocrate verso la costa ionica, ossia quella che lo condusse alla conquista delle importanti città di Naxos, Callipoli, Leontinoi, Zancle e Katane.
Durante l'età moderna, gli studiosi locali del tempo, della Compagnia di Gesù per commissione del senato locale a fini di prestigio, insisterono nella correlazione tra la città e Hybla Geleatis, la quale però rimanderebbe alla vicina Gela.
La presenza dei romani e dei bizantini nel territorio è grosso modo dimostrata – sono state rinvenute necropoli bizantine nelle contrade Cotominello e Racineci, nonché di un sistema di canalizzazione in contrada Rocca –, seppur le tracce della loro permanenza siano decisamente più sparute di quella greca o sicula, nonché meno rilevanti.

### Età medievale
L'espansione vera e propria dell'abitato, il fiorire della sua economia e in generale la nascita della città come oggi è conosciuta e localizzata sono probabilmente avvenute durante il periodo altomedievale, da parte di coloni provenienti dal Genovesato, molto probabilmente dell'areale di Savona: da ciò si presume lo sviluppo della leggenda secondo cui dei genovesi sbarcarono presso Camarina e si addentrarono nel territorio di Caltagirone, liberandola dalla presenza musulmana.
Detto ciò, è molto probabile che i liguri fossero il primo popolo a latinizzare religiosamente e linguisticamente il territorio di Caltagirone, più o meno contemporaneamente ai coloni delle altre aree d'Alta Italia arrivati con Adelasia del Vasto nel resto della Sicilia centro-orientale, come avvenuto nei centri limitrofI di Mazzarino e Piazza Armerina.
Nel 1154 Edrisi, il celebre geografo arabo alla corte di Ruggero il Normanno, descrive così Qal'at al-Genūn (Castello dei Genovesi):

Dipinto su ceramica, ad opera di Antonino Ragona, che rappresenta la conduzione della campana d'Altavilla a Caltagirone.

La fiorente comunità ligure diede manforte al conte Ruggero contro i musulmani durante l'assedio della Rocca di Judica. Quest'aiuto valse alla città di Caltagirone gli estesi possedimenti dei territori di Fetanasimo (l'attuale insieme del Bosco di Santo Pietro e Sughereta di Niscemi), Regalsemi e Camopietro (detta anche Judica, che coincide con i comuni di Ramacca, Raddusa e Castel di Iudica) ed è all'origine della ricchezza feudale della città, la quale si protrasse fino agli albori della modernità.

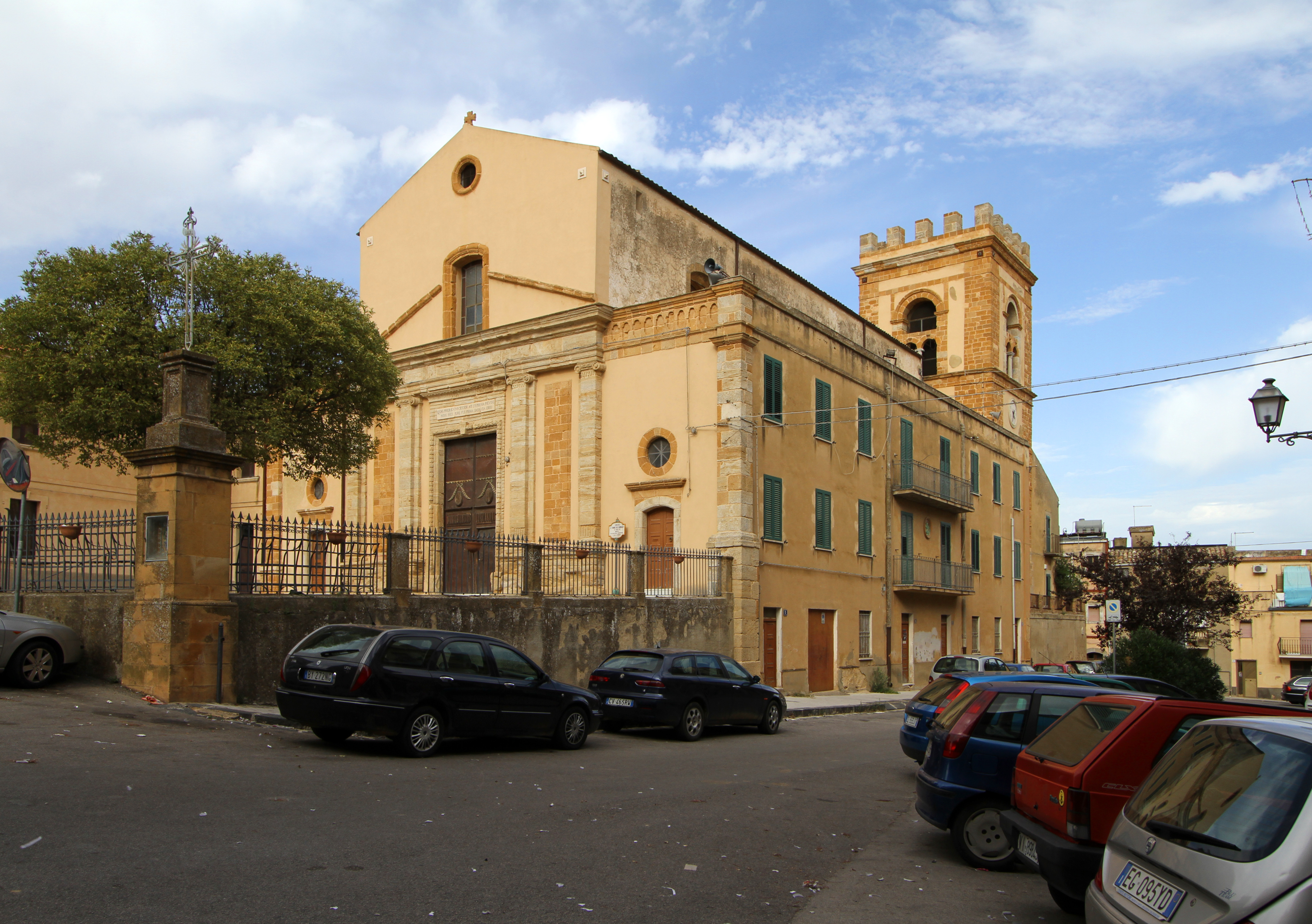
Chiesa di San Giorgio

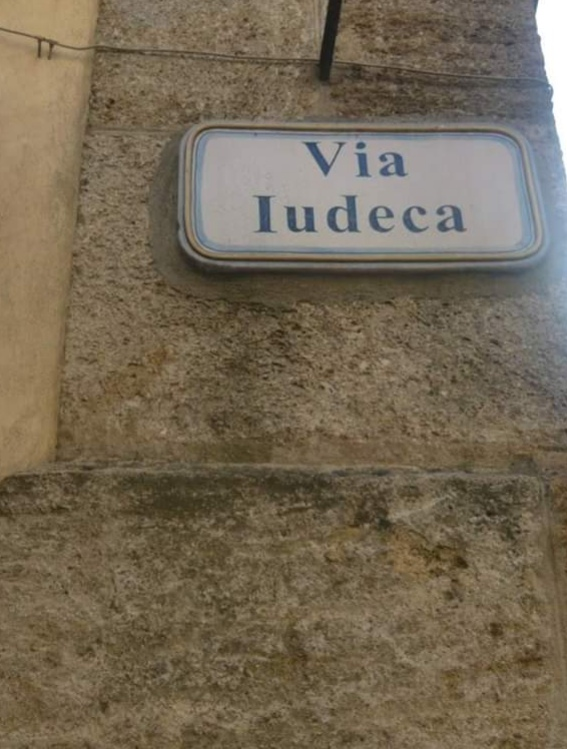
Segnaletica indicatoria di via Iudeca

Nonostante la natura lombarda della città  – si presume che la città si sia progressivamente disallineata politicamente rispetto a queste, nel XIII secolo Caltagirone partecipò alla rivolta contro gli Angioini nei Vespri siciliani, avendone espresso una delle figure principali, il nobile Gualtiero di Caltagirone, che sollecitò l'avvento di re Pietro d'Aragona nel corso dell'assedio di Messina. Deluso nelle sue aspettative dal nuovo monarca, Gualtiero cospirò contro di lui e fu per questo decapitato in Piazza San Giuliano nel 1283.
In seguito allo sviluppo dell'artigianato e del commercio, legati alla produzione della ceramica e influenzati positivamente dalla posizione geografica interna ma affacciata alla costa mediterranea, nacque una classe di ricchi commercianti che si stabilirono provenendo anche da altre parti d'Italia.
Lo sviluppo di cui godette la città è ravvisabile in special modo nella struttura del centro storico, che presenta diversi edifici sacri e pubblici di valore artistico, la cui costruzione e il cui rifacimento fu affidato, com'era in uso, a famosi architetti ed artisti dell'epoca.
Durante il XV secolo, pur avendo subito un fenomeno considerevole di emigrazione verso la vicina Eraclea attestato nel 1474, la città nel complesso si sviluppò demograficamente, a tal punto da conferirle una certa importanza complessiva nel Regno: a tal proposito, nel 1458 si tenne il pubblico Parlamento di giuramento verso re Giovanni II di Aragona. Nel 1496 la città, sempre da parte del medesimo sovrano, viene promossa da terra demaniale a città, con il titolo di Urbs Gratissima.

#### La comunità ebraica

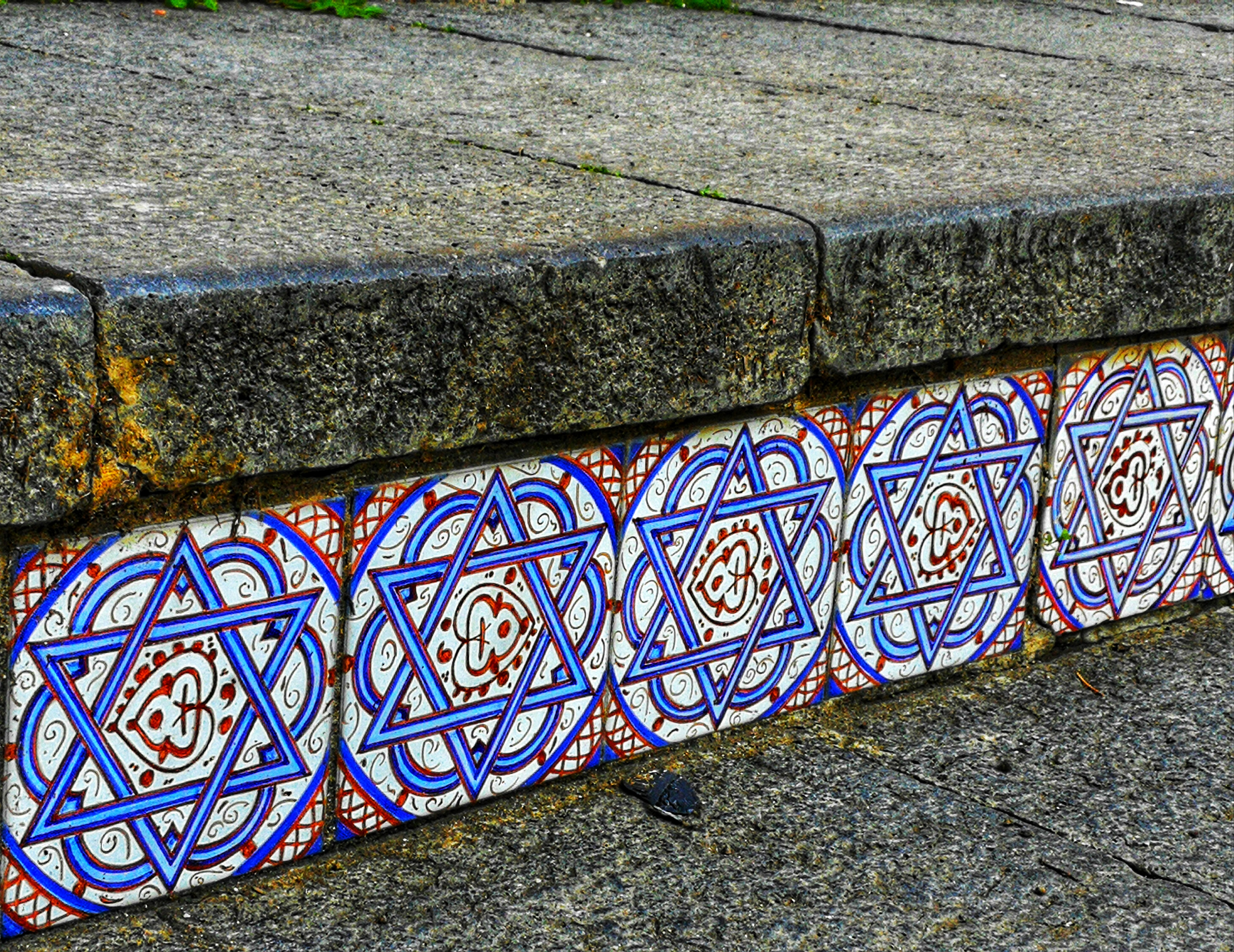
Dettaglio delle Stelle di David, Scalinata di Santa Maria del Monte

Dal XIV secolo a Caltagirone (In ebraico: קלטג'ירונה) viveva una piccola comunità ebraica (הקהילה היהודית ב Caltagirone) stabilitasi in una zona vicino al quartiere San Giuliano, che prende il nome di Via Iudeca (דרך Iudeca) o Zona Miracoli.

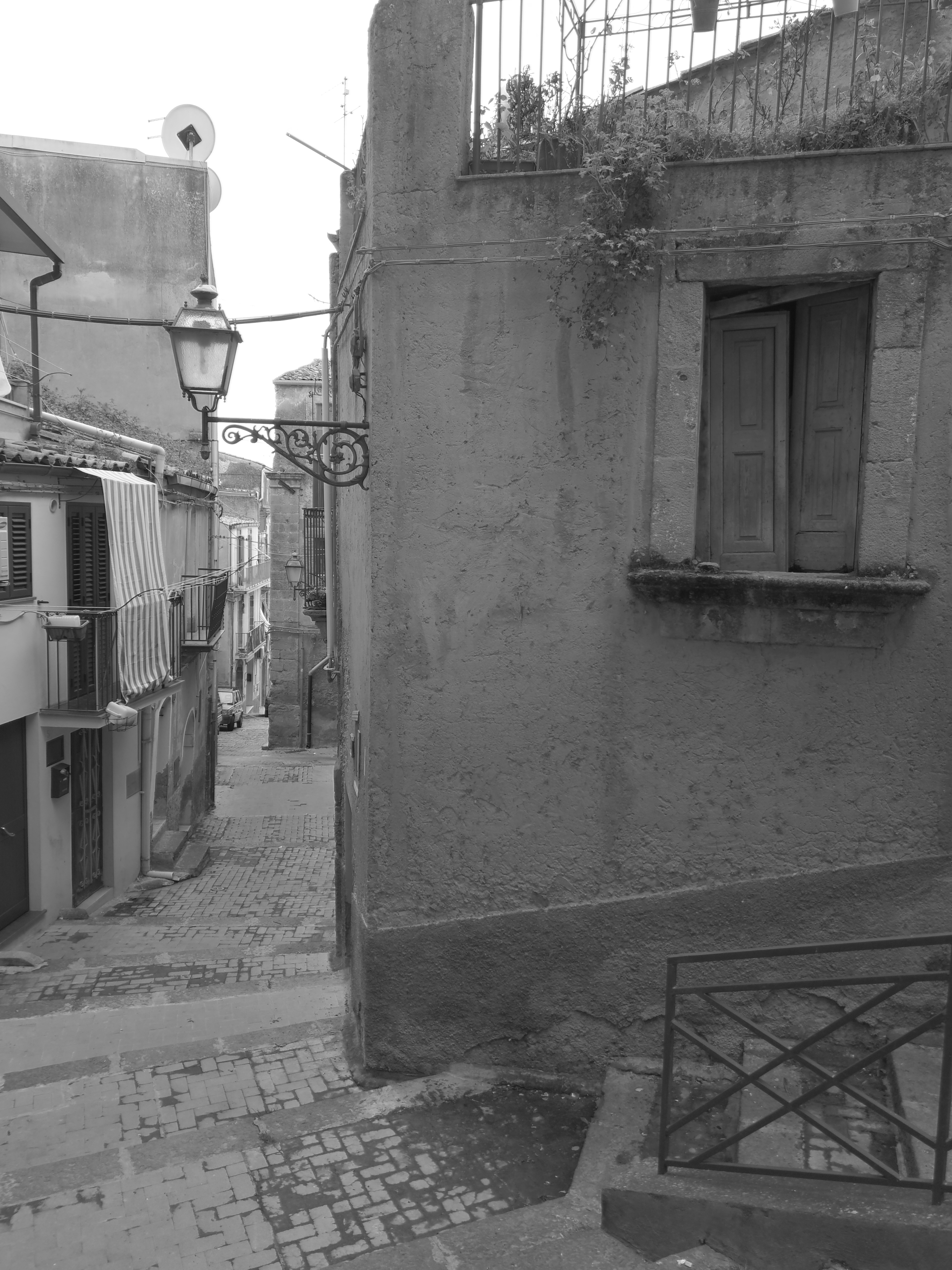
Ingresso della Giudecca di Caltagirone

Gli ebrei di Caltagirone si dedicavano all'artigianato (in particolare nel settore tessile), molte famiglie della comunità ebraica finirono con l'assumere alcuni cognomi tipici (come per esempio Alba) e a cimentarsi nelle attività creditizie. Si attesta il fatto che ve ne fossero un centinaio in città.
Nel 1492 la dominazione spagnola, a seguito del Decreto dell'Alhambra, editto emanato dai re cattolici di Castiglia e Aragona Isabella di Castiglia e Ferdinando II d'Aragona, decretò la scomparsa degli ebrei in Sicilia così come nella penisola iberica sotto il controllo dei due regni appena unificati, e di conseguenza la città fu severamente colpita nella sua vita economica e culturale.

### Età moderna

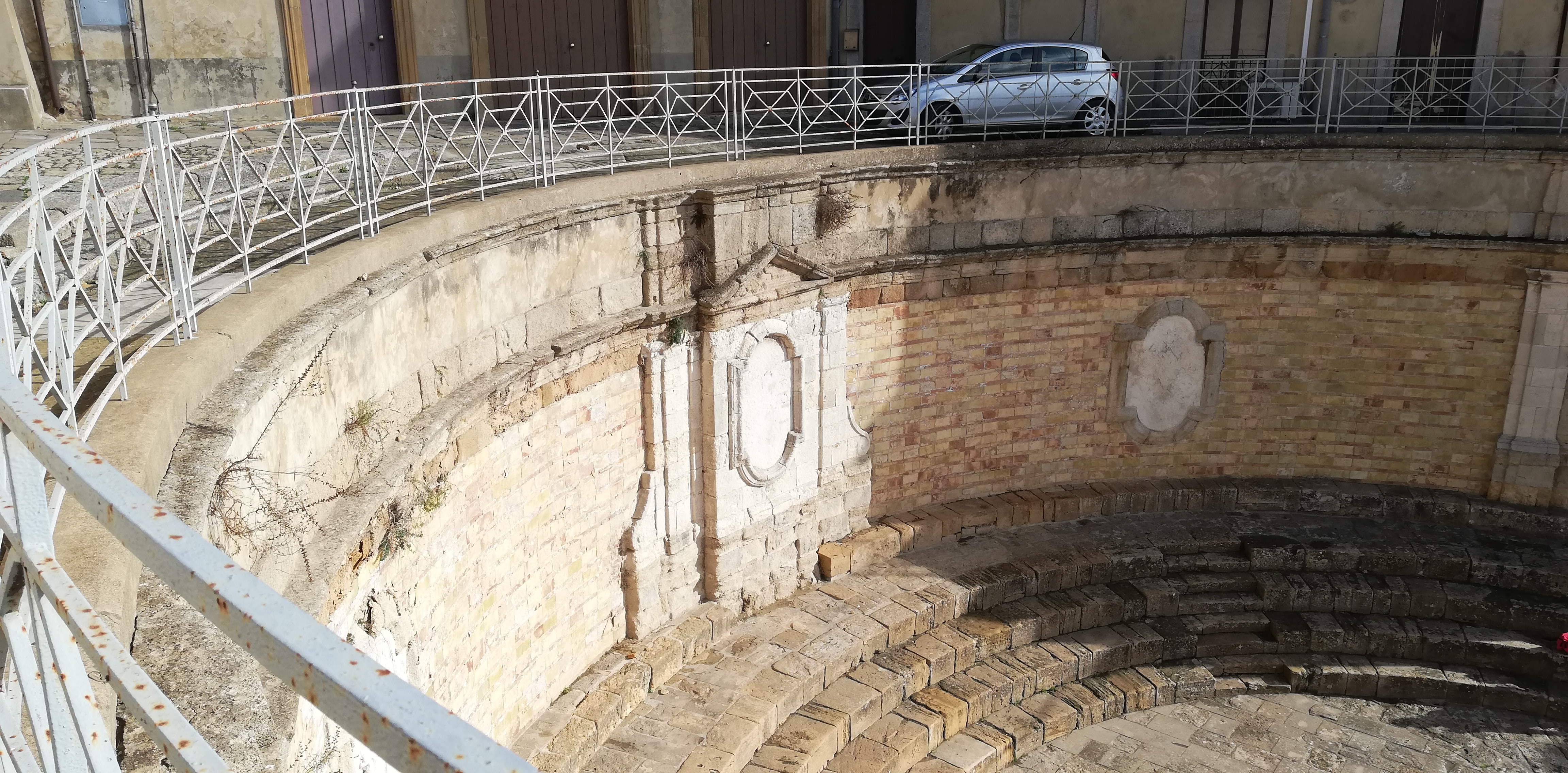
Tondo Vecchio

I secoli XV e XVII furono l'epoca aurea della Città della ceramica, che allora si arricchì di chiese, palazzi nobiliari, istituti, collegi e conventi. Nacque pure l'università (sotto la Compagnia di Gesù) nella quale si insegnavano giurisprudenza, filosofia e medicina, nonché un ospedale.

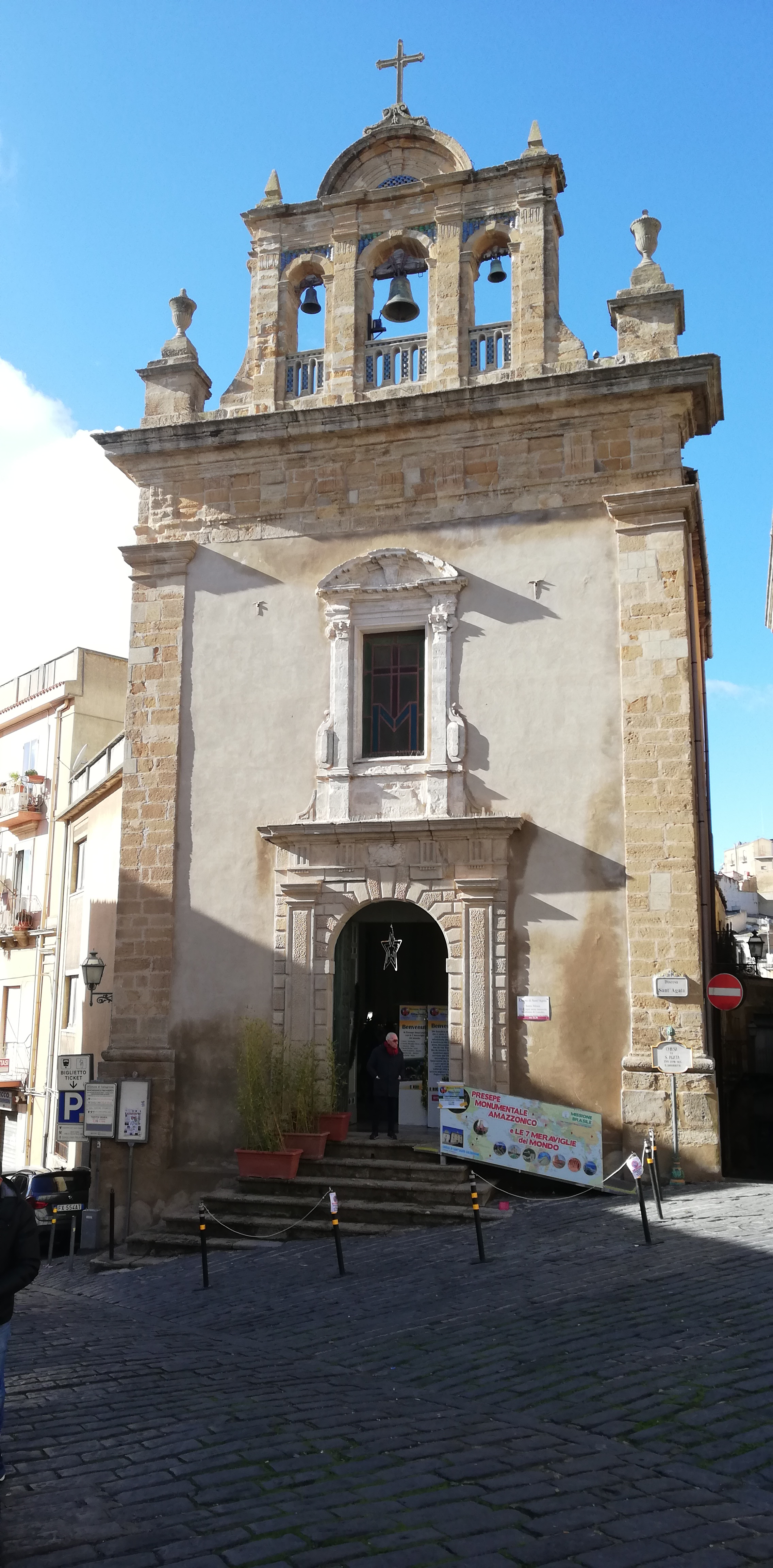
Chiesa di Sant'Agata

In quei secoli la popolazione della città si aggirò sempre attorno ai 10 000 abitanti, numero che la poneva tra le città più grandi e importanti della Sicilia, di cui solo un migliaio erano ceramisti di professione e diverse centinaia i chierici. La città era caratterizzata da una fervida attività socio-culturale, specialmente da parte del suo ceto artigianale e da parte del mondo gesuita: quest'ultimi emersero come forza sociale e culturale della città.

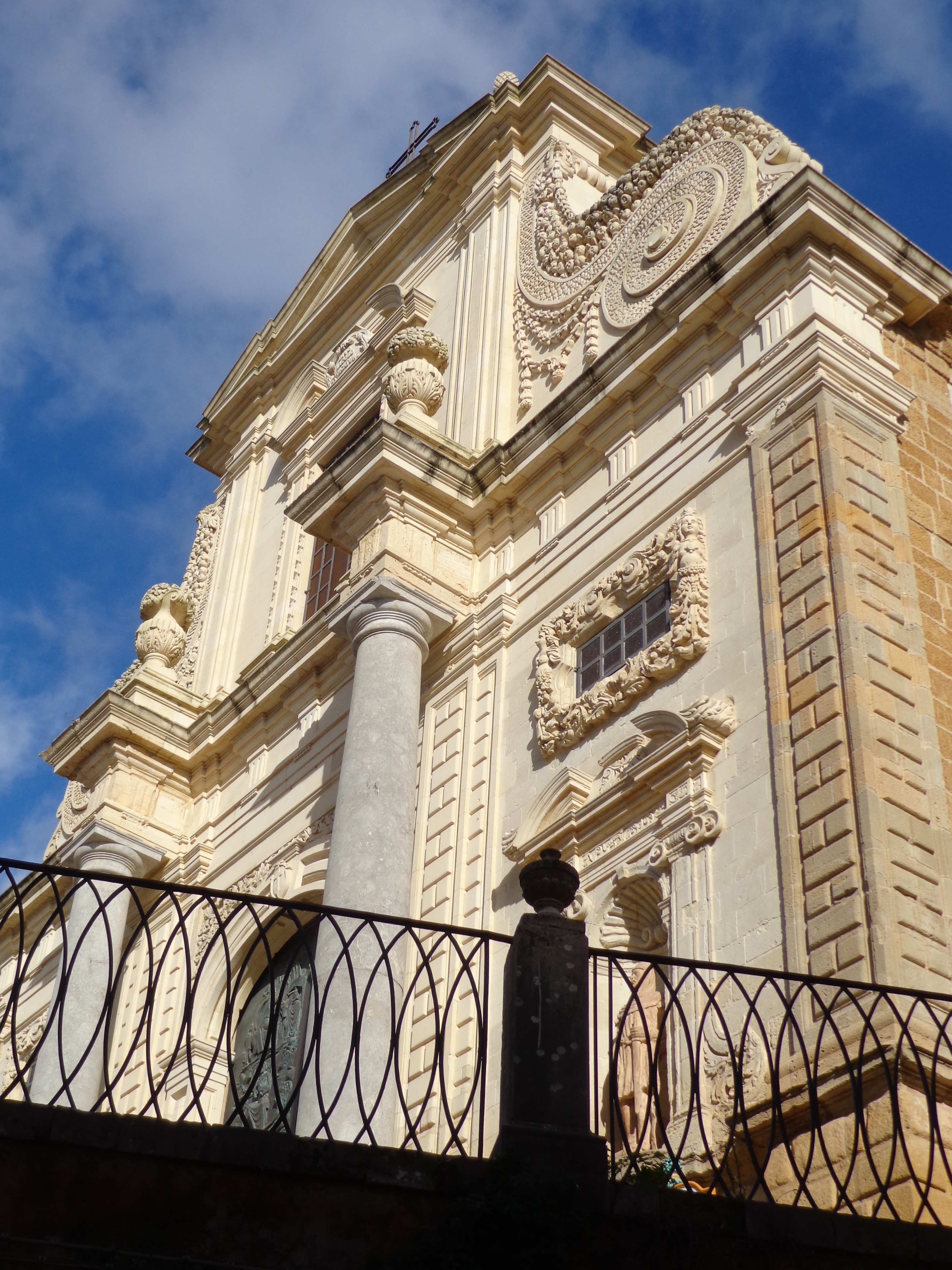
La chiesa di San Giacomo

Nel 1671, a causa di una carestia, morirono circa 2 000 persone, per fame e per stenti, mentre il 1693 è l'anno che segna una radicale svolta per Caltagirone, così come del resto per l'intera Sicilia orientale: un catastrofico terremoto la rade al suolo insieme ad altre dieci città; il fatto costò la vita a circa 100 000 persone, un migliaio nel caso della città.
Con questo evento, Caltagirone perse quasi completamente le tracce monumentali di stampo medioevale e tardo-rinascimentale, con pochi esempi rimasti in piedi, posti fuori dell'allora cinta urbana (esempio la chiesa di Santa Maria di Gesù e relativo convento). Nonostante ciò, la pianta originaria rimase grosso modo intatta, permettendo di ricostruire esattamente nei punti prima della distruzione sismica, a differenza di altri centri colpiti come Ragusa o la fu Occhiolà. Nell'arco di circa dieci anni, la città venne ricostruita con un volto tardo-barocco, quello che oggi conserva nel suo centro storico, e quello che oggi caratterizza la città per buona parte del suo aspetto.

### Età contemporanea

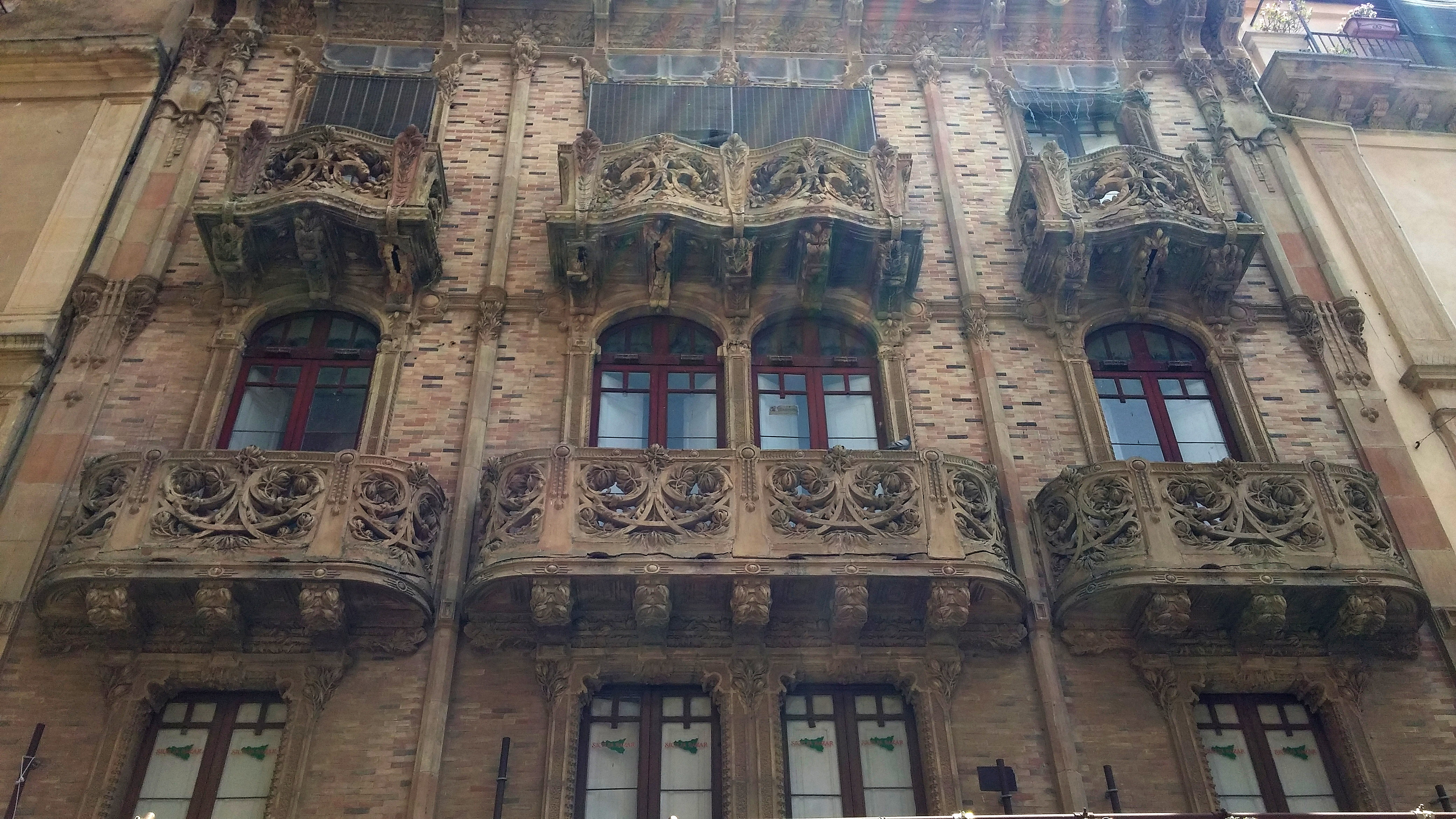
Palazzo della Magnolia, esempio tipico di stile Liberty

Nell'epoca contemporanea la città seguì le sorti del resto della Sicilia.

Nella costituzione del Regno di Sicilia del 1812 la città venne individuata come capoluogo di uno dei ventitrè distretti, mentre con la sua soppressione e l'istituzione della costituzione del Regno delle Due Sicilie del 1820, seppur la città venne riconfermata come capoluogo di distretto, questo era invece inglobato nell'allora neocostituita provincia di Catania.

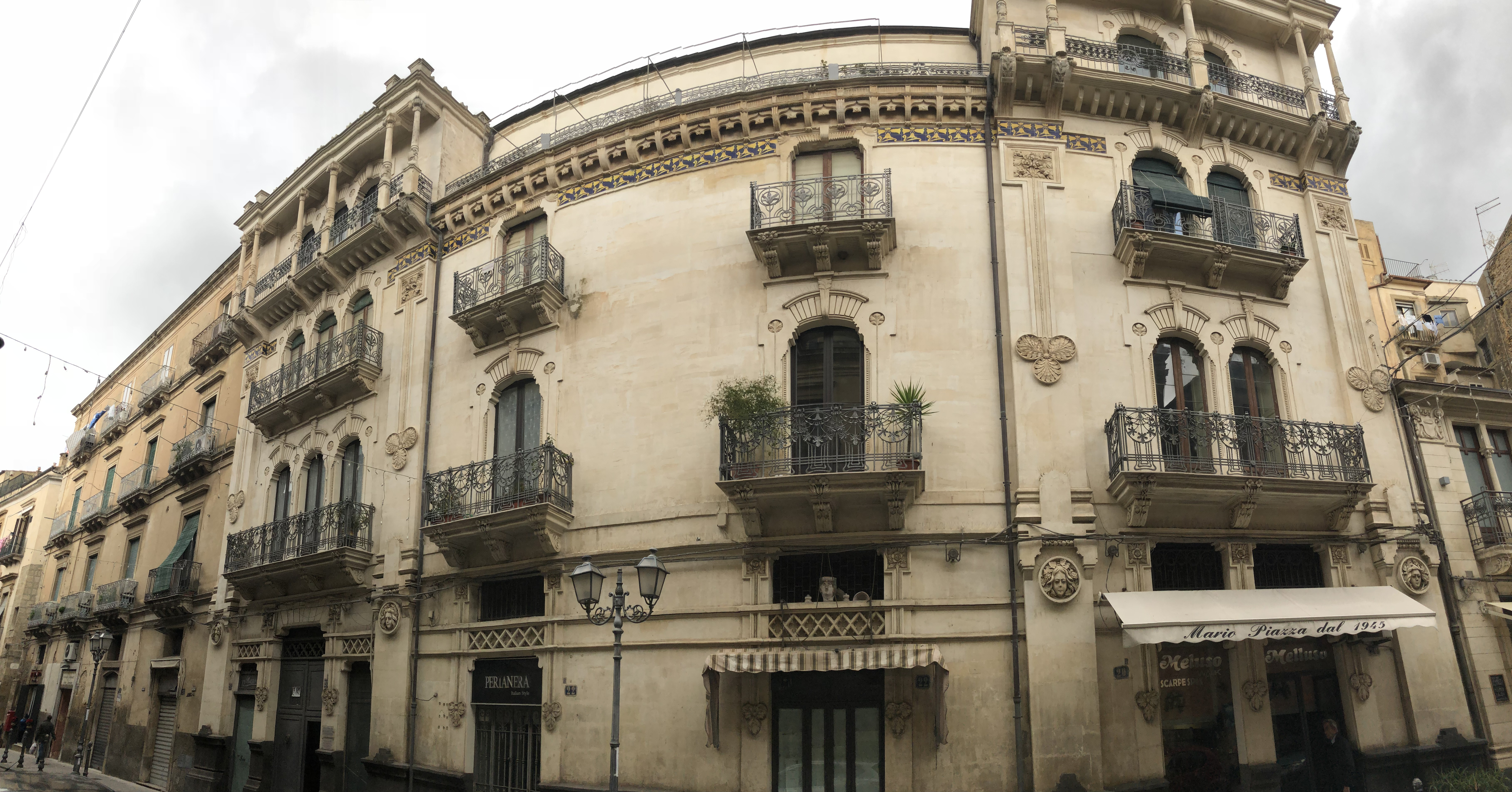
Edificio in stile Liberty a Caltagirone

Il 29 maggio 1860 la città fu assediata dall'esercito del Regno delle Due Sicilie, capitanato dal generale Gaetano Afan De Rivera, mentre queste scappavano dalle forze garibaldine in direzione di Catania.
Agli inizi del XX secolo, Caltagirone fu città simbolo del popolarismo italiano di Don Luigi Sturzo. Fu anche il simbolo del movimento antifascista siciliano, dato che lo stesso sacerdote fu uno dei più accesi detrattori e oppositori del regime mussoliniano, a tal punto da doversi rifugiare fuori dall'Italia, prima a Londra e poi a New York.

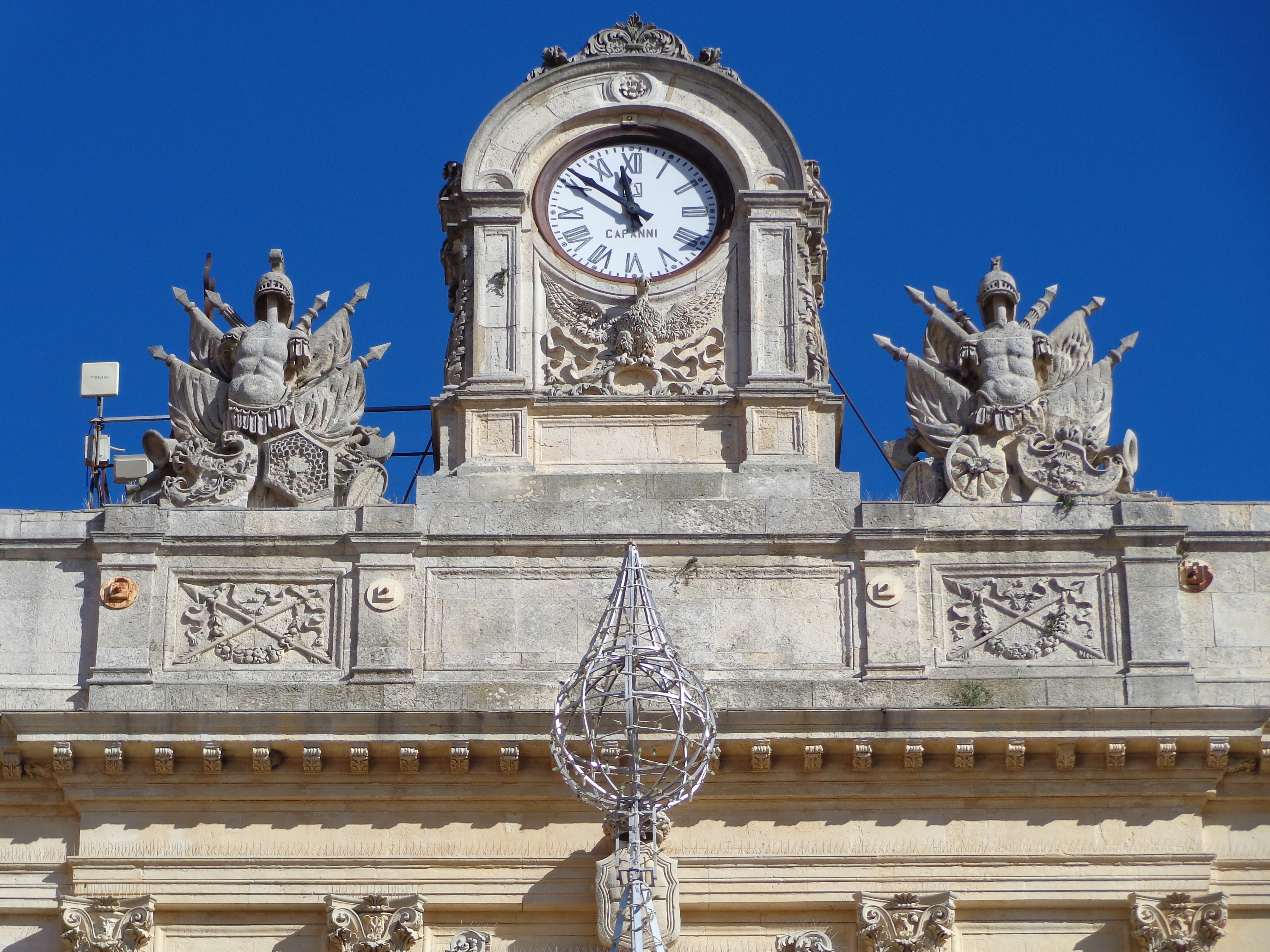
Dettaglio dell'orologio di Palazzo dell'Aquila (Municipio)

Tra la fine del XIX secolo e l'inizio di quello successivo, Caltagirone si caratterizzò architettonicamente di palazzi ed edifici in stile Liberty, tra i quali spiccano Palazzo della Magnolia, il Palazzo delle Poste di corso Vittorio Emanuele, la facciata della Cattedrale di San Giuliano e il teatro Politeama-Ingrassia. La città inoltre si dotò dell'illuminazione elettrica e in generale si ammodernò nei servizi, grazie all'attività di pro-sindaco di Don Luigi Sturzo. In questo periodo prende forma l'attuale giardino pubblico e il cimitero monumentale.

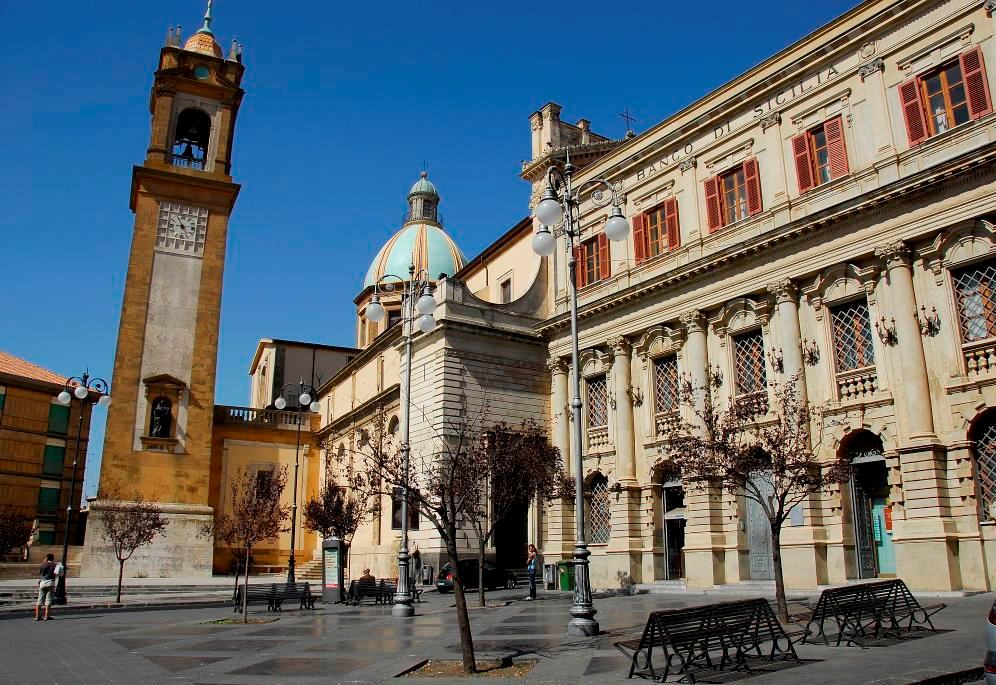
Piazza Umberto I, in evidenza il campanile della Cattedrale e il Monte delle Prestanze, filiale UniCredit dal XX secolo

Negli anni venti, per via della dismissione delle miniere di zolfo, come quella in contrada Balchino, la città subì un decremento di popolazione, comunque modesto (circa il 10% tra il 1911 e il 1921) rispetto ad altre città della Sicilia centrale (alcune di queste persero dal 20 fino al 30%).
Sempre nello stesso periodo, venne soppresso il suo circondario (come già scritto, fu istituito a partire dalla costituzione del Regno di Sicilia del 1812, confermato durante il Regno delle Due Sicilie e mantenuto durante il periodo post-unitario), e perciò la città rimase all'interno dei confini provinciali catanesi, diversamente da Nicosia, il cui già circondario andò a costituire l'attuale libero consorzio comunale di Enna.

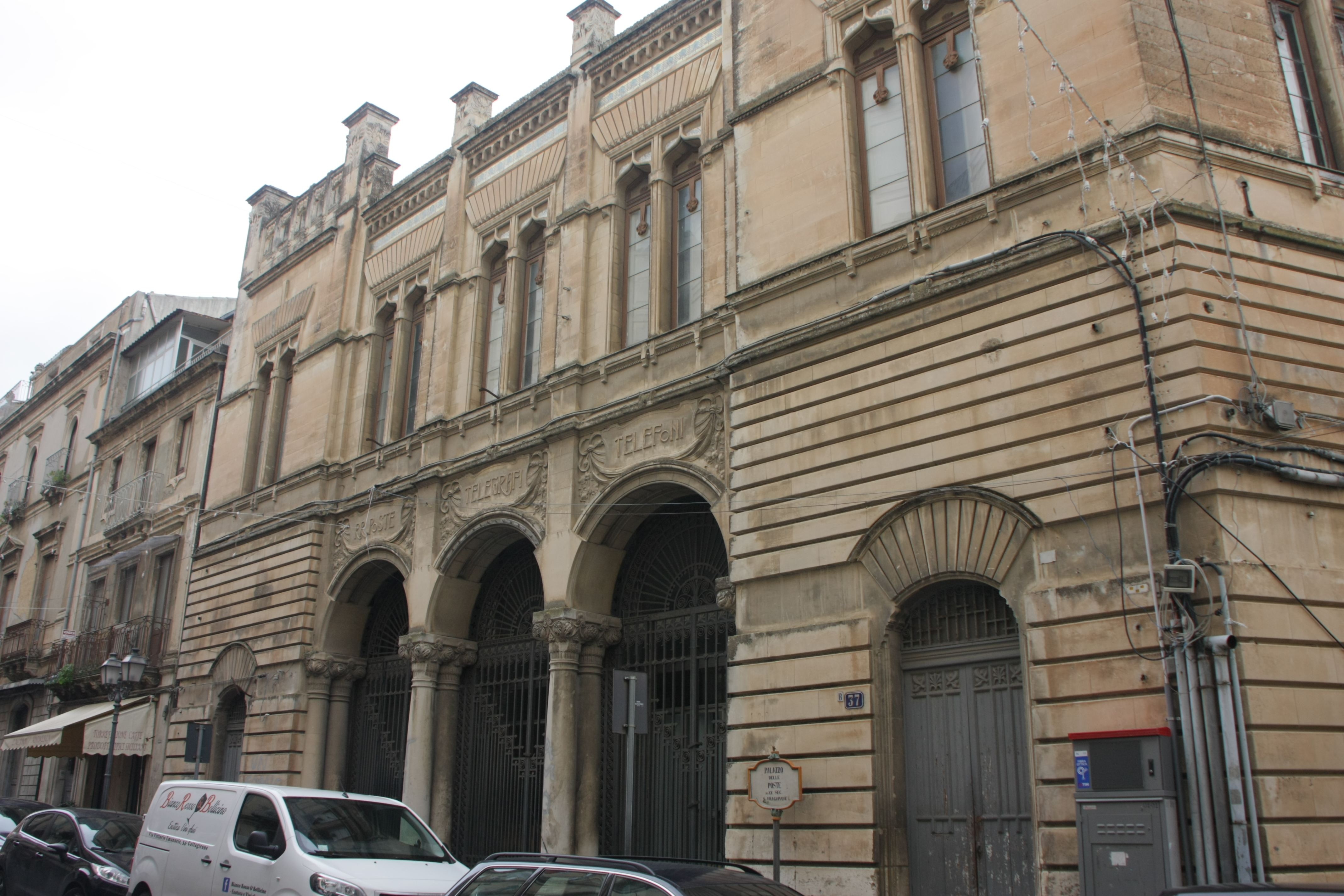
Il palazzo delle poste in Corso Vittorio Emanuele

Durante la seconda guerra mondiale, Caltagirone soffrì dei pesanti bombardamenti degli Alleati, sbarcati in Sicilia con l'operazione Husky, i quali distrussero alcuni monumenti significativi per la città e procurarono centinaia di vittime civili. Fu altresi l'unica città ad esser toccata da tutti e tre i contingenti che composero lo sbarco degli Alleati (inglese, statunitense e canadese).

A dicembre del 1945 avvenne nel territorio di Caltagirone uno tra i fatti più importanti e decisivi della stagione indipendentista siciliana durante la seconda guerra mondiale: una battaglia tra l'EVIS e i Carabinieri in località San Mauro, nota appunto come Battaglia di Monte San Mauro, che provocò complessivamente 3 morti.

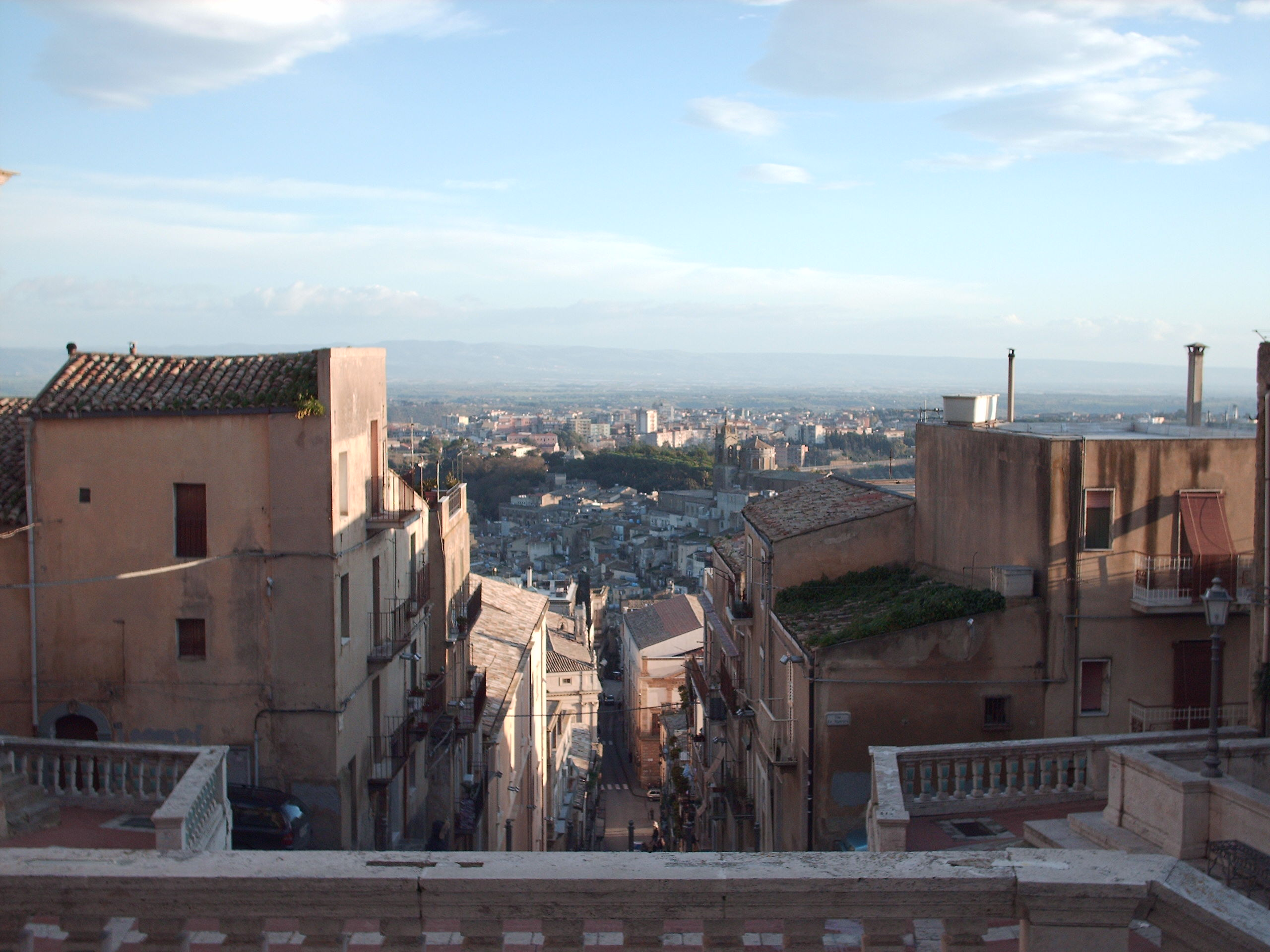
Vista panoramica del nuovo centro urbano dalla piazza della Matrice

Dagli anni sessanta agli anni settanta, la città subì un esodo di popolazione verso le regioni italiane del nord (specialmente Lombardia, Piemonte ed Emilia-Romagna) e verso la Germania (specialmente in Baviera e soprattutto nella Renania Settentrionale-Vestfalia), come avveniva anche in altri centri siciliani, finché nel decennio successivo si ebbe una nuova crescita generale, dovuta allo sviluppo dell'attività artigianale e dell'edilizia, che rese la città soggetta a una rapida espansione urbana, che ne aumentò considerevolmente le dimensioni del centro abitato, poggiandolo anche sulla vallata discendente la Piana di Gela.
Oggi Caltagirone è un'importante destinazione turistica della Sicilia, merito soprattutto del suo patrimonio artistico e artigianale. Nonostante non sia un centro capoluogo, è sede di diversi presidi pubblici importanti, tra cui il tribunale (che insieme a quello di Ragusa e Siracusa fanno parte della Corte d'Appello di Catania) e la Procura della Repubblica.
La città è oggi un centro urbano di medie dimensioni all'interno del contesto siciliano, specialmente quello interno, nel quale il suo dato demografico e di estensione geografica risultano essere di dimensioni considerevoli se paragonati ad altre realtà affini.
Tra le sue risorse turistiche più cospicue vanno ricordati i musei (Museo Regionale della Ceramica, Mostra dei Pupi siciliani, Galleria Civica d'Arte Contemporanea e molti altri), le chiese (se ne contano più di 50) e le ville (Villa Patti, Villa Milazzo, Giardino Pubblico Vittorio Emanuele).

#### Simboli e onorificenze

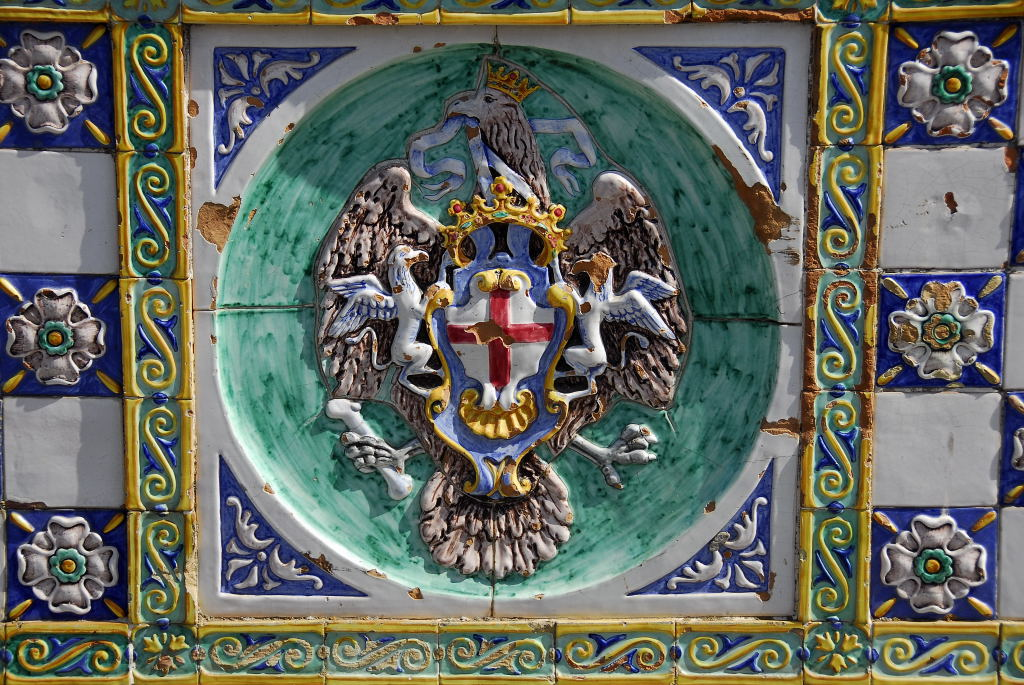
Stemma della città in ceramica policroma, decorazione del Ponte San Francesco

Il simbolo di Caltagirone risale al 1030, anno della liberazione della città da parte dei genovesi dal dominio saraceno.

Bandiera del Senato Civico di Caltagirone

I cittadini caltagironesi, per riconoscenza, avrebbero adottato nel loro stemma, nel petto dell'aquila che tiene tra gli artigli un osso, lo scudo di San Giorgio sostenuto da due grifoni, ciò per ricordare l'antica origine della città, quella della Repubblica marinara di Genova. Esso è descritto così:
In versione semplificata (sola croce di San Giorgio), insieme agli stemmi anch'essi semplificati di Catania, Nicosia e Acireale, costituisce lo stemma dell'ex Provincia di Catania.
Il 6 aprile 1987, per decreto presidenziale, il comune di Caltagirone è stato insignito del titolo di città.
Stemma e gonfalone sono stati anch'essi concessi con decreto del presidente della Repubblica del 6 aprile 1987.
In periodi recenti è stata mostrata una bandiera comunale de facto, non citata all'interno dello statuto comunale, la quale consiste in un drappo rettangolare bipartito di colori bianco e rosso. Nonostante ciò, la Croce di San Giorgio può essere a tutti gli effetti definita come simbolo distintivo della città, in quanto parte dello stemma.

## Monumenti e luoghi d'interesse

### Architetture religiose
- Basilica Cattedrale di San Giuliano, chiesa di origine normanna, subì varie ricostruzioni a causa dei terremoti che colpirono la zona. Nel 1816, con l'istituzione della Diocesi di Caltagirone fu elevata al rango di Cattedrale.
- Santuario del Santissimo Crocifisso del Soccorso, ad ovest della città, sull'antica strada per Gela, sorgeva, prima del terremoto del 1693, una chiesetta dedicata alla Madonna del Soccorso, sotto le sue macerie venne ritrovato un crocifisso dipinto su pietra. Sul luogo del ritrovamento, alla fine del Settecento, fu costruita una chiesa progettata dal Bonajuto, in cui si venera la sacra immagine. In seguito il Santuario del Santissimo Crocifisso s'arricchì di nuove strutture, anche per poter accogliere i devoti che vi si recano, lungo la strada che porta al Santuario si notano i misteri del Santo Rosario e le stazioni della Via Crucis su pannelli in maiolica.
- Abbazia di Terrana, a pochi chilometri da Santo Pietro, nel vicino feudo di Terrana, sorgeva un tempo l'importante abbazia cistercense di Santa Maria di Terrana di cui rimane parte di una chiesetta, edificata nel XIII secolo, con resti d'affreschi quattrocenteschi. Sulla facciata si mette in chiara evidenza il portale principale con i due mascheroni. All'interno, a fianco dell'abside, una porticina, sormontata da un arco ogivale, permette l'accesso al campanile.
- Cimitero monumentale di Caltagirone, sulla via Nicastro, ad appena tre chilometri dal centro abitato, si trova il cimitero monumentale, preceduto da un viale alberato. Detto cimitero del Paradiso, dal nome della contrada in cui sorse, fu progettato dall'architetto Giovan Battista Nicastro nel 1866[28], con pianta a croce bizantina iscritta dentro un muro perimetrale che in parte lascia intravedere l'interno attraverso alcune aperture. Il progetto non fu mai portato a compimento dal Nicastro che morì nel 1903. Dal 1931 è stato dichiarato monumento nazionale.

### Altre chiese
- Chiesa di Maria Santissima del Monte
- Chiesa di San Giacomo
- Basilica di San Giorgio
- Chiesa del Crocifisso
- Chiesa della Circoncisione di Gesù o del Collegio dei Gesuiti (1571)
- Chiesa del Sacro Cuore di Gesù
- Chiesa del Santissimo Salvatore
- Chiesa di Maria Santissima Odigitria e convento dei Cappuccini
- Chiesa di Maria Santissima dei Miracoli
- Chiesa di Maria Santissima del Carmelo
- Chiesa di Maria Santissima del Ponte[29][30]
- Chiesa di Maria Santissima della Neve
- Chiesa di Maria Santissima della Stella
- Chiesa di San Bonaventura e convento dell'Ordine dei frati minori osservanti riformati[31]
- Chiesa di San Domenico o della Madonna del Rosario
- Chiesa di San Francesco d'Assisi all'Immacolata e convento dell'Ordine dei frati minori conventuali[32]
- Chiesa di San Francesco di Paola
- Chiesa di San Giuseppe
- Chiesa di San Nicola
- Chiesa di San Pietro
- Chiesa di Sant'Agata
- Chiesa di Sant'Andrea
- Chiesa di Santa Chiara
- Chiesa di Santa Lucia
- Chiesa di Santa Maria degli Angeli
- Chiesa di Santa Sofia
- Chiesa di Santo Stefano
- Santuario di Maria Santissima del Ponte

Centro nuovo e periferia (incluse chiese e conventi antecedenti al 1693)
- Chiesa dei Santi Angeli Custodi
- Chiesa della Madonna della Via
- Chiesa della Sacra Famiglia
- Chiesa di San Bartolomeo
- Chiesa di San Giovanni Bosco
- Chiesa di San Vincenzo de' Paoli
- Chiesa di Sant'Anna
- Chiesa di Santa Maddalena di Canossa
- Chiesa di Santa Maria di Gesù

Frazioni
- Chiesa di San Paolo Apostolo (Piano San Paolo)
- Chiesa dei Santi Pietro e Paolo (Santo Pietro)
- Chiesa di San Giovanni Battista (Granieri)

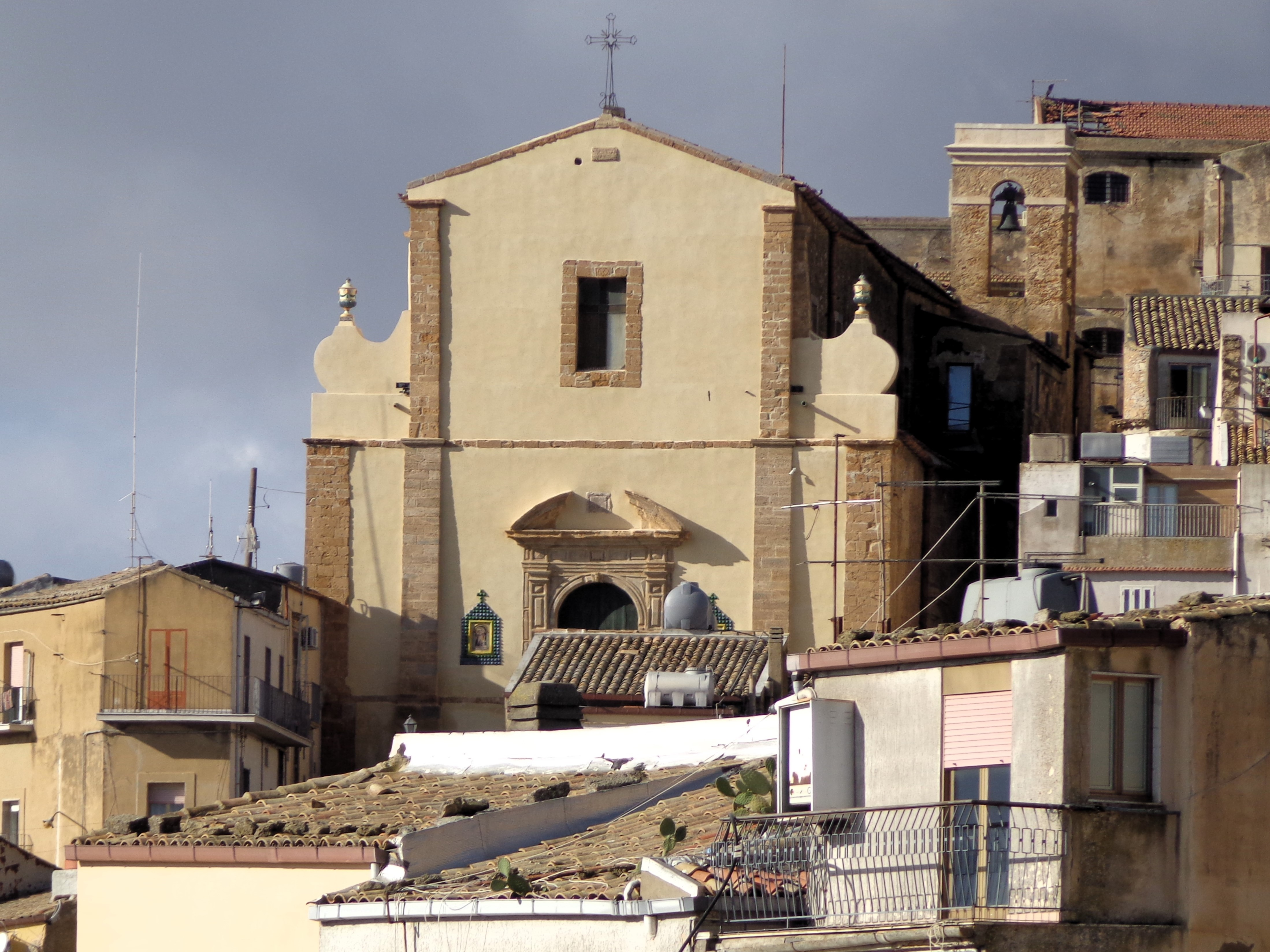
Chiesa di San Bonaventura
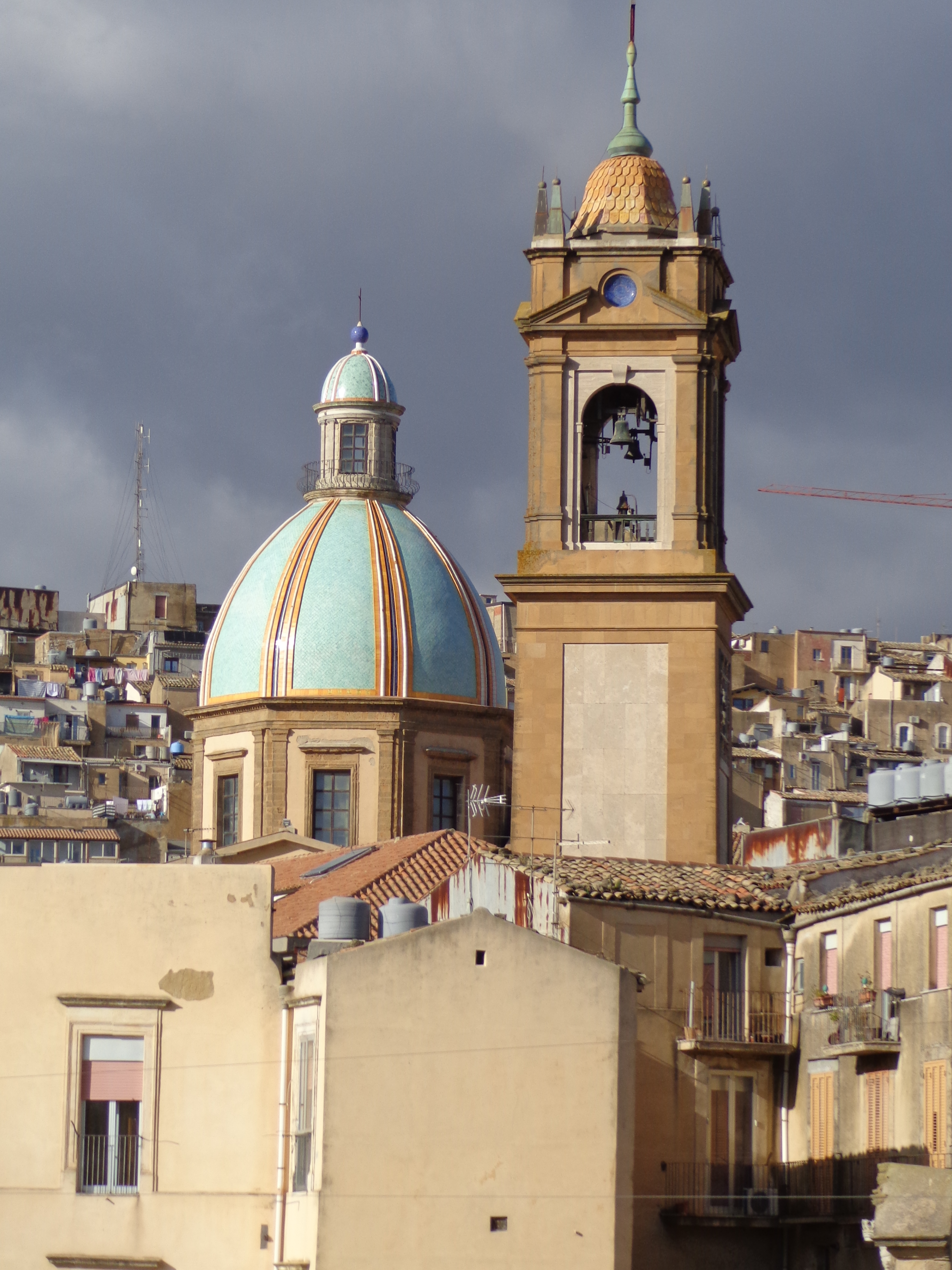
Cupola e campanile della Cattedrale di San Giuliano
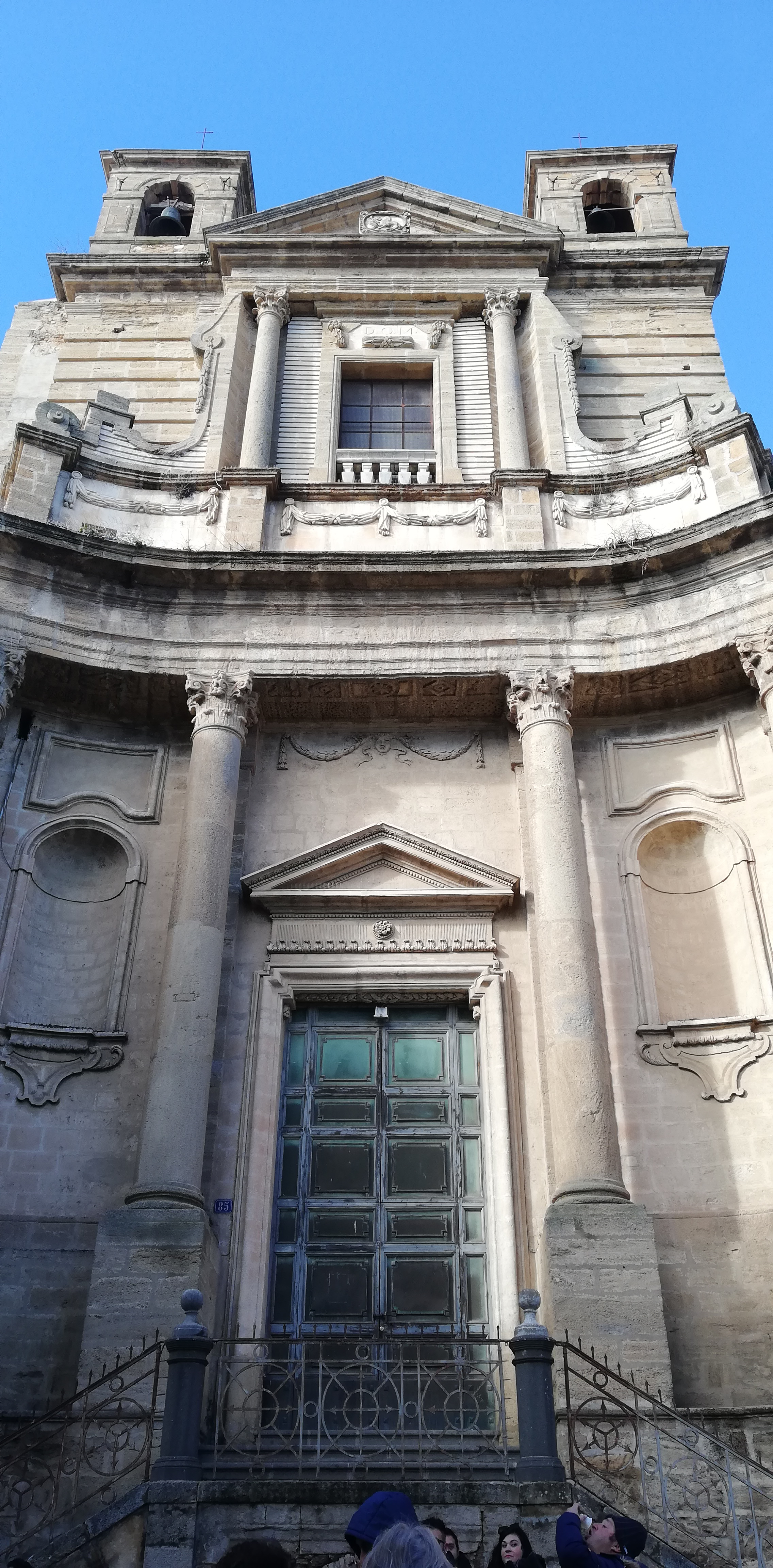
Facciata della chiesa di San Domenico
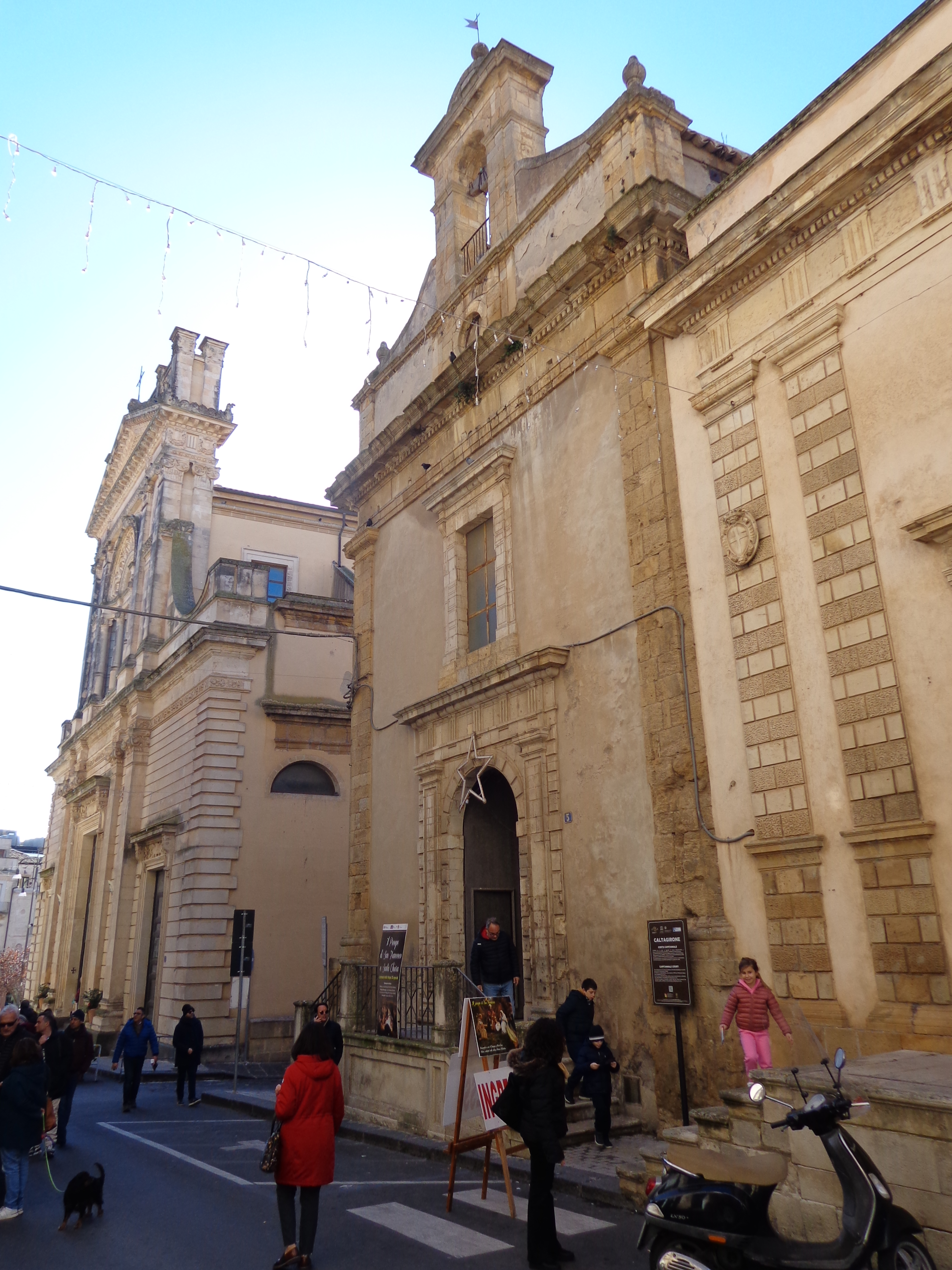
Chiesa del Crocifisso e, in secondo piano, la Cattedrale di San Giuliano
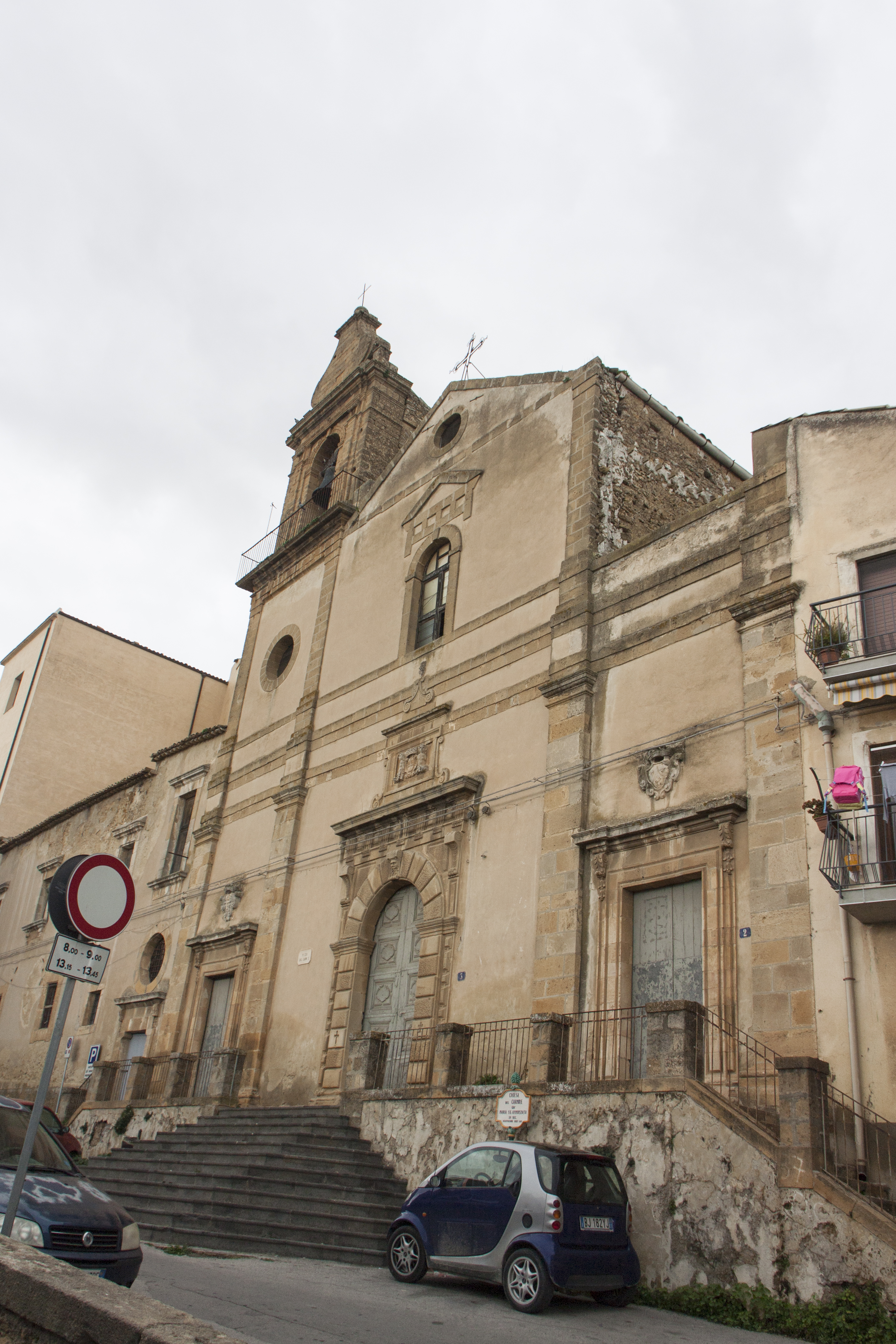
Chiesa del Carmine
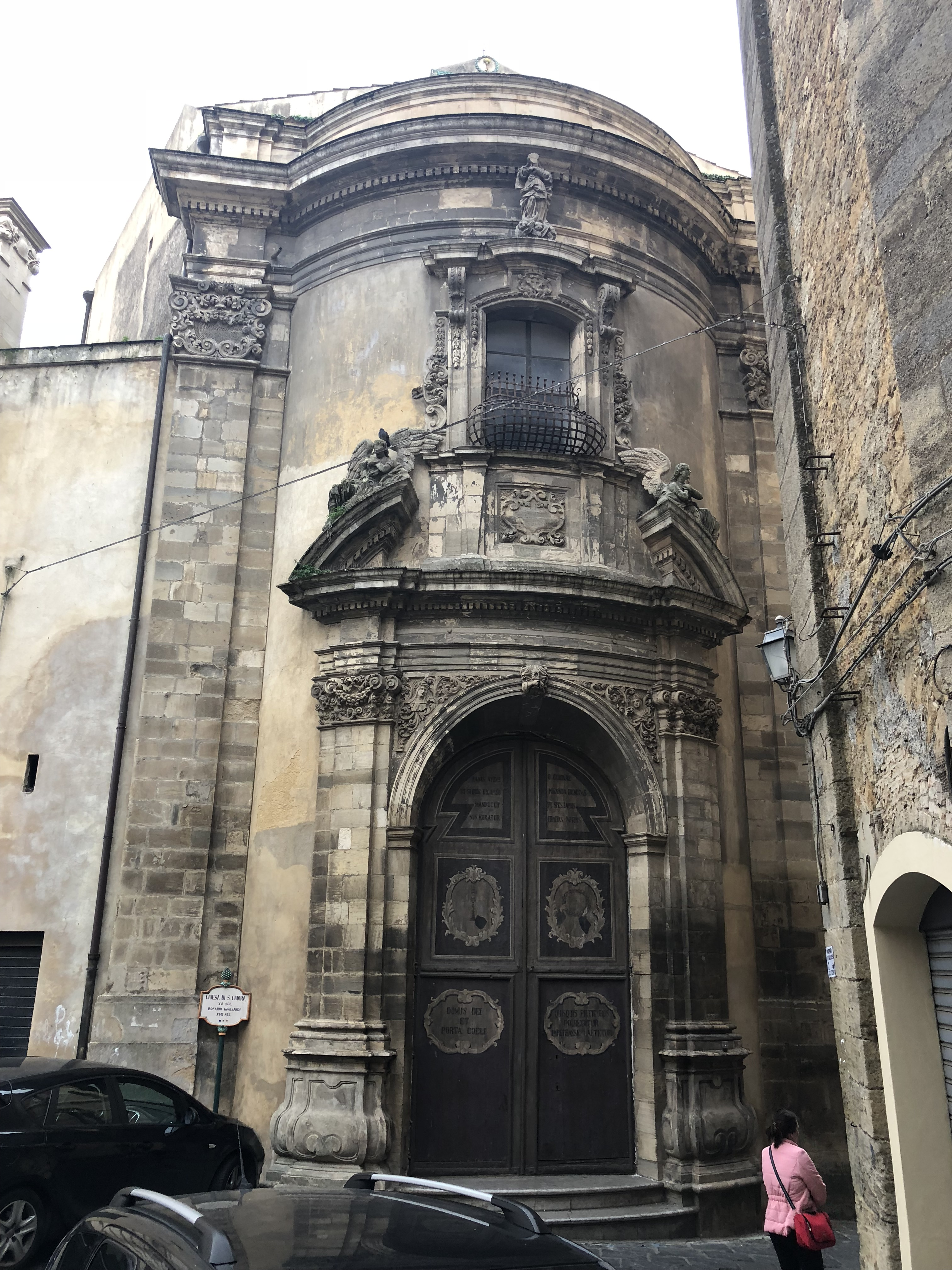
Chiesa di Santa Chiara
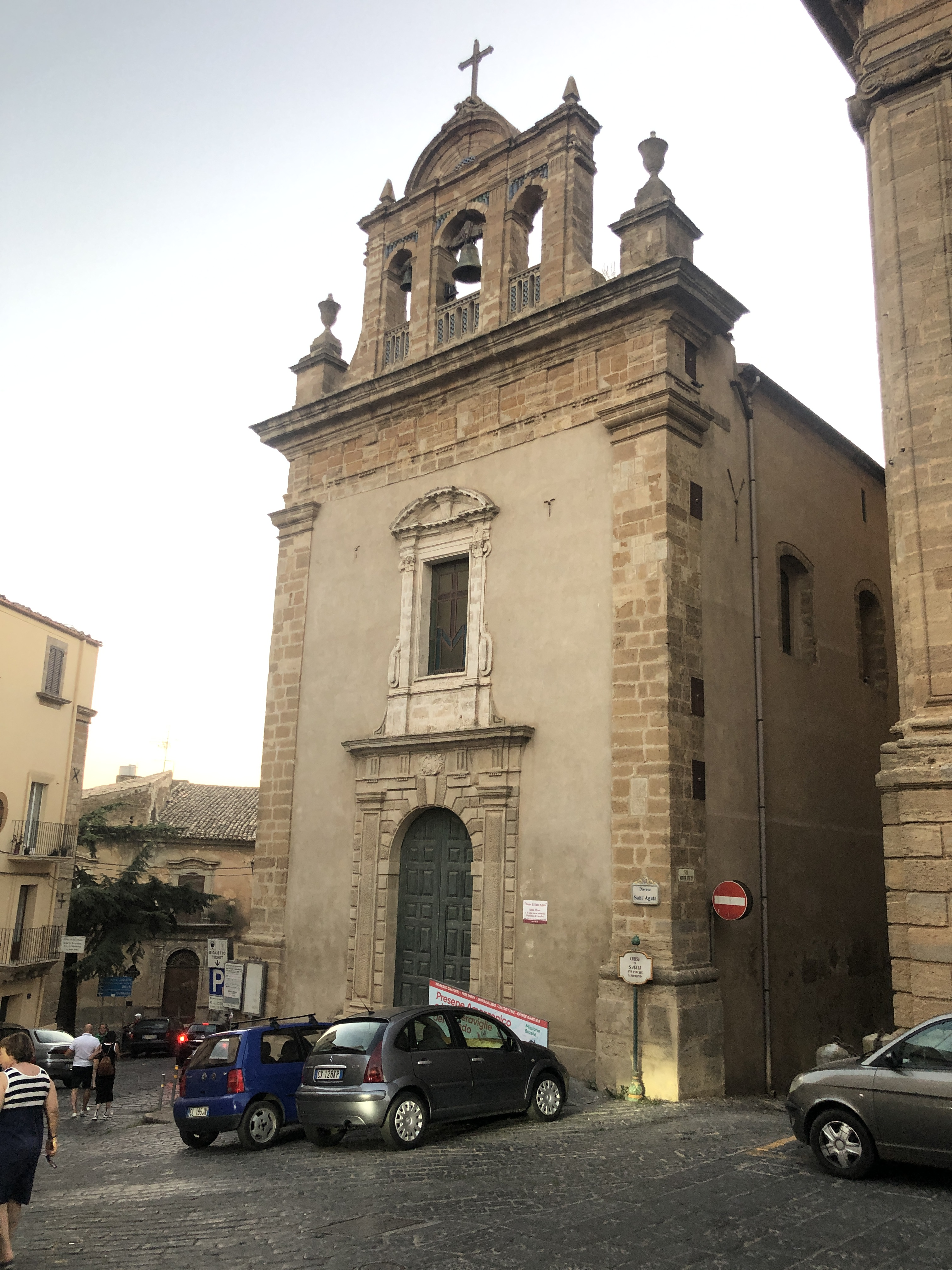
Chiesa di Sant'Agata
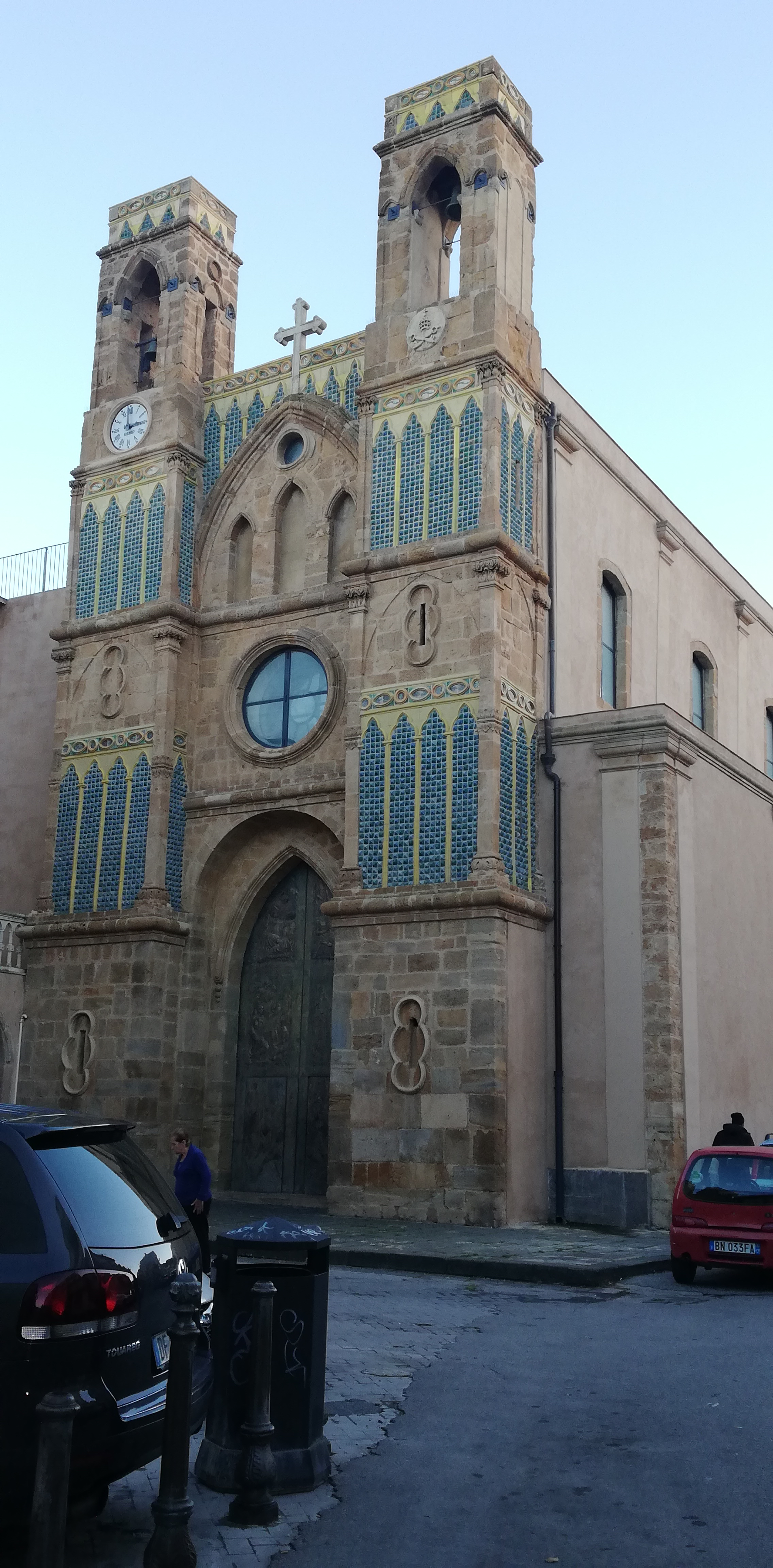
Chiesa di San Pietro

### Architetture civili

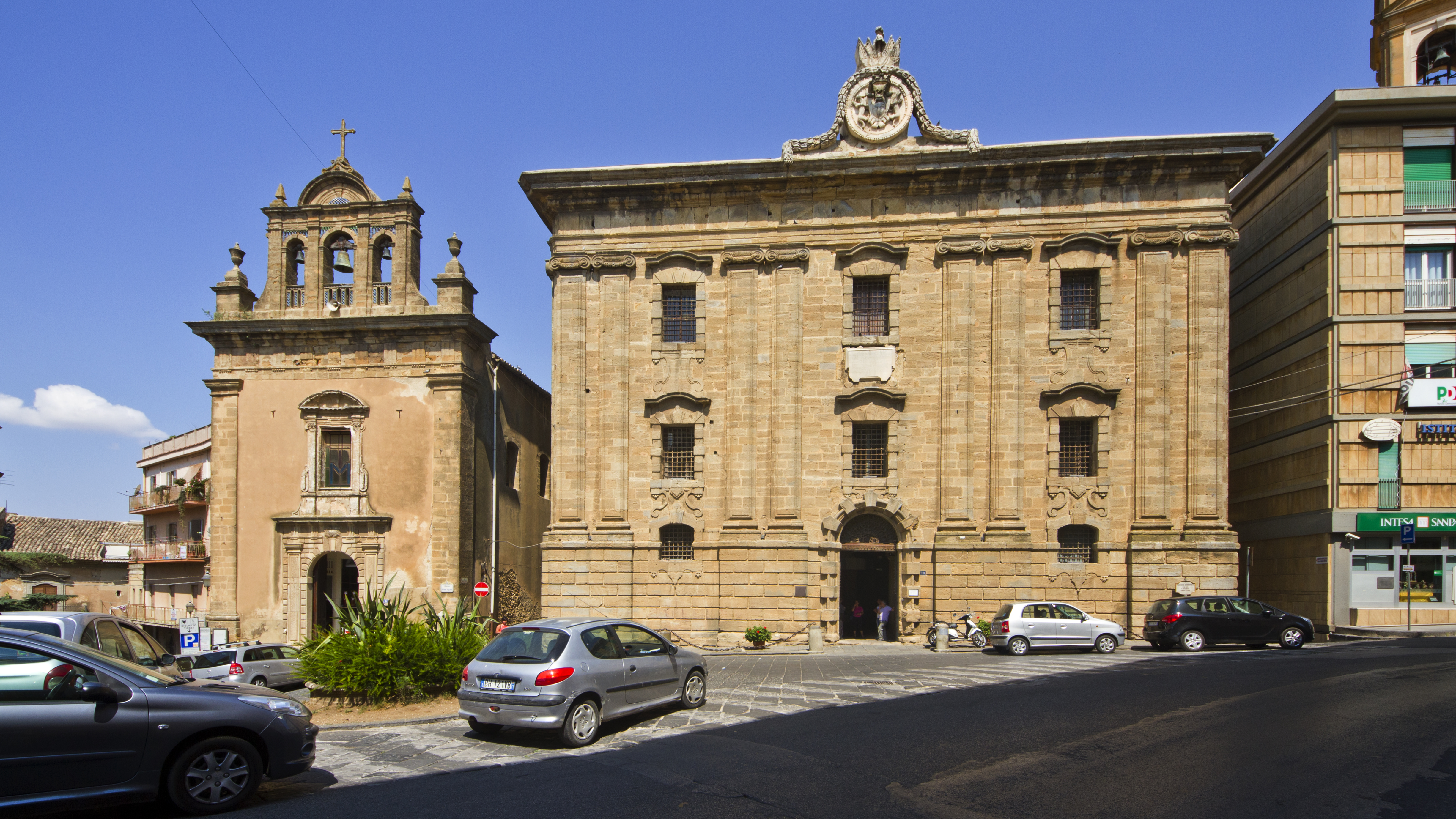
Il Carcere Borbonico, a lato la chiesa di Sant'Agata

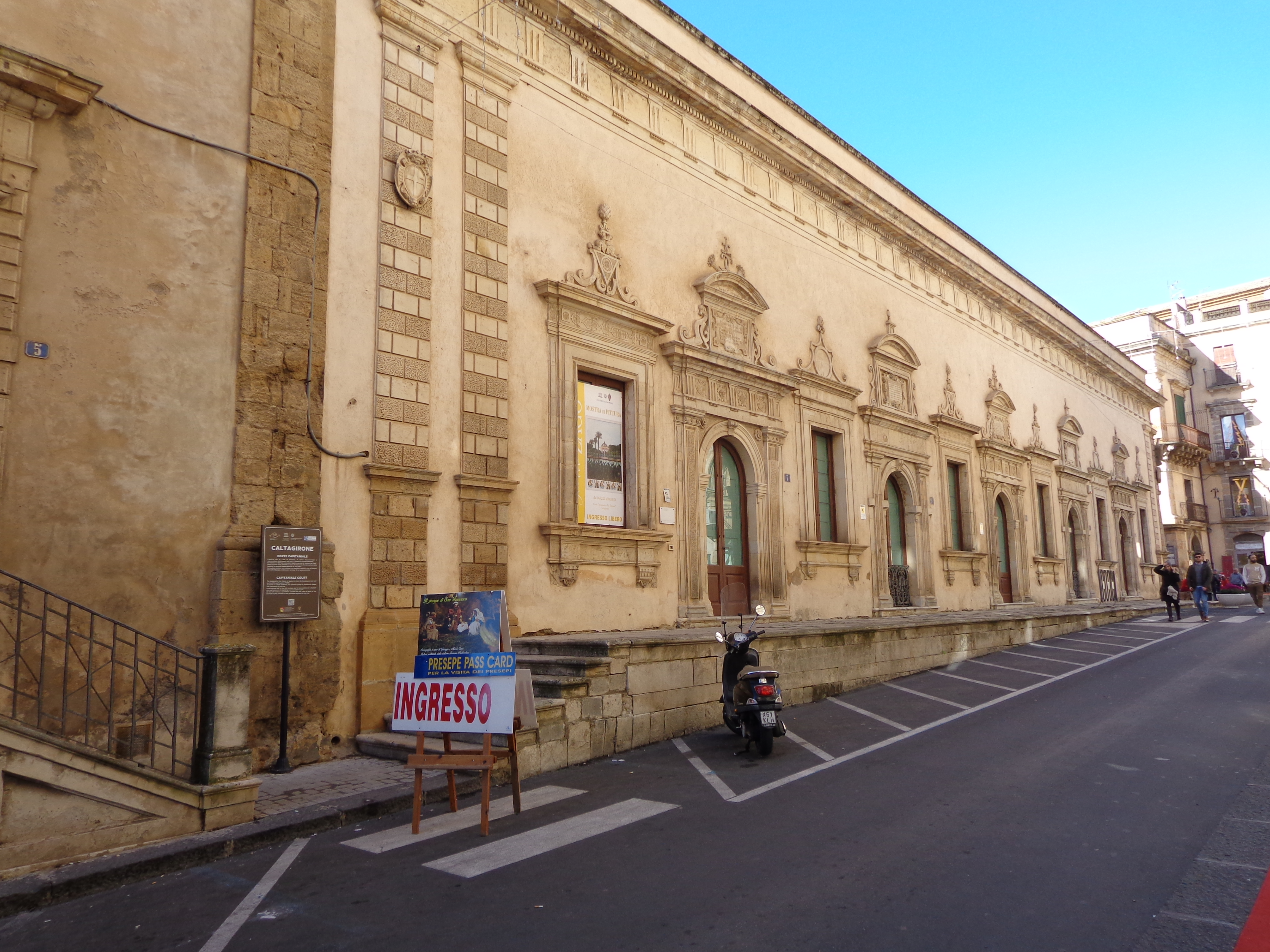
La Corte Capitanale

A Caltagirone sono presenti molte architetture a uso civile di interesse storico e artistico, alcuni tra più rilevanti:
- Palazzo Ventimiglia
- Monte delle Prestanze (Monte di Pietà successivamente Banco di Sicilia)
- Palazzo Libertini di San Marco
- Palazzo Interlandi noto anche come Palazzo dell'Aquila (Municipio)
- Corte Capitaniale
- Palazzo Gravina Pace
- Palazzo Crescimanno
- Palazzo Saleri noto anche come Palazzo della Magnolia
- Palazzo Polizzi
- Palazzo Spadaro Libertini
- Masseria Silvestri noto anche come Castello Granieri
- Villa Remigia Libertini
- Villa Nicastro della Moschitta nota anche come Villa Minniti
- Villa Branciforti
- Villa Divisa
- Villa Di Martino
- Villa Jacona della Motta
- Villa Gravina Torre del Boschigliolo
- Villa Libertini
- Villa Diana
- Villa Favitta
- Villa Milazzo
- Villa Vaccaro
- Villa Patti
- Teatrino del Museo della Ceramica
- Cimitero Monumentale
- Palazzo delle Poste
- Villa Vittorio Emanuele
- Stazione di Caltagirone (1892)
- Scalinata di Santa Maria del Monte
- Teatro Politeama
- Tondo Vecchio
- Officine elettriche
- Monumento ai Caduti, opera dello scultore Antonio Ugo
- Stadio Agesilao Greco
- Palazzetto dello Sport padre Pino Puglisi
- Palazzetto dello Sport (viale Autonomia)
- Galleria Luigi Sturzo
- Ponte San Francesco
- Carcere Borbonico
- Istituto d'arte per la Ceramica
- Fontana Acquanuova del Gagini

### Siti archeologici

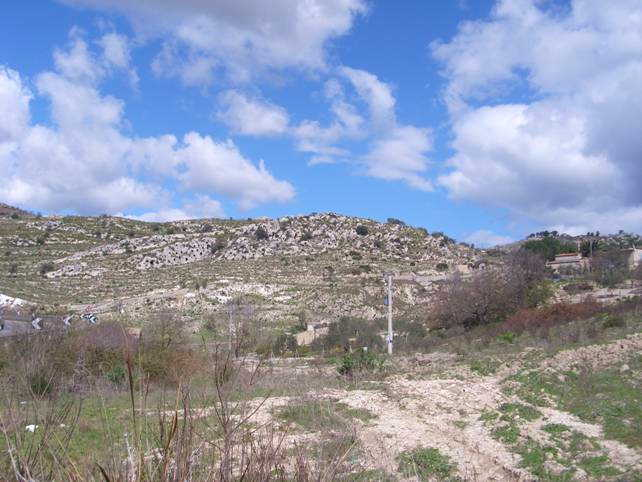
Scavi di Sant'Ippolito

Nel territorio di Caltagirone sono presenti diversi siti archeologici:
- Castello dei Geni;
- Scavi Sant'Ippolito
- Necropoli della Montagna
- Altobrando
- Piano Casazze
- Monte San Mauro

### Teatri

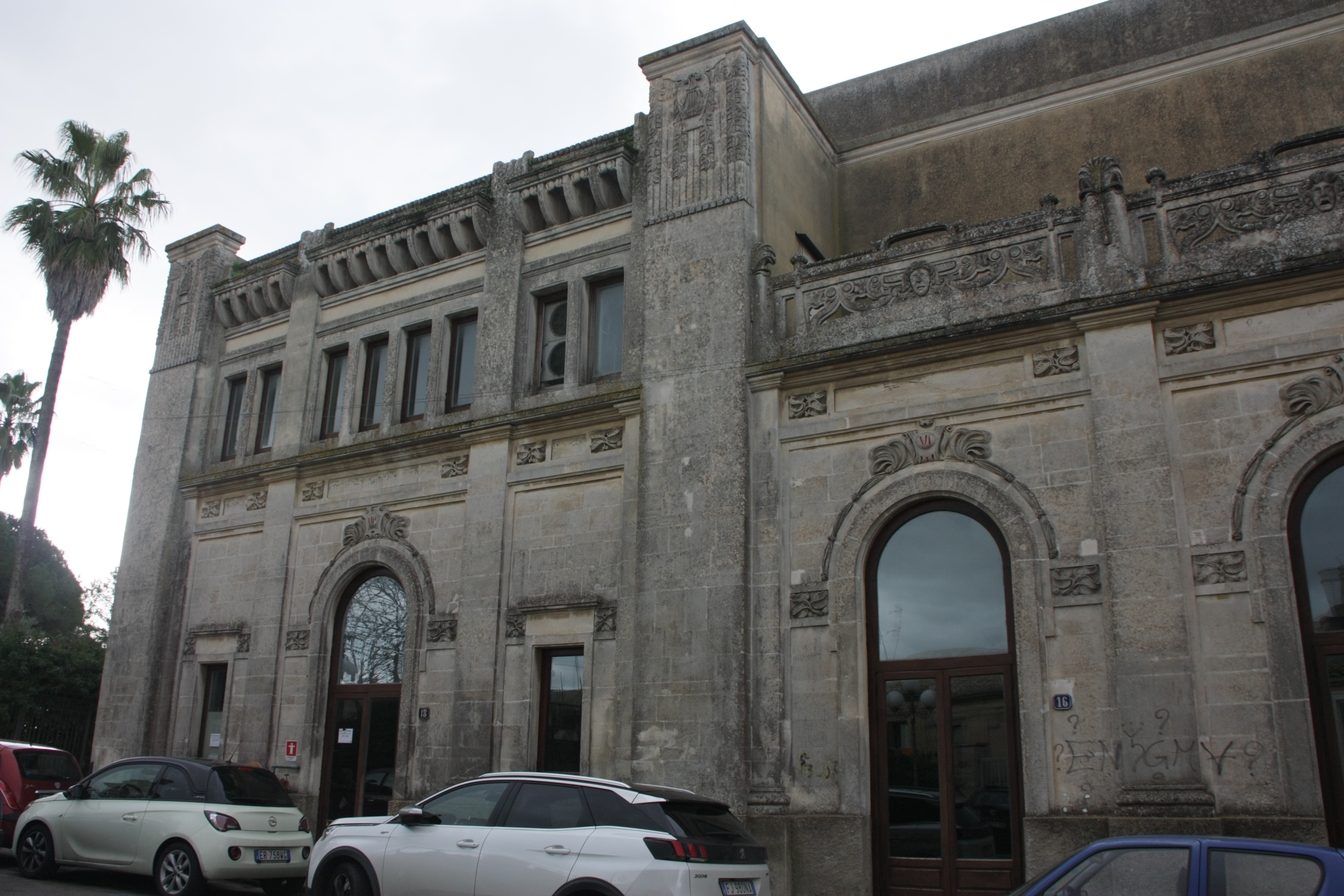
Il teatro Politeama-Ingrassia

Il principale teatro della città è il Politeama Ingrassia, che fu costruito nel primo decennio del Novecento ad opera di Saverio Fragapane, e che venne inserito nel Piano Regolatore presentato dal pro-sindaco Don Luigi Sturzo nel 1907. Il teatro si trova in corrispondenza con l'ingresso monumentale del Giardino Pubblico Vittorio Emanuele. Esso costituisce il fulcro della vita culturale e artistica della città. Il teatro funge anche da sala cinematografica, munito di più sale.
Un altro teatro cittadino è l'Artanis, della parrocchia di Sant'Anna, sito in via Principe Umberto. Oltre a funzionare da teatro, sia per uso civile, che per quello religioso, esso funge anche da sala cinematografica, sotto la medesima gestione del cine-teatro Politeama-Ingrassia.
Il Teatro Stabile dei Pupi di Caltagirone, dedito alla rappresentazione teatrale di figura, è uno dei più antichi e conosciuti della Sicilia.

## Società

### Evoluzione demografica
L'evoluzione demografica registratasi a partire dal 1861, denota il dato della popolazione a circa 22 000 abitanti, un dato che la poneva tra le città più popolose dell'isola.
La tendenza positiva culminò nei 41 879 abitanti del 1901, mentre durante il primo decennio fascista si ebbe un crollo demografico che ricondusse la popolazione alla soglia dei 36 118 abitanti.
Nel secondo dopoguerra la città tornò quasi sui livelli di inizio secolo, ma dagli anni sessanta agli anni settanta, a causa dell'insufficiente sviluppo economico, subì nuovamente un decremento demografico (i cittadini emigrarono nelle città del Nord Italia, specialmente del Piemonte, della Lombardia e dell'Emilia-Romagna, ma anche in Germania e Australia), finché nel decennio successivo non si ebbe una nuova crescita, da associarsi anche all'espansione edile che portò alla costruzione della città nuova e alla crescita di servizi ed attività commerciali.
Come altri comuni siciliani, subisce un trend demografico in negativo. È tra i 25 comuni più popolosi della Sicilia, così essendo sia centro di riferimento all'interno della Città metropolitana di Catania, sia nel contesto territoriale della Sicilia centro-meridionale, dove risulta essere uno dei centri più popolosi, specialmente nel suo entroterra.
Abitanti censiti

### Etnie e minoranze straniere

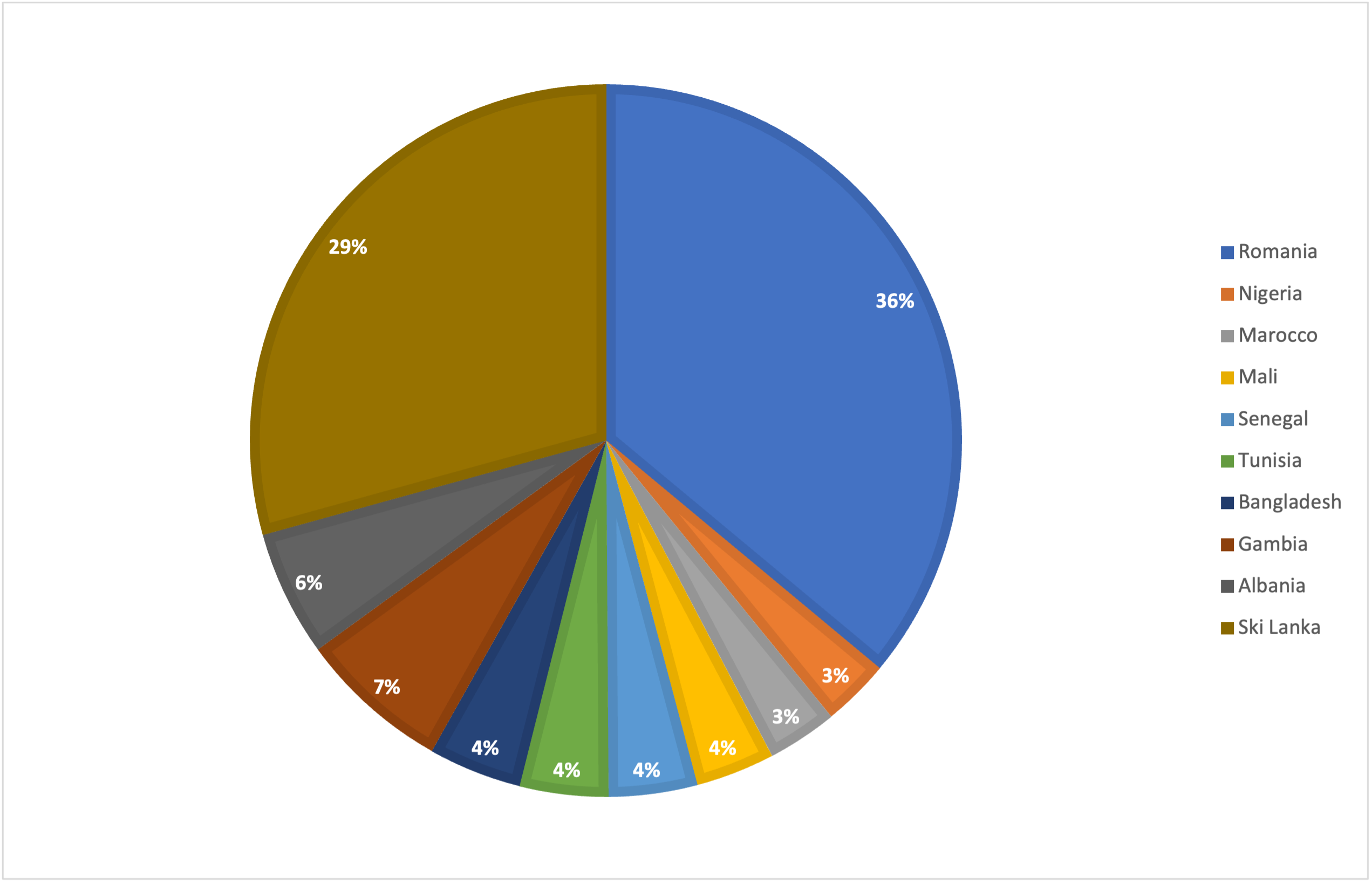
Etnie e minorazione di Caltagirone al 2021

Dagli ultimi decenni del XX secolo, Caltagirone è stata interessata anche da fenomeni immigratori. Le prime comunità formatesi sono quelle albanesi e srilankesi, quest'ultima ad oggi radicata in città da diversi decenni, anche per il fatto che la maggioranza di questa comunità è di religione cristiano cattolica, confessione tradizionale in città.
Dagli anni 2000 in poi, cittadini provenienti dall'Europa orientale, specialmente dalla Romania, ma anche dai paesi dell'Africa subsahariana occidentale, hanno iniziato ad essere una presenza in città, con i primi diventati la prima comunità straniera della città, superando per numero quella dello Sri Lanka.
Al 31 dicembre 2020 gli stranieri residenti a Caltagirone erano 1253. Le nazionalità più rappresentate erano:
1. Romania - 298
2. Sri Lanka - 291
3. Albania - 70
4. Gambia - 48
5. Bangladesh - 44
6. Tunisia - 45
7. Senegal - 44
8. Mali - 36

### Lingue e dialetti

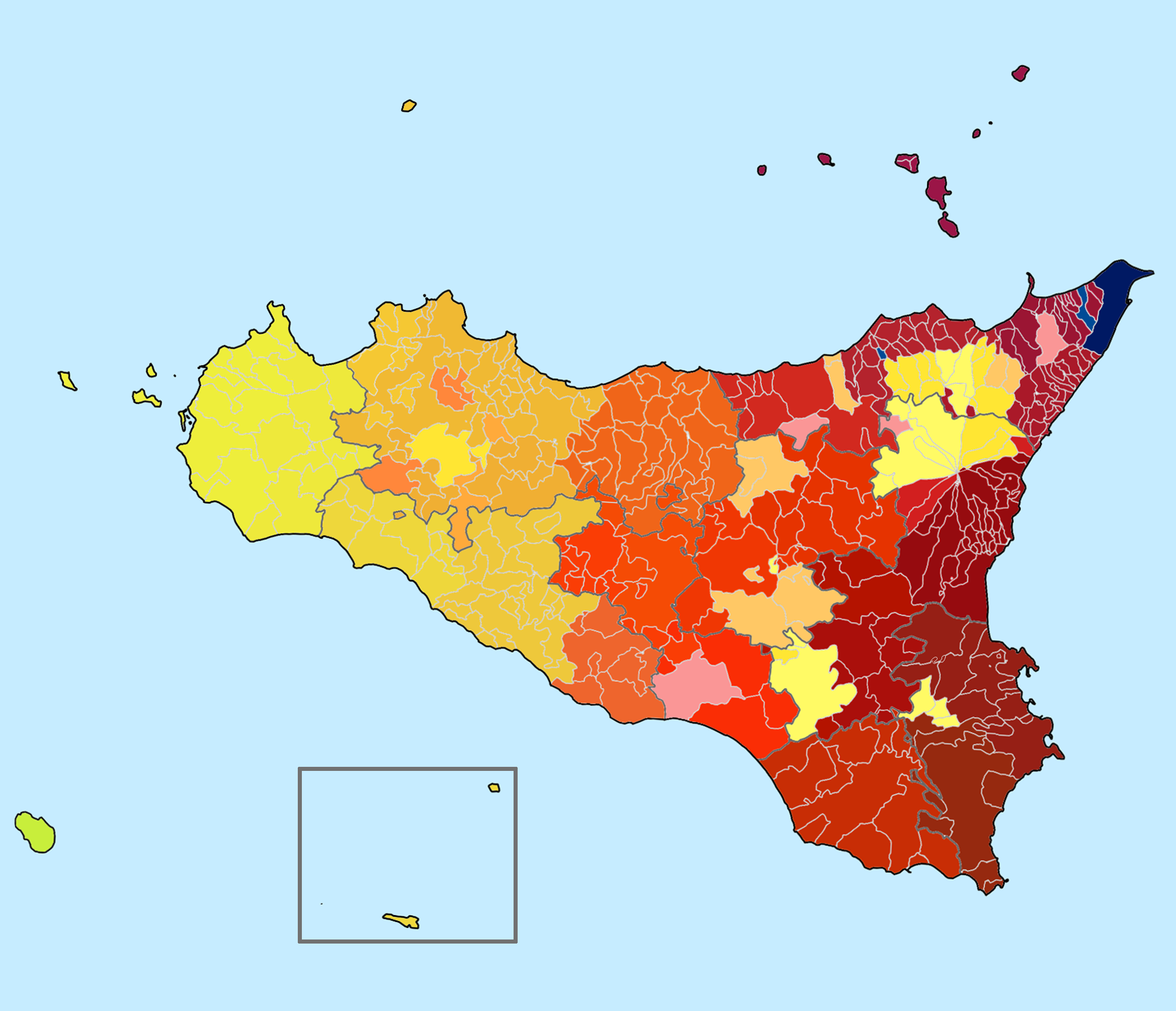
Mappa linguistica della Sicilia. Caltagirone è identificata come comune siculofono con tenui tracce gallo-italiche

A Caltagirone, tra i secoli XIX e XX, in virtù dell’unificazione nazionale e della diffusione di mezzi di comunicazione di massa − sia di natura audiovisiva, che stampata − l’uso della lingua italiana, seppur con distinto accento cittadino, si è espanso in quasi tutte le sue fasce di abitanti e anche in registri diversi da quelli formali.
Nonostante ciò, la lingua siciliana persiste nella sua variante cittadina: questa risulta peculiare sia rispetto al territorio dove la città insiste (sia se ci si riferisca al Calatino e Sud-Simeto, sia a tutta quella area tra il Salso e il Dirillo condivisa con l'area di Gela e di Piazza Armerina), e sia anche al contesto provinciale (si distingue in maniera decisa dal catanese e in generale dal non-metafonetico orientale), seppur in altre aree della ex provincia catanese è possibile incontrare dialetti vagamente simili, specie nel confine nord-occidentale, come nei casi dei centri di Adrano, Bronte e Randazzo.
La sua varietà locale, detta caltagironese (chiamata in siciliano cartaggirunìsi, trascritto /kaːɾtɐdːʒɨɾɔ̃ːiːzɨ/ o /kaːtɨdːʒɨɾɔ̃ːiːzɨ/), viene generalmente ascritta ai dialetti siciliani orientali senza metafonia (quindi al ramo detto catanìsi), seppur essa condivida alcuni elementi linguistici ascrivibili invece ai dialetti siciliani centrali (quindi al ramo chiamato cartanissittìsi), più vicini geograficamente. Si distingue per un peculiare sostrato settentrionale derivato dalla lingua genovese (presumibilmente dal dialetto di Ponente o savonese), che ne ha conferito una particolare cadenza e particolari fenomeni linguistici, tanto peculiari quasi a costituire una nciuria caratterizzante all'interno della siculofonia. Un'altra ipotesi riguardo all'origine di questo dialetto riguarda un probabile apporto messinese al parlato, che ne giustificherebbe alcuni elementi, tra cui alcuni fenomeni di assimilazione consonantica, che rendono la parlata almeno parzialmente correlabile al contesto orientale della Sicilia.
Come in altri dialetti della lingua siciliana, sussistono influenze iberiche (sia castigliane che catalane), arabe, berbere, greche e provenzali, oltre a recenti prestiti dall’italiano.

#### Fonetica e Fonologia
Il caltagironese è caratterizzato dalle seguenti occorrenze fonetiche e fonologiche:
- la presenza della vocale centrale chiusa non arrotondata [ɨ] invece della più comune vocale quasi anteriore quasi chiusa non arrotondata [ɪ] quando la vocale /i/ è in posizione atona;
- la lenizione intervocalica nelle sillabe centrali (esempi [s] che si trasforma in [z], [ʧ] che si trasforma in [ʒ], talvolta la consonante ḍḍ si trasforma in [lː]);
- la vocale /a/, sia a fine di parola che ad inizio, per gli esiti di lenizione, corrisponde al suono [ɐ], la vocale centrale quasi aperta (la parola lìgna si trascrive /liɲːɐ/);
- le vocali nasali al posto del suono consonantico nasale scempio sia prima che dopo una vocale (lampijuni si trascrive /lampːɨjɔ̃ː/, manu si trascrive /mɑ̃ːu/);
- nelle sillabe centrali e finali, la laterale approssimante alveolare [l] si trasforma in monovibrante retroflessa (cacocciulu si trascrive in /kakotːʃuɽu/);
- sempre nelle sillabe centrali e finali, le standard vibrante alveolare [r] e occlusiva alveolare sonora [d] si trasformano in monovibrante alveolare [ɾ][36];
- sussistenza delle semiconsonanti [w] e [j] nelle sillabe centrali (esempi le parole ovu e santijari, la prima trascritta /owu/, la seconda /santɨːjaɾɨ/) o successivamente al suono [i] nelle sillabe finali (facìva, terza persona singolare dell'imperfetto indicativo di facìri, è perciò preferibile trascriverlo come facìa);
- sussistenza, nelle parole che cominciano con [i], della semiconsonante [j] nella sillaba iniziale (jìri e jittari in divergenza alle più comuni iri e ittari);
- metafonesi, seppur affievolita dall’influenza del genovese[37] (la parola porta non ha fenomeno di metafonesi, al contrario sussiste in sìmu, prima persona plurale del verbo èssiri o sìri);
- assimilazione consonantica della "gr-" iniziale (rattari al posto di grattari, ràpiri al posto di gràpiri);
- In buona parte dei casi lessicali, le coppie consonantiche -rd, -rc, -rn e tutti i casi di -rt, -rm, -rb, -rs e -rf possono tendere all'assimilazione, o per raddoppio della consonante o per caduta di essa; oppure non tendere all'assimilazione, come in alcuni casi delle coppie -rc, -rn, e -rd (ad esempio la parola barcuni si trascrive /barkũː/, vìrdi si trascrivi /viːrdɨ/, carduni si trascrive /kardũː/);
- geminazione consonantica nel parlato e in alcuni lemmi (Diu santu si trascrive /djusːɑ̃ːtu/, tracuḍḍari diventa invece traccuḍḍari)[35];
- non sussiste la palatalizzazione di [j] dopo la consonante /n/ ('n jornu divergente rispetto al catanese 'n ghiornu);
- in alcune parole, le sillabe [aw], [wa] o le vocali [a] e [u] si trasformano in [o] (còrijari sostituisce càurijari o quarijari, Sammàuru si trasforma in Sammòru, sàusizza o sàsizza diventa sòsizza, acèḍḍu o ucèḍḍu diventa ocèḍḍu);
- la fricativa postalveolare sorda scempia nella sillaba iniziale viene sempre geminata (la parola ciatu si trasforma in sciatu, trascritta /ʃːatu/);
- sempre in riferimento alla fricativa postalveolare sorda, sussiste una costante assibilazione (sciusciari al posto di ciuciari, fìci si legge fìsci);
- la semiconsonante nella sillaba iniziale, tipica del dialetto catanese, non sussiste nelle parole che cominciano con [a] (il catanese jaggia in caltagironese è aggia, così come jattu diventa attu, pajari diventa pàari o pavari), mentre quella d'accompagnamento al verbo èssiri si trasforma sovente in una fricativa labiodentale sonora (la frase italiana dov'è? nel dialetto locale diventa unni vè), in preferenza alla semiconsonante, pur espressa da alcuni parlanti. Anche nelle sillabe centrali può occorrere (il più comune cajordu si trasforma in caòrdu);
- la fricativa labiodentale sonora standard nella sillaba iniziale si trasforma in occlusiva bilabiale sonora (mvitari si trasforma in mbitari).

#### Morfologia, sintassi e ortografia
- il tempo perfetto, per quanto sia assolutamente contemplabile nella parlata, è secondario rispetto al tempo passato composto, che nel siciliano è una composizione verbale a essa estranea (he fattu, atu dìttu, amu pinzatu sono preferiti rispetto a fìci, dicìstuvu e pinzammu);
- alcune parole esistono in forma contratta rispetto alla forma standard del siciliano (faènnu sostituisce facennu per indicare il gerundio del verbo fari, a volte è occorrente faìa sia al posto di facìa che di faciva, così come vàtri sostituisce vùatri);
- laddove la geminazione consonantica si manifesta nella sillaba iniziale, la vocale di principio /a/ cade (cchiapparisi invece di acchiapparisi, ddunari al posto di addunari, rruggiari al posto di arruggiari)[38];
- dato il suono muto della /i/ atona e il suono poco distinto delle vocali nasali, può occorrere la contrazione della suddetta vocale con un apostrofo (ìḍḍi su' bravi, du' jorna prìma ri chìstu, tr'anni dopu u fattu ri nuàtri canusciutu)[38];
- il plurale neutro, per via degli esiti fonetici del dialetto (sussistenza di vocali centrali che tendono nel parlato ad appiattirsi in una generale schwa), tende a non essere espresso graficamente, quasi a renderlo un elemento assente nel parlato (la parola jornu tende a essere descritta al plurale con jorni o jorn' e non con jorna);
- per distinguere la vocale /i/ tonica da quella atona (e perciò evitando soluzioni grafiche divergenti alla scrittura siciliana standard), può occorrere l'uso estensivo dell'accento grave (u piccirìḍḍu râ za Marìa si fìci mali jucannu cô fìgghiu râ zia Tiresa).

#### Lessico e aspetti sociolinguistici
L'elemento distintivo settentrionale, quello dato dalla lingua ligure, ha ad oggi tracce spettrali (questo perché il sostrato è molto antico, dato che molto probabilmente i genovesi — o in generale i liguri che si identificavano come tali — si stanziarono a Caltagirone prima che venissero altre colonie dell'Italia settentrionale in Sicilia), e perlopiù si rintracciano in alcune particolarità in fatto di fonetica (come il raddoppio consonantico, la sussistenza delle vocali nasali o della fricativa postalveolare sorda). Qualche lemma ancora persiste (carruggiu, pignatta, ganascia e scagnu i più locali, mè fìgghiu, orbu, pumma, sòciru, ènniru sono invece esempi di termini già diffusi nel resto della Sicilia). Alcuni cognomi di origine o di grande diffusione in Liguria, come Grillo, Doria, Costa, Colombo, Vassallo, Traversa, Grimaldi, La Ferla, Marino e Fontana, sono ampiamente diffusi in città, o comunque caratteristici del posto.
Questa parlata sovente accoglie diversi elementi dagli altri dialetti siciliani con cui entra in contatto: spesso accoglie diversi lemmi del dialetto catanese, in special modo tra i giovani e tra i cittadini che lavorano o studiano nel capoluogo etneo. L'influenza dei dialetto siciliano metafonetico centrale è attestabile in alcuni fenomeni di metafonesi che in altri dialetti limitrofi risultano completamente assenti.
Questa varietà del siciliano non ha una vera e propria scrittura standardizzata: questo è dovuto sia per l'egemonia dell'italiano, sia per la mancanza di un vero standard di scrittura per il siciliano, e sia anche per le particolarità in fatto di fonetica e fonologia già citate, che pongono degli ostacoli per un'uniforme scrittura di questa parlata cittadina.
Come già espresso, il dialetto di Caltagirone, premettendo le già citate caratteristiche, risulta estremamente distinto e peculiare rispetto agli altri delle comunità limitrofe: le altre realtà del suo hinterland parlano varietà talvolta orientali senza metafonia (come nei casi dei comuni calatini dell'della Piana di Catania e degli Iblei centro-settentrionali, ovvero i casi di Grammichele, Palagonia, Mineo e Ramacca), talvolta centrali con metafonia (nei casi dei comuni calatini erei, come San Cono, Mirabella Imbaccari e San Michele di Ganzaria) e anche sud-orientali con metafonia (i casi di Mazzarrone, Licodia Eubea e Vizzini, comuni calatini iblei ed ipparini).
Nella frazione meridionale di Granieri, la comunità parla il dialetto sud-orientale della lingua siciliana (chiamato ràusanu o muoricanu), ramo dei dialetti parlati in provincia di Ragusa e nel basso siracusano, questo perché i loro abitanti sono originari dei centri dell'area ipparina ed iblea, come Comiso, Vittoria, Chiaramonte Gulfi e lo stesso capoluogo di provincia.

### Religione

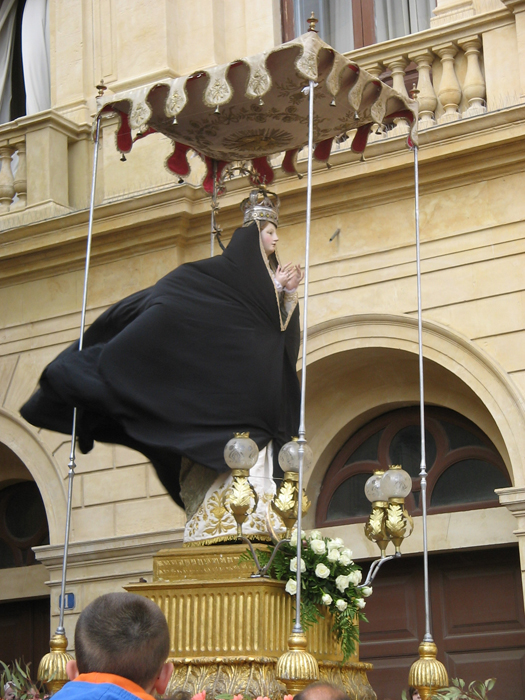
Fercolo dell'Addolorata durante la giunta di Pasqua

La religione maggiormente professata a Caltagirone è ad oggi quella cristiana cattolica di rito latino: la sua massima istituzione locale è la Diocesi di Caltagirone, suffraganea appartenente all'Arcidiocesi di Catania. Fino al 2000 l'arcidiocesi era appartenente all'Arcidiocesi di Siracusa, così come nel caso di altre diocesi della Sicilia centro-orientale. I Santi Patroni della città sono Giacomo il Maggiore e Maria Santissima del Ponte, quest'ultimo il principale tra i culti mariani caltagironesi, che pone la città in comunanza con i centri limitrofi di Gela, Piazza Armerina, Mirabella Imbaccari, Mazzarino e Niscemi, anch'essi caratterizzati da un forte culto dell'Immagine mariana.

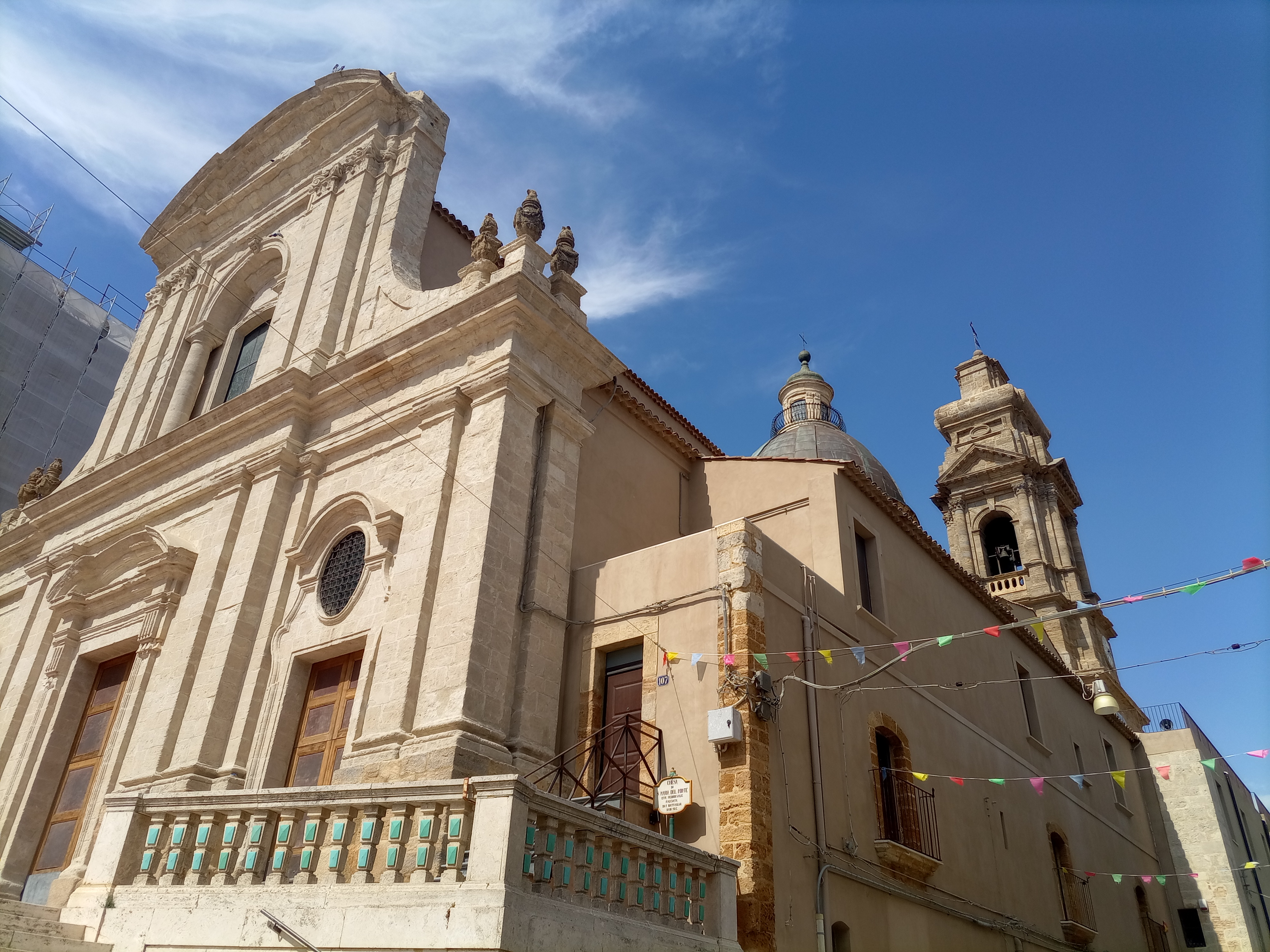
La Matrìci, o chiesa di Maria Santissima del Monte, è una delle più antiche chiese della città

La città aveva in origine come Santo Patrono San Nicola di Bari, mentre altri santi importanti per la città sono San Giorgio (alla quale fu eretta una delle chiese più antiche della città per parte dei genovesi), San Pietro, San Giuseppe e San Francesco di Paola.
Altre confessioni cristiane professate in città sono quelle del ramo evangelico-pentecostale, sviluppatesi per numero nella seconda parte del secolo precedente, presente con alcuni luoghi di assemblea sparsi per tutta l'area urbana. In città è altresì presente una Sala del Regno dei Testimoni di Geova, anch'essa nata e sviluppata entro la comunità caltagironese negli ultimi decenni del secolo XX.
Per via della recente immigrazione, sono anche presenti confessioni non prettamente tradizionali rispetto alla comunità cittadina: vi sono diverse centinaia di appartenenti alla Chiesa ortodossa (generalmente da Romania, Russia e Ucraina) e all'Islam, generalmente sunnita (provenienti da Albania, Marocco, Senegal, Tunisia, Pakistan, Bangladesh).

### Tradizioni e folclore

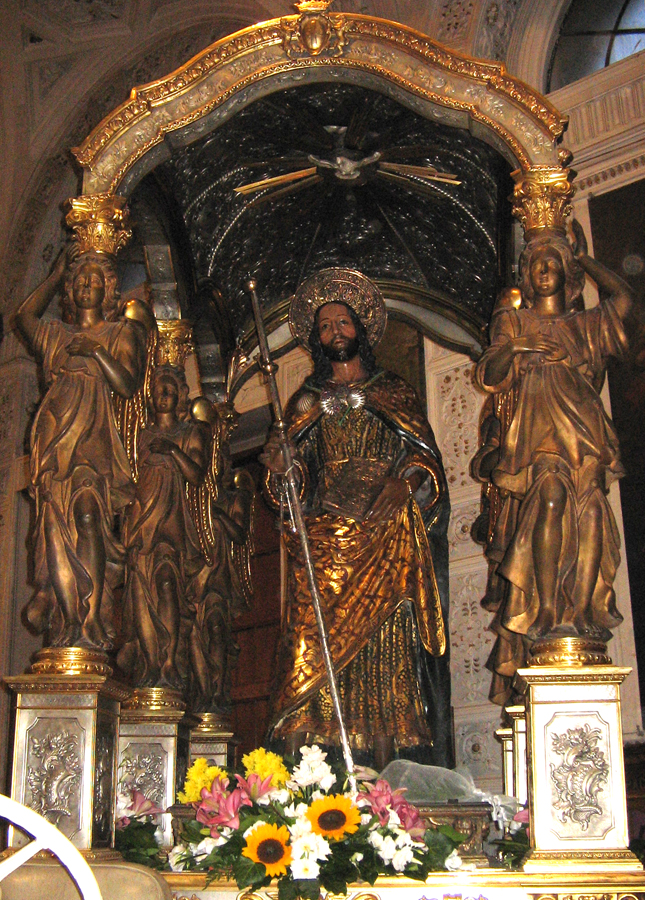
San Giacomo, santo patrono della città

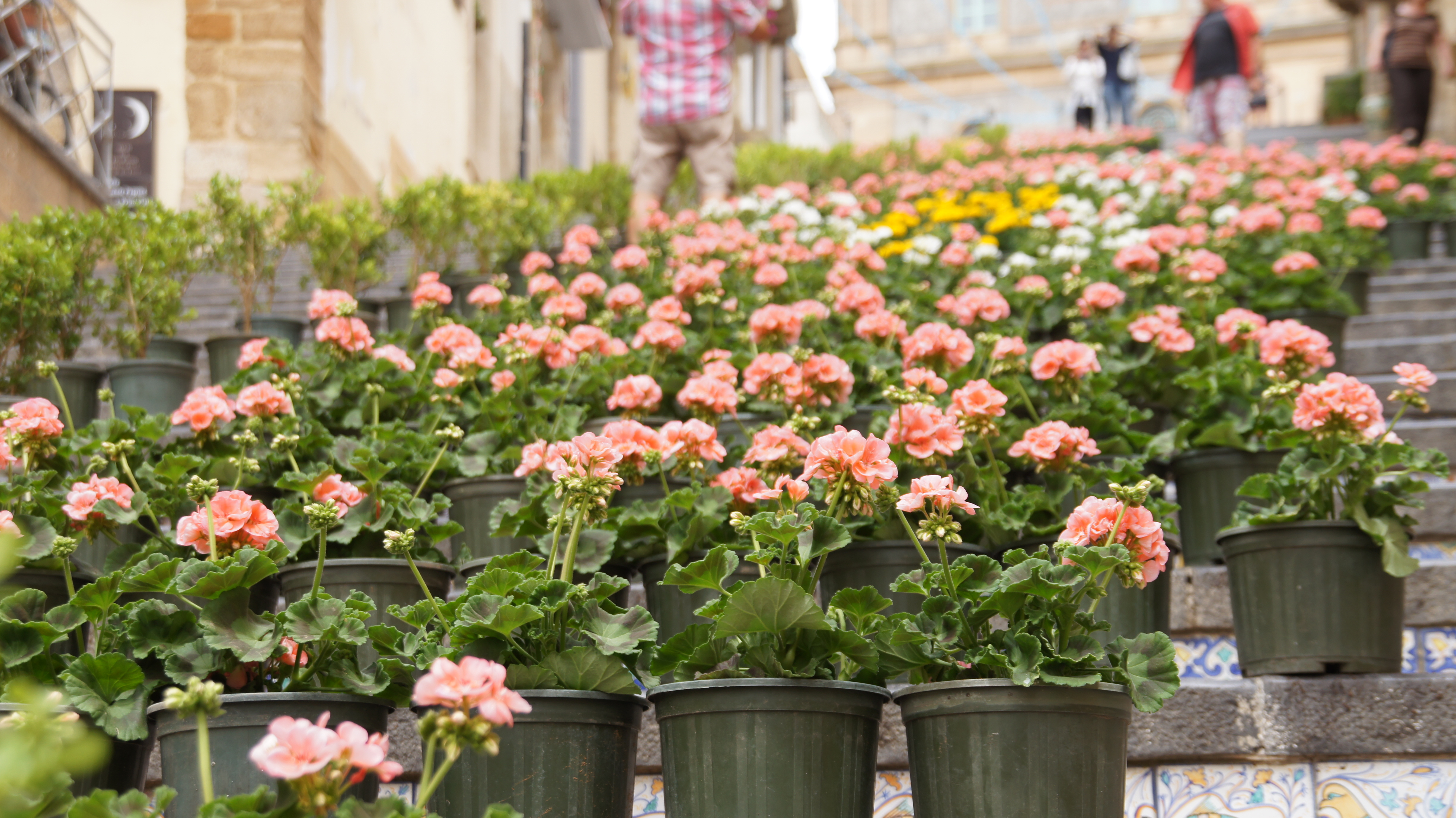
Dettaglio dell'infiorata di maggio, omaggio alla Madonna di Conadomini

Come altre città siciliane, Caltagirone è caratterizzata, durante tutto il corso dell'anno da diverse manifestazione ed eventi di richiamo per la cittadinanza, generalmente di natura religiosa: da queste, si sono anche sviluppati degli eventi collaterali di richiamo, anche turistico.
I periodi più sentiti sono quello pasquale (con il culmine della processione con la giunta di pasqua, ossia il giorno della resurrezione di Cristo e dell'annuncio dell'Apostolo Pietro alla Vergine Maria), quello più strettamente mariano (a maggio, con le celebrazioni in onore alla Madonna di Conadomini, che sfociano nelle celebrazione popolare della rusèḍḍa, e ad agosto con le celebrazioni per la Madonna del Ponte), e quello dei festeggiamenti per il Santo Patrono Giacomo (chiamato in dialetto Santu Jacupu o Sagnacupu) a fine luglio e inizio agosto.
- Festa di san Giacomo a Caltagirone
- Madonna di Conadomini
- A Giunta di Pasqua

### Qualità della vita

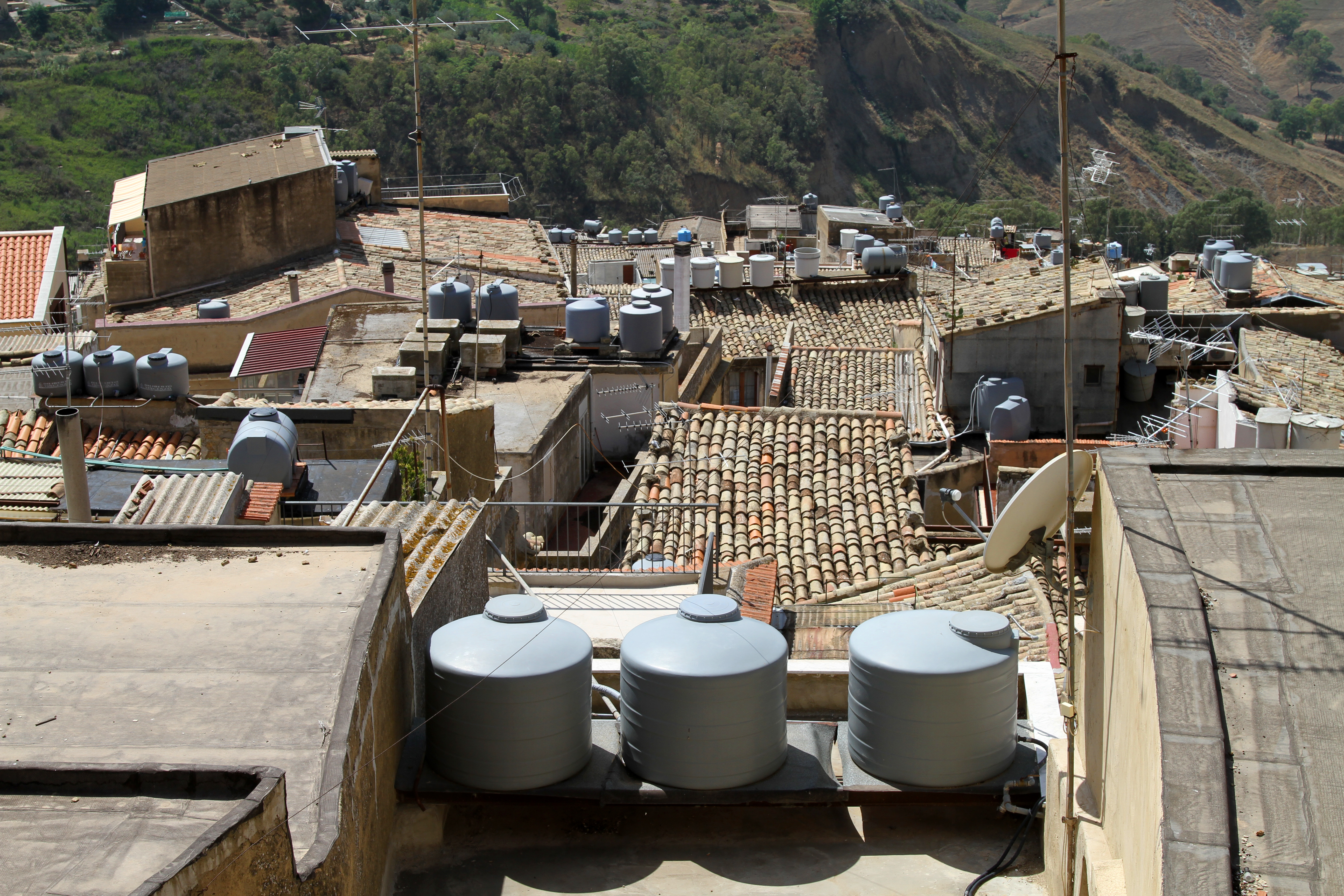
Case del centro storico di Caltagirone viste dall'alto

Nel complesso, seppur non sia tra le peggiori della propria provincia o del proprio territorio (la Sicilia centro-meridionale), la qualità della vita a Caltagirone si attesta su livelli bassi rispetto alla media nazionale.
La città è caratterizzata da alti livelli di disoccupazione, con più della metà dei giovani senza un lavoro e con una forte incidenza sulla popolazione femminile, da un non trascurabile rischio di dispersione scolastica e da un elevato indice di vulnerabilità materiale e sociale, il quale si traduce in una richiesta importante di sussidi statali.

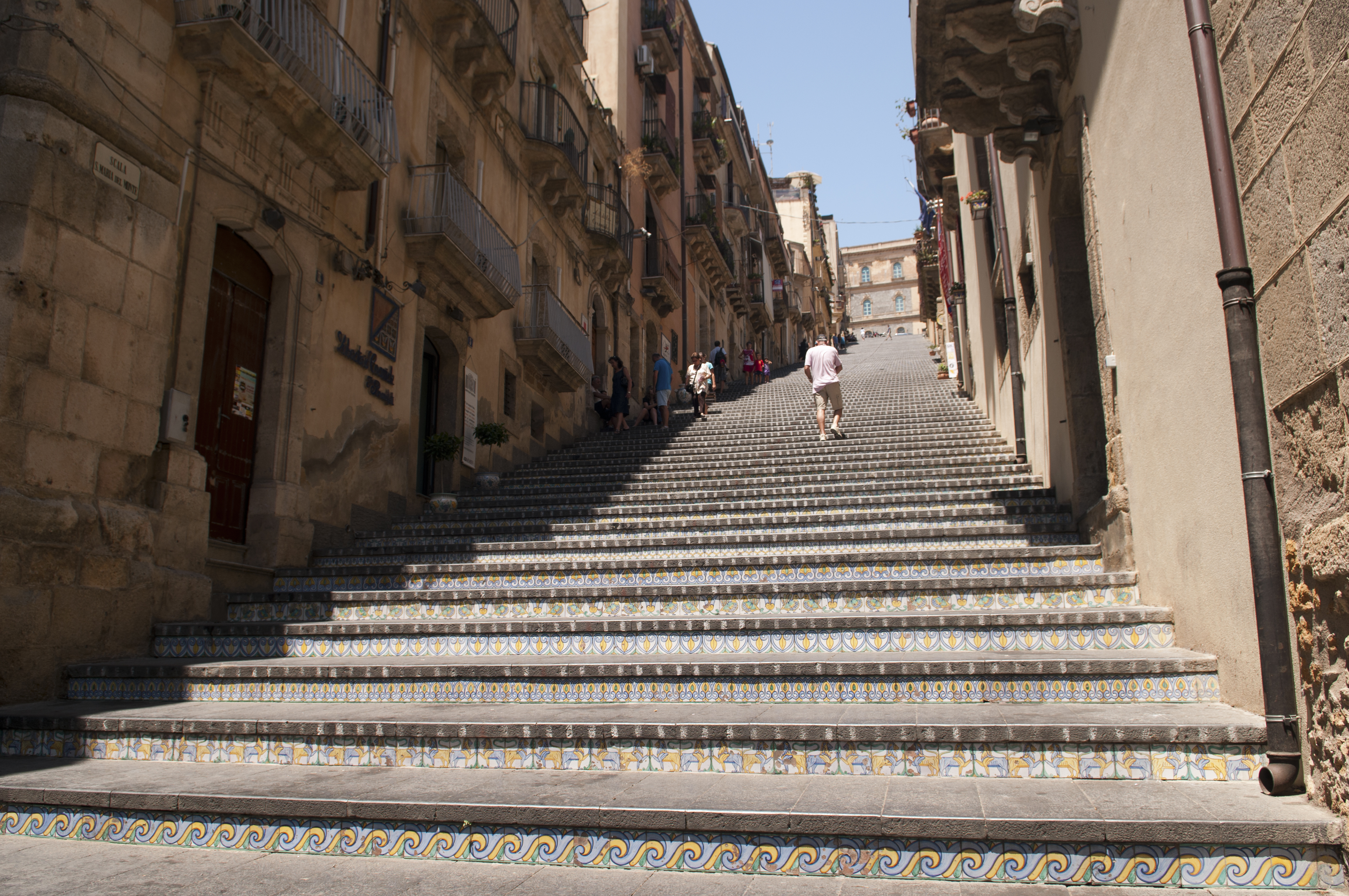
Scalinata di Santa Maria del Monte

Il proprio PIL pro capite si aggira su livelli decisamente più bassi sia rispetto alla media nazionale che quella regionale generale. A Caltagirone vi è anche la maggior incidenza regionale di minori non accompagnati per abitante, con un indice di uno ogni 117 residenti.
Si nota altresì una discrepanza di qualità della vita tra il centro storico e la zona di nuova espansione, con situazione generalmente più critica nel nucleo più antico della città, seppur anche in alcune aree del centro nuovo (specialmente le periferie più remote) si possano incontrare sacche di povertà.
Va menzionato anche un altro elemento che ha determinato mutazioni alla qualità della vita a Caltagirone, ossia l'evidente frattura urbanistica tra il centro storico e le aree di recente urbanizzazione dopo il boom edilizio della seconda metà del XX secolo. 
A dispetto di realtà urbane geograficamente prossime come Piazza Armerina, Vittoria o Gela, l'espansione della città si è sviluppata solo lungo l'asse sud-ovest (per motivi di natura geografica e morfologica), generando così la periferizzazione dei quartieri del centro storico (perciò ponendo buona parte di questi anche in stato di privazione socio-economica) e di fatto spostando il baricentro urbano più a sud rispetto al municipio, creando così squilibri nella distribuzione dei servizi e rendendo quasi obbligatorio il ricorso a vetture private per spostarsi in città o per espletare attività burocratico-amministrative, sanitarie o commerciali, nonostante la sussistenza di un servizio di trasporto pubblico urbano.

## Cultura
Dal 2022 la città fa parte del progetto del Primo parco mondiale dello stile di vita mediterraneo insieme ad altre 103 città della Sicilia centrale.

### Musei

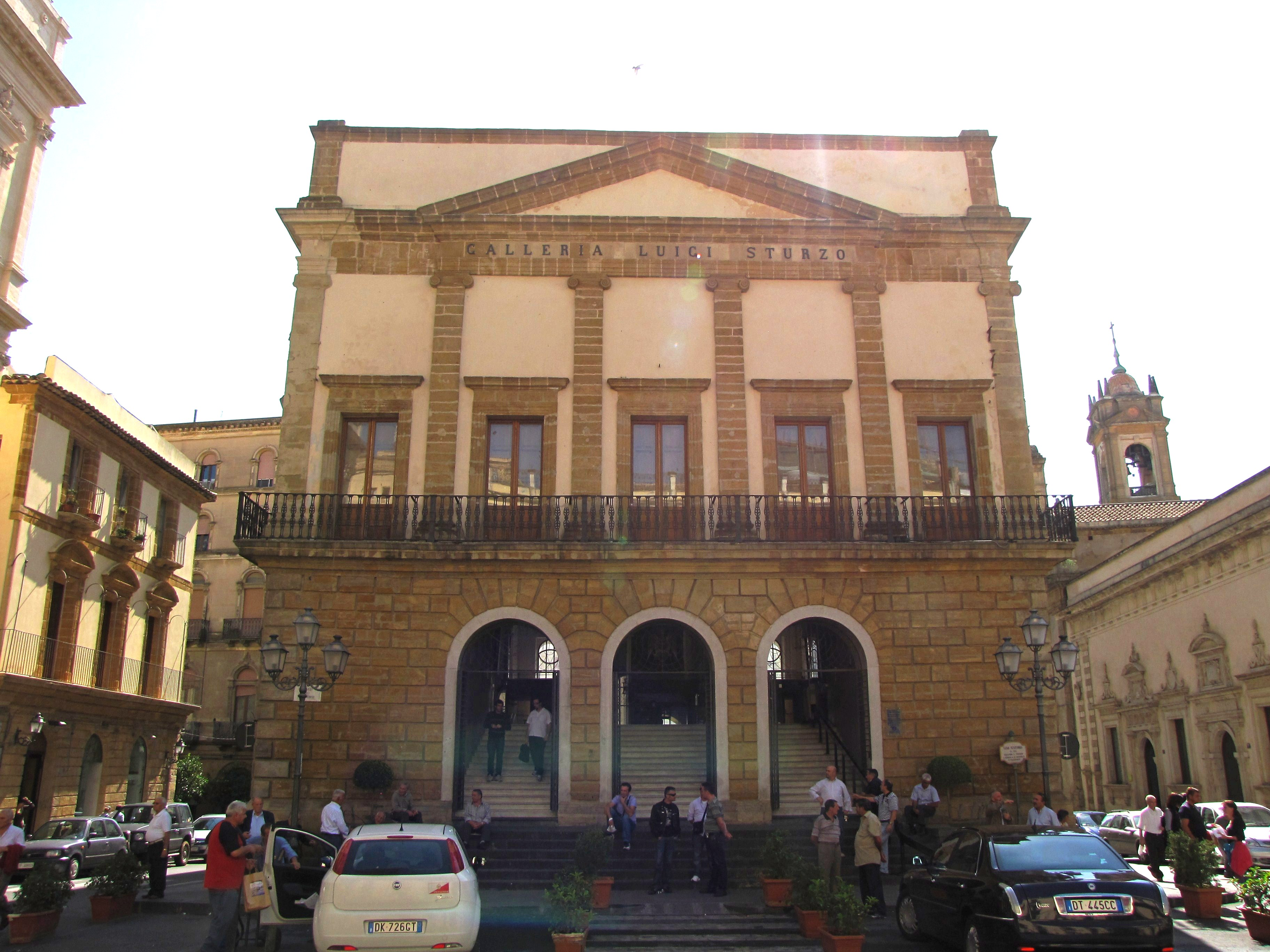
Facciata della galleria Luigi Sturzo, adiacente al Municipio

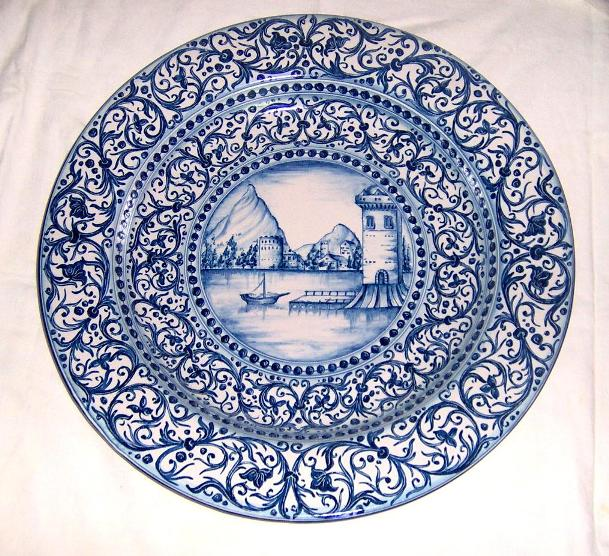
Fangotto in Ceramica di Caltagirone

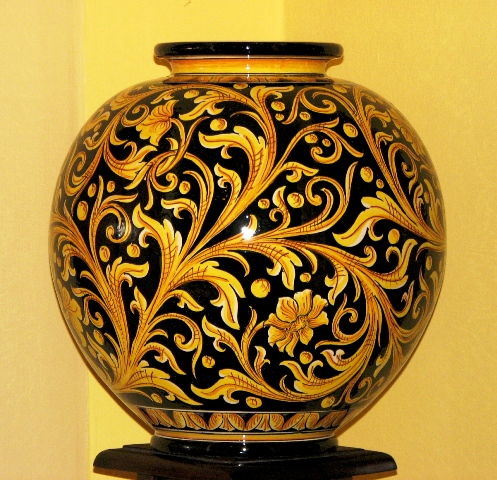
Un vaso in ceramica di Caltagirone.

Caltagirone è sede di diversi musei, sia regionali che comunali:
- Museo della ceramica
- Museo della Ceramica Contemporanea – Palazzo Ceramico (presso il Palazzo Reburdone)
- Musei civici Luigi Sturzo
- Museo Diocesano Caltagirone - Palazzo Vescovile
- Museo tecnologico Hoffmann
- Museo Civico al Carcere Borbonico
- Museo delle Ville Storiche Caltagironesi e Siciliane
- MACC Museo d'Arte Contemporanea
- Museo Internazionale del Presepe
- Mostra dei Pupi Siciliani
- Museo delle Espressioni Ceramiche Contemporanee (presso l'Istituto d'Arte)
- Museo Naturalistico (frazione Santo Pietro);
- Pinacoteca Museo dei PP. Cappuccini presso la chiesa dei Frati Cappuccini

### Biblioteche

#### Biblioteca PIO XI
È la biblioteca vescovile della città. Si trova nell'antico Convento dei Frati Minori che risale alla fine del XIV secolo, sede vescovile.
Con i suoi 28.000 volumi circa, ha una decisa valenza culturale e storica per Caltagirone; opere di rilevanza storica e tavole descrittive illustrate con delle caratteristiche tipografiche. È vasta la gamma delle discipline rappresentate come la Letteratura, Storia, Geografia, Filosofia, Pedagogia, Scienze Naturali, Medicina, Matematica, Diritto Civile ed Ecclesiastico, Teologia, Musica e numerosi Dizionari ed Enciclopedie.
In questa biblioteca sono presenti delle opere di Luigi e Mario Sturzo, che ne permettono di tracciare per intero le loro vite con significativi interessi storici, sociali e religiosi sia per la storia della città che dell'Italia.

#### Biblioteca Comunale Emanuele Taranto presso Educandato San Luigi
È la principale biblioteca della città per grandezza, frequentazione generale e per numero di volumi raccolti. Fu arricchita di opere alla fine del XVI secolo, con ingenti investimenti da parte del Senato cittadino. Quando i gesuiti lasciarono la città, le opere che arricchirono la biblioteca, furono trasferite presso l'Università degli Studi di Catania. Nel 1785 una nuova biblioteca fu ricostituita dal patriziato cittadino su un nucleo di 8.000 volumi donati dal principe Niccolò Interlandi. Nel 1870 i fondi bibliografici giunti dalle corporazioni religiose soppresse valorizzarono la biblioteca di circa 15.000 volumi che furono ordinati da Emanuele Taranto Rosso al quale è intitolata.
Nel 1901 un violento incendio distrusse l'edificio nel quale era collocata la biblioteca e furono salvate solo 2.000 opere. Nel 1902 la Giunta comunale affidò al bibliotecario Baroncelli il progetto di ricostruzione delle opere. Grazie alle donazioni dei cittadini si incrementò il fondo antico e con i nuovi acquisti il patrimonio librario della città aumentò la sua varietà.
La biblioteca conserva oltre 115.000 volumi dei quali circa 2.400 datati secoli XVI, XVII e XVIII, possiede una ricca collezione di 2867 fotografie e 1095 cartoline illustrate che risalgono ai primi anni del Novecento. Si conservano, inoltre, i volumi dei privilegi nobiliari che appartengono all'Archivio Storico Comunale.

#### Biblioteca dell'Istituto Comprensivo Alessio Narbone
È la biblioteca dell'omonimo istituto di istruzione elementare e superiore di primo grado, riferimento per i cittadini del centro storico, specialmente dell'area dell'Acquanuova. Possiede oltre 8.000 volumi, sono testi moderni ed aggiornati che coprono i vari settori della conoscenza. Questa biblioteca è nata con gli stanziamenti del Ministero della Pubblica Istruzione ed inaugurata il 16 maggio 2002, successivamente divenuta Biblioteca di Quartiere con lo scopo di servire l'utenza del Centro storico di Caltagirone.

#### Biblioteca della frazione Granieri
La biblioteca nella frazione Granieri fu istituita nel 1996. Dispone di circa 3000 volumi che spaziano dalla letteratura italiana e straniera, alla storia, a testi scientifici, enciclopedie, viticoltura.

### Letteratura
Nella letteratura italiana, specialmente quella perpetrata da scrittori siciliani, Caltagirone ha avuto spazio di citazione, specialmente in relazione alla prossimità geografica della provenienza di alcuni grandi scrittori ascrivibili al verismo, Giovanni Verga e Luigi Capuana, il primo di Vizzini, il secondo di Mineo.
Caltagirone è citata in Mastro Don Gesualdo, capolavoro di Giovanni Verga, quando al tempo del colera, rifugiato a Mangalavite, Don Gesualdo scopre la relazione tra il povero Don Corradino La Gurna e sua figlia Isabella Trao. I due giovani tentano una fuga d'amore e Don Gesualdo, contrario, fa ricorso alla giustizia, facendo giungere come un fulmine da Caltagirone l'ordine d'arresto per Don Corrado La Gurna.
Sempre da parte di Giovanni Verga, la città viene menzionata in Cos'è il re, novella facente parte della raccolta Novelle Rusticane, che racconta di Compare Cosimo, lettighiere di Grammichele, che riceve da Re Ferdinando II di Borbone l'incarico di portare la regina a Catania da Caltagirone.
La frazione di Santo Pietro (e di riflesso la sua riserva naturale) viene citata nei libri Privo di Titolo di Andrea Camilleri e La Corda Pazza di Leonardo Sciascia, in riferimento alla mancata costruzione di Mussolinia, città che sarebbe stata ubicata nell'attuale territorio della frazione caltagironese.

### Scuole e Università

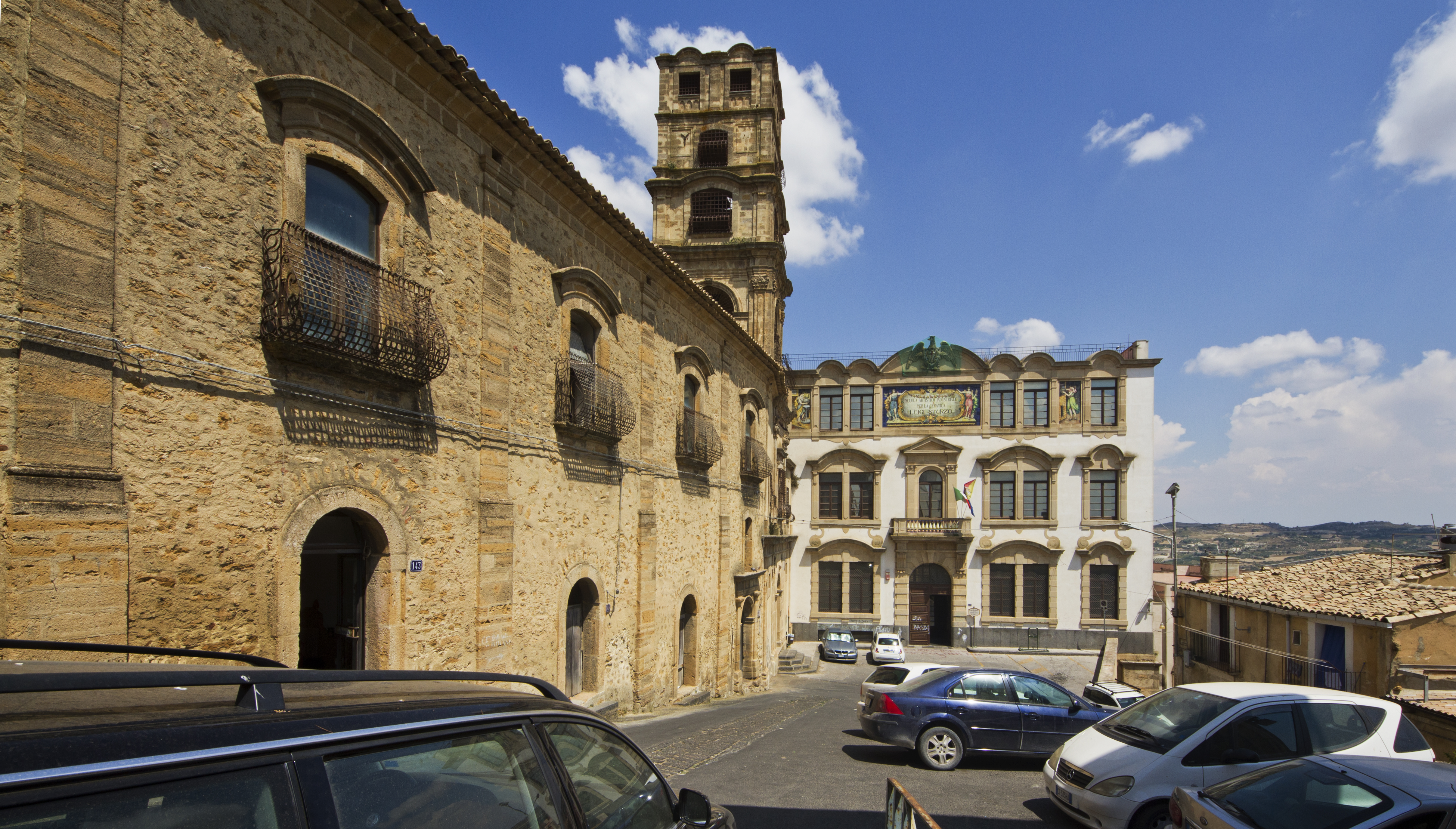
Il liceo artistico Luigi Sturzo, posto nel rione San Giorgio

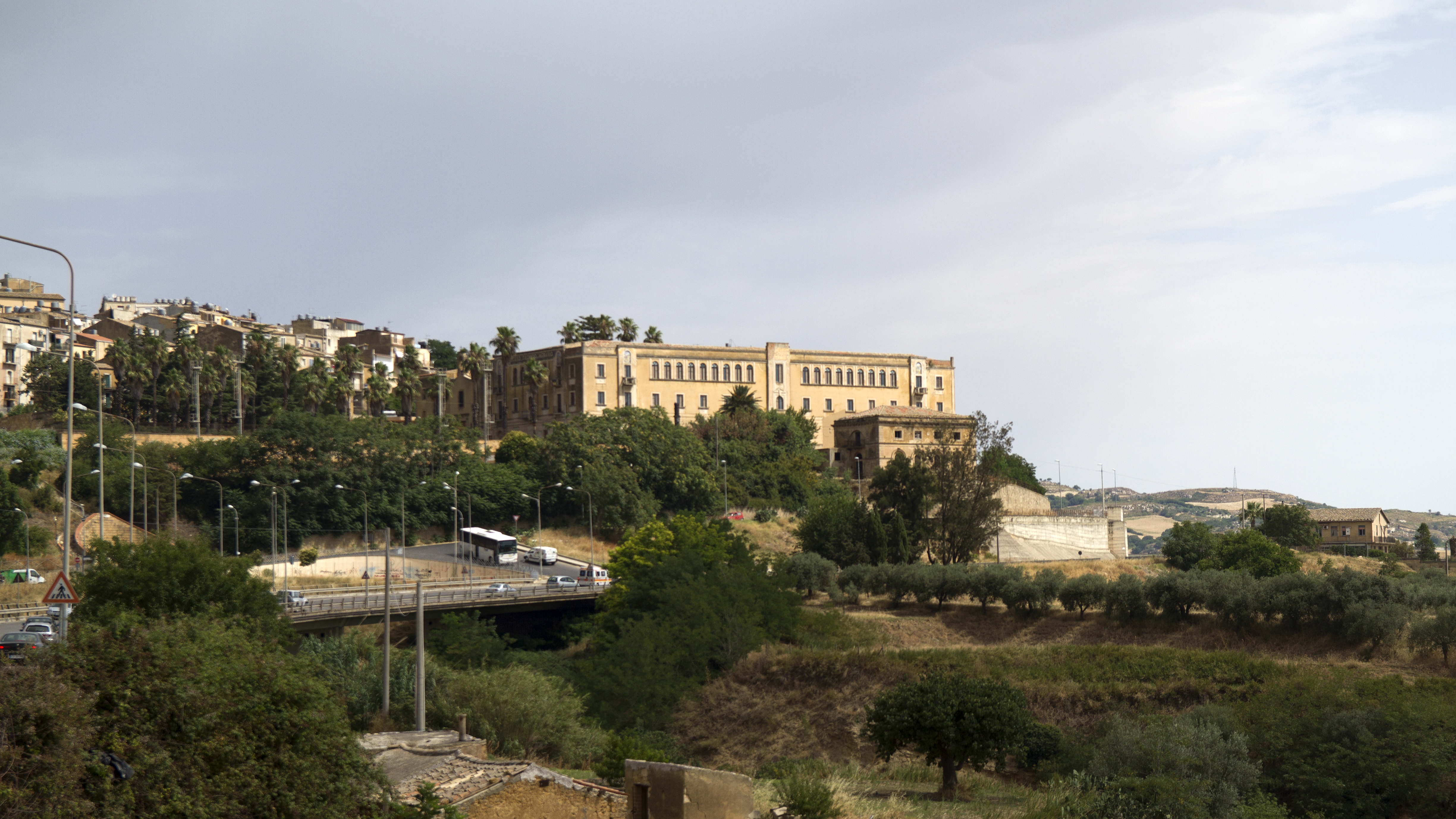
Vista dell'ex Istituto Agrario

Caltagirone è sede di diversi istituti superiori di istruzione, utili non solo alla cittadinanza caltagironese, ma anche e soprattutto per il circondario, anche extra-provinciale, seppur possa ricorrere il fenomeno di pendolarismo in una minoranza degli studenti della città, generalmente riferita verso Ragusa e Piazza Armerina (dove sono siti istituti di indirizzo strettamente specifico). 
È anche sede di alcuni istituti e corsi posteriori al diploma ai fini di formazione tecnico-accademica, in alcuni casi convenzionati con le università (come quella di Catania, per esempio) o anche con altri istituti di formazione o ricerca. Alcuni istituti fanno invece riferimento al mondo ecclesiastico.
Le scuole superiori (licei, tecnici e professionali) e gli istituti di formazione successivi alla laurea sono:
- Istituto di sociologia "Luigi Sturzo"
- Istituto Tecnico Superiore per le tecnologie innovative per i beni e le attività culturali (Fondazione Steve Jobs)
- Istituto di Teologia Padre Innocenzo Marcinnò
- Istituto Musicale Pietro Vinci
- Istituto Superiore Bonaventura Secusio (licei classico, linguistico, psico-pedagogico e artistico, questo già Liceo Sturzo)
- Istituto Superiore Majorana-Arcoleo (licei scientifico, scienze applicate, economico-sociale e istituto tecnico-commerciale)
- Istituto Superiore Cucuzza-Euclide (istituti tecnico-industriale, geometra, agrario e alberghiero)
- Istituto Superiore Carlo Alberto Dalla Chiesa (istituti professionali e alberghiero)

### Media

#### Stampa
A Caltagirone sono editi i quotidiani:
- L'Urlo del Popolo
- Sicilia News

Periodici locali:
- Il Sette e Mezzo
- Gazzetta di Sicilia
- La Gazzetta del Calatino
- Prima Stampa degli Erei

#### Radio
Caltagirone è sede delle rispettive emittenti radiofoniche:
- Radio Rete Centrale (alla frequenza F.M. 92,900)
- Studio Tre Radio (alla frequenza F.M. 91,300)

#### Televisione
Caltagirone è sede di alcune emittenti televisive locali, che fino al 2021 erano trasmesse sulla tv terrestre (oggi trasformatesi in web TV), fino alla recente rimodulazione tecnica (passaggio dal formato MPEG-2 a quello MPEG-4) utile per l'avvento della televisivione digitale terrestre di seconda generazione:
- TVR Xenon (già posto sul canale 289 della televisione terrestre, ora trasmesso via IPTV)
- Tele Pegaso (già posto sul canale 812 della televisione terrestre, ora trasmesso via IPTV)
- Tele Vita (non più emessa per revoca[48], un tempo facente parte del circuito Corallo Sat)
- Canale 66 (originaria di Vizzini).

### Cinema
Sono stati girati a Caltagirone i seguenti film:
- La piovra 10, miniserie televisiva di Luigi Perelli
- Lo voglio maschio, film del 1971 di Ugo Saitta
- L'attesa - (2015) di Piero Messina

### Cucina

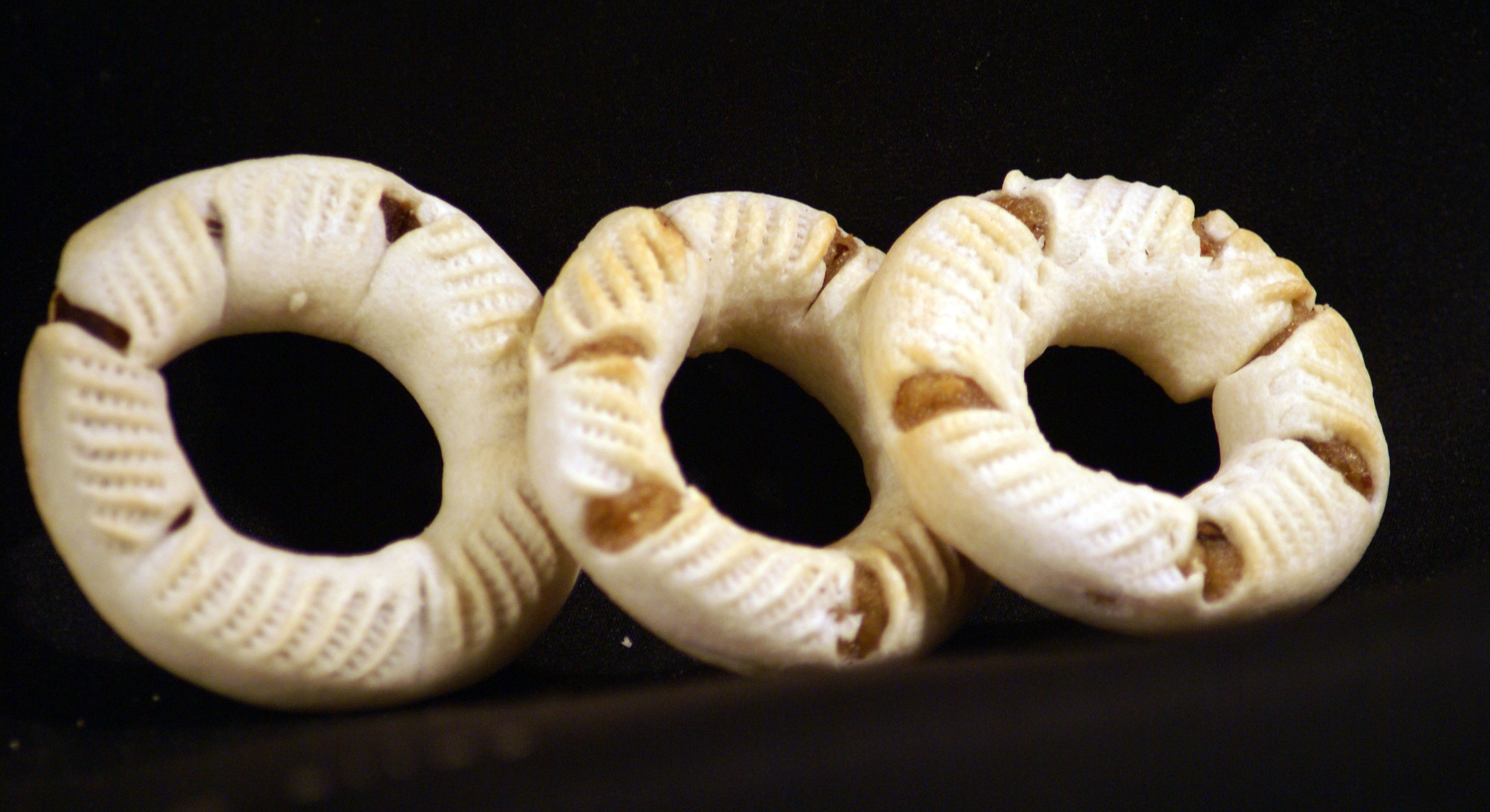
Esempio di cuḍḍureḍḍa

Caltagirone ha una cultura gastronomica che è espressione della propria collocazione geografica (l'entroterra della Sicilia centro-orientale), della propria storia, della propria produzione agricola (legata alla ruralità dei Monti Erei, e alla produzione sia delle Piane di Catania e Gela che del sistema serricolo dell'altopiano di Vittoria) nonché dei popoli temporalmente susseguitesi nel territorio, in special modo gli arabi, i normanni e gli spagnoli.
Per ciò che concerne la tavola calda (in dialetto locale ì pezzi o a tàula càura), ovvero i panificati, coincide con quella di altri centri che si affacciano sulla Piana di Gela o che vengono percorsi dal Maroglio, esempio le limitrofe Gela, Niscemi, Mazzarino e Butera, seppur integri influenze di centri grossi come Catania, Ragusa o Palermo: è molto comune imbattersi presso bar e pizzerie in arancini, cipuḍḍini, ccartucciati, pizze coperte (in siciliano scacciati), pizzette rosse o bianche, mpanati e piruna di pasta lievitata (spesso conditi con spinaci, olive nere, pomodori secchi, tuma e salsiccia, ma anche con patate, carciofi, broccoli o semplicemente con mozzarella, prosciutto e pomodoro). 
In periodo di Natale persiste la tradizione delle muffuletta, panini di grano tenero (in origine di grano di semola) con semi di finocchio, i quali vengono donati dai panifici, per intercessione dei bambini, ai passanti.
A livello dolciario, oltre ai tipici prodotti siciliani come le cassate, gli iris, le bummi, i curnetta, gli spìngi, la brioscia, le past'i mènnula, i bignè, i cannola (specialmente farciti con ricotta), i suspìra (analoghi alle minnuzzi catanesi) e i babbà, Caltagirone è conosciuta per i suoi cuḍḍureḍḍa, dolci natalizi a forma di buccellati e ripieni di una farcia a base di mandorla. Oltremodo tipici sono i cubbattara (bastoncini dolci, torroni di tradizione araba), i frischìtta, i palummèḍḍa, gli agnèḍḍa'n past'i mennula e i panarèḍḍa, panieri pasquali pieni di uova sode, fatti con pasta, zucchero e strutto e decorati con diavolina colorata e chiodi di garofano. 
Si deduce così che la tradizione dolciaria di Caltagirone, oltre a contemplare dolci di tradizione generale siciliana, annovera anche prodotti di stretta tradizione cittadina basata su prodotti locali (come le mandorle o la ricotta) e su una certa tendenza all'elaborazione sia negli impasti che nella scelta dei ripieni.
Sono diffuse le preparazioni tradizionali come la cuccìa, ossia il grano cotto, e il maccu vìrdi (in italiano macco verde), ovvero una minestra di fave fresche, finocchietto selvatico e cipolla. Un altro prodotto tipicamente consumato a Caltagirone e facente parte della tradizione alimentare dell'area centro-orientale siciliana è la lijatina, ossia la gelatina di carne di maiale, parte integrante della tradizione calatina in termini di macelleria, così come la salsiccia a punta di coltello (in siciliano locale sosìzza a punt'i cuteḍḍu).

## Geografia antropica

### Urbanistica

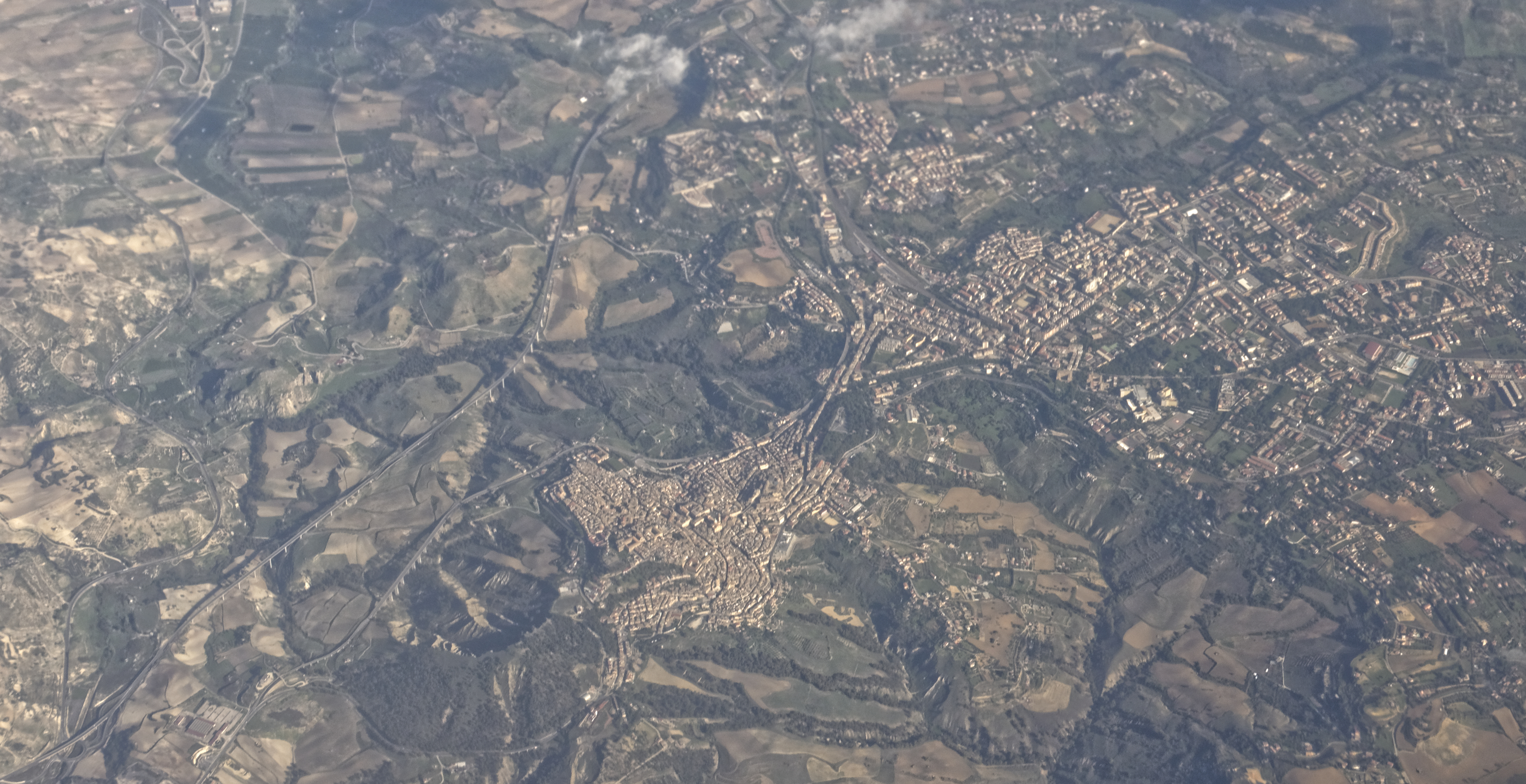
Vista aerea della città di Caltagirone, dalla quale si scorge la distinzione tra centro storico (a sinistra) e centro di nuova espansione (a destra)

Caltagirone, nella sua contemporaneità, è un centro urbano siciliano di medie dimensioni (con popolazione maggiore di 30 000 abitanti): al 1° gennaio 2023 (fonte ISTAT) risulta essere il 23° più popoloso della regione, con dato demografico non dissimile a realtà come Monreale, Licata, Canicattì, Adrano e Augusta.
È un centro urbano caratterizzato da una forte distinzione, sia a livello architettonico, sia a livello planimetrico, tra il centro storico (in siciliano locale chiamato per sineddoche a chiazza), la zona di espansione della città e le periferie, seppur esse formino un unico nucleo urbano senza soluzione di continuità − a differenza di Enna, centro geograficamente e urbanisticamente molto simile − attraverso la confluenza della via Roma in via Giorgio Arcoleo e il raccordo tra il sistema dei viali (via Principe Umberto, viale Mario Milazzo, viale Autonomia) e la via Roma per mezzo di via Santa Maria Josè, la quale costeggia il Giardino Pubblico, che funge de facto da confine urbanistico.
Oltre alla zona di nuova espansione, si è sviluppata un'estesa periferia, che va da quella più strettamente urbana a quella suburbana di campagna, le quali talvolta coesistono all'interno di una stessa contrada (ad esempio la contrada Balatazze).

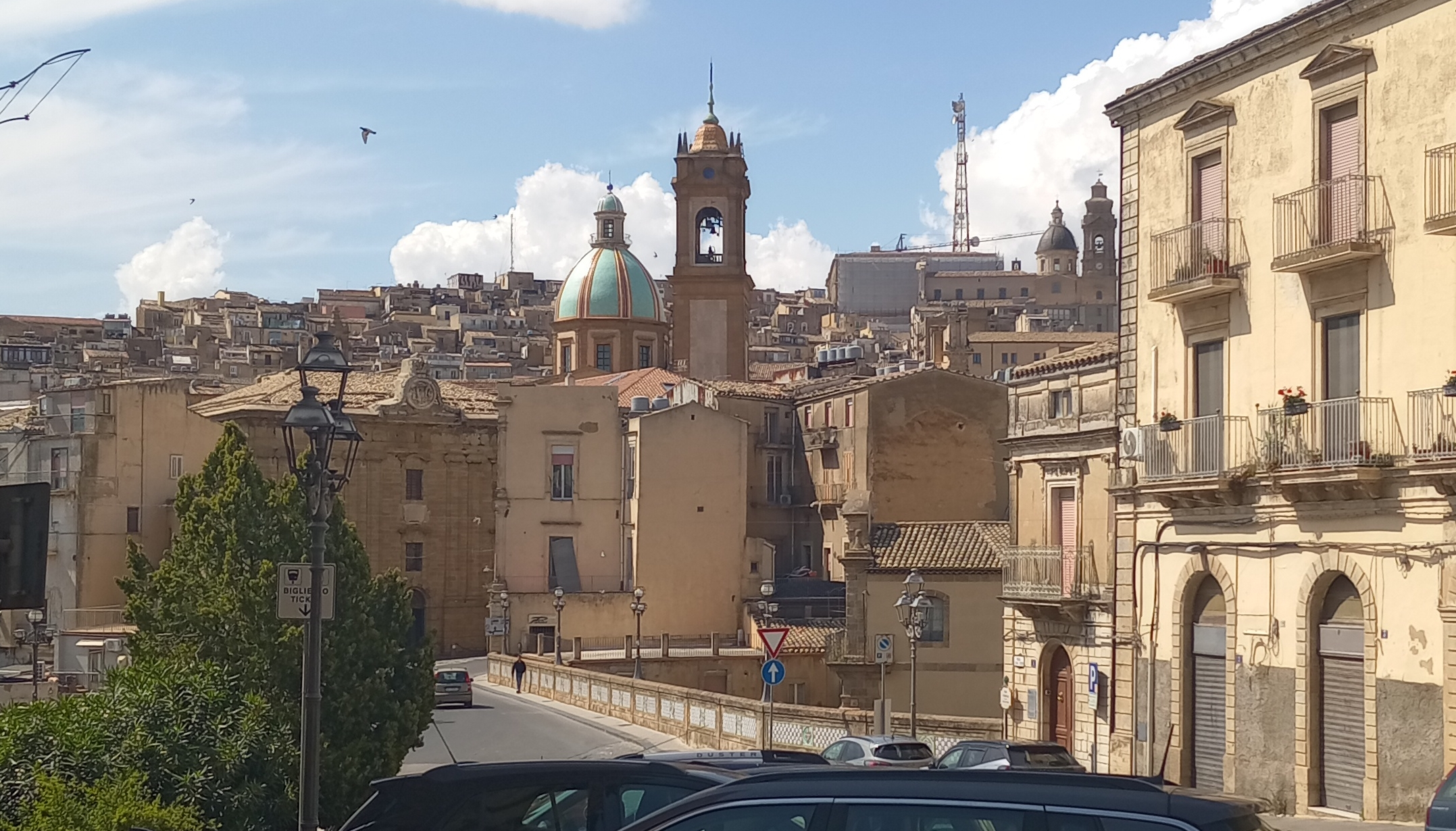
Vista dell'area monumentale del centro storico da piazza San Francesco d'Assisi

Nonostante il dato demografico oscilli tra i 35 e i 40 000 abitanti, la città ha delle dimensioni urbane che la avvicinano a centri con dato demografico superiore, risultando un piccolo caso di urban sprawl, altrimenti detto città diffusa: questo ha comportato lo sviluppo di servizi municipali (trasporto pubblico, nettezza urbana, illuminazione pubblica, ecc.) che, nonostante debba servire un determinato dato demografico, è tagliato per città con popolazione complessiva superiore, con un'ovvia sproporzione in termini economici per la cittadinanza, specie per quello che concerne i contributi per mantenerli.
I fenomeni sopra citati hanno avuto come risultante una forte distinzione tra le due parti della città nei vari aspetti economici, sociali e di cultura cittadina, con risultato sfavorevole per i quartieri del centro storico. Questi hanno altresì comportato il radicarsi di alcuni fenomeni, tra cui spicca la forte ricorrenza all'uso del mezzo privato in città e un'accentuata dilatazione geografica dei presidi pubblici, dei servizi alla cittadinanza e soprattutto delle attività commerciali all'interno del centro urbano.

#### Centro storico

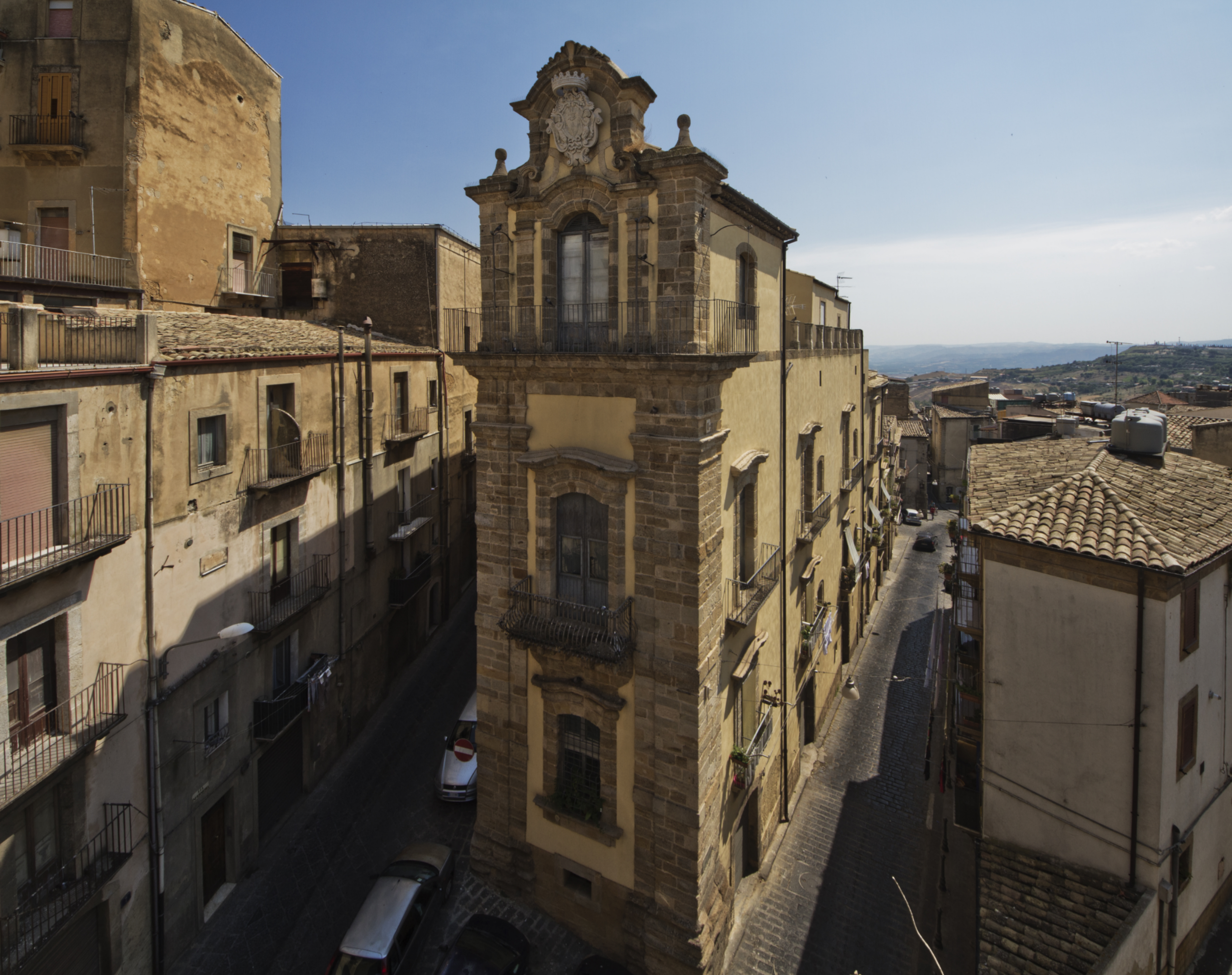
Palazzo Sant'Elia

Il centro storico sorge a tra i 600 e i 700 metri d'altitudine; fino al primo dopoguerra era l'unico insediamento urbano, ed ha origini millenarie. Nel settore orientale vi è il quartiere San Giorgio che prende nome dall'omonima chiesa, la più importante della città. Il centro storico è ricco di numerose chiese e diversi monumenti, oltreché le principali istituzioni ed enti (comune, teatro, banche e assicurazioni).

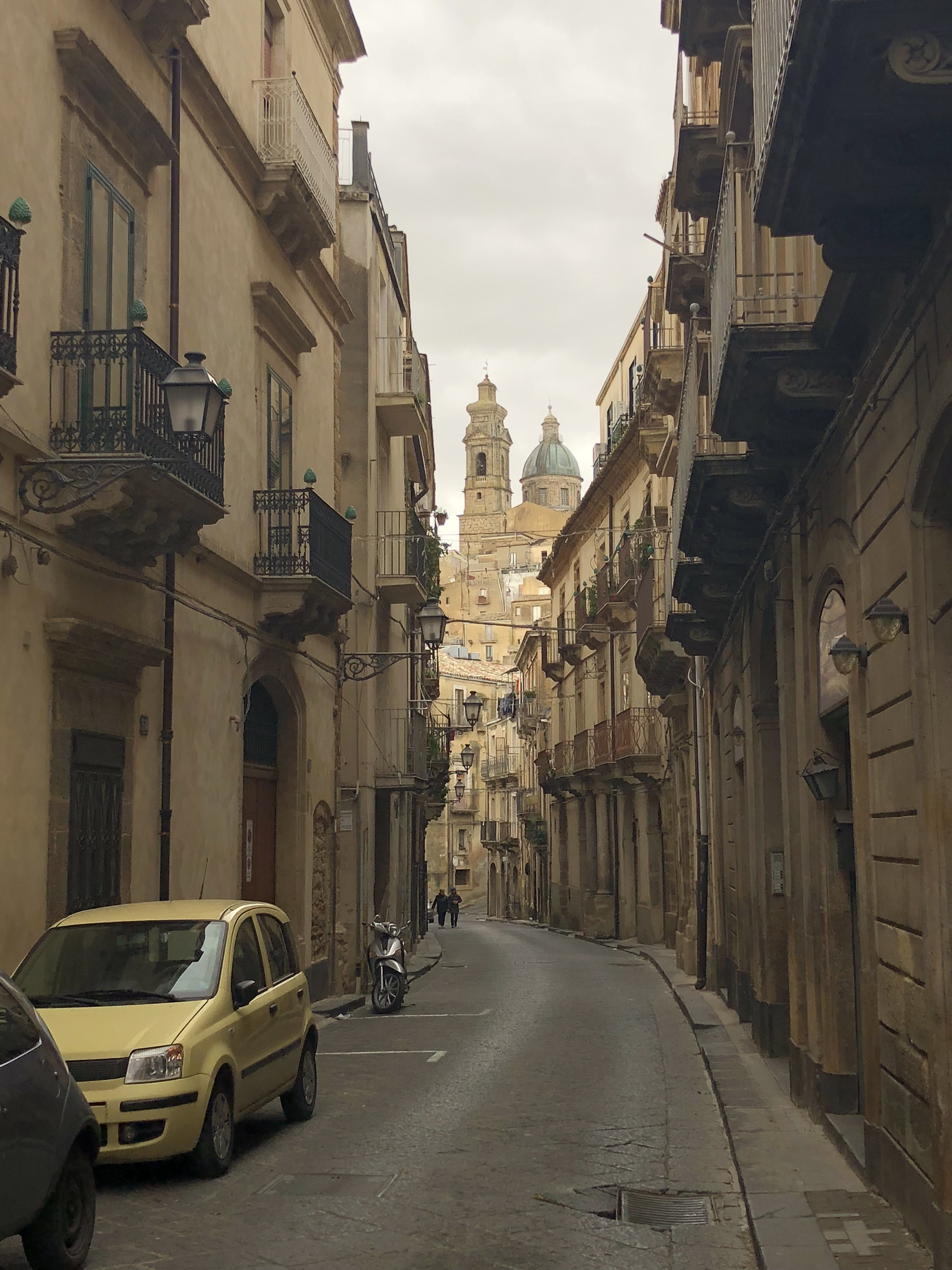
Via Luigi Sturzo, con vista della chiesa di Maria Santissima del Monte. È una delle principali vie del centro storico.

A sud vi sono le aree urbane più basse rispetto al centro storico, vale a dire il quartiere Acquanuova, San Pietro e San Francesco di Paola, nella quale si trova il giardino pubblico, considerato il polmone verde della città.
Per quanto concerne la planimetria, il centro storico di Caltagirone è disposto ad anfiteatro. È una delle poche città della Sicilia centro-orientale ad aver conservato, dopo il terremoto del 1693, parte delle testimonianze dell'arte e dell'architettura medievali e, soprattutto, la tipologia dell'abitato.

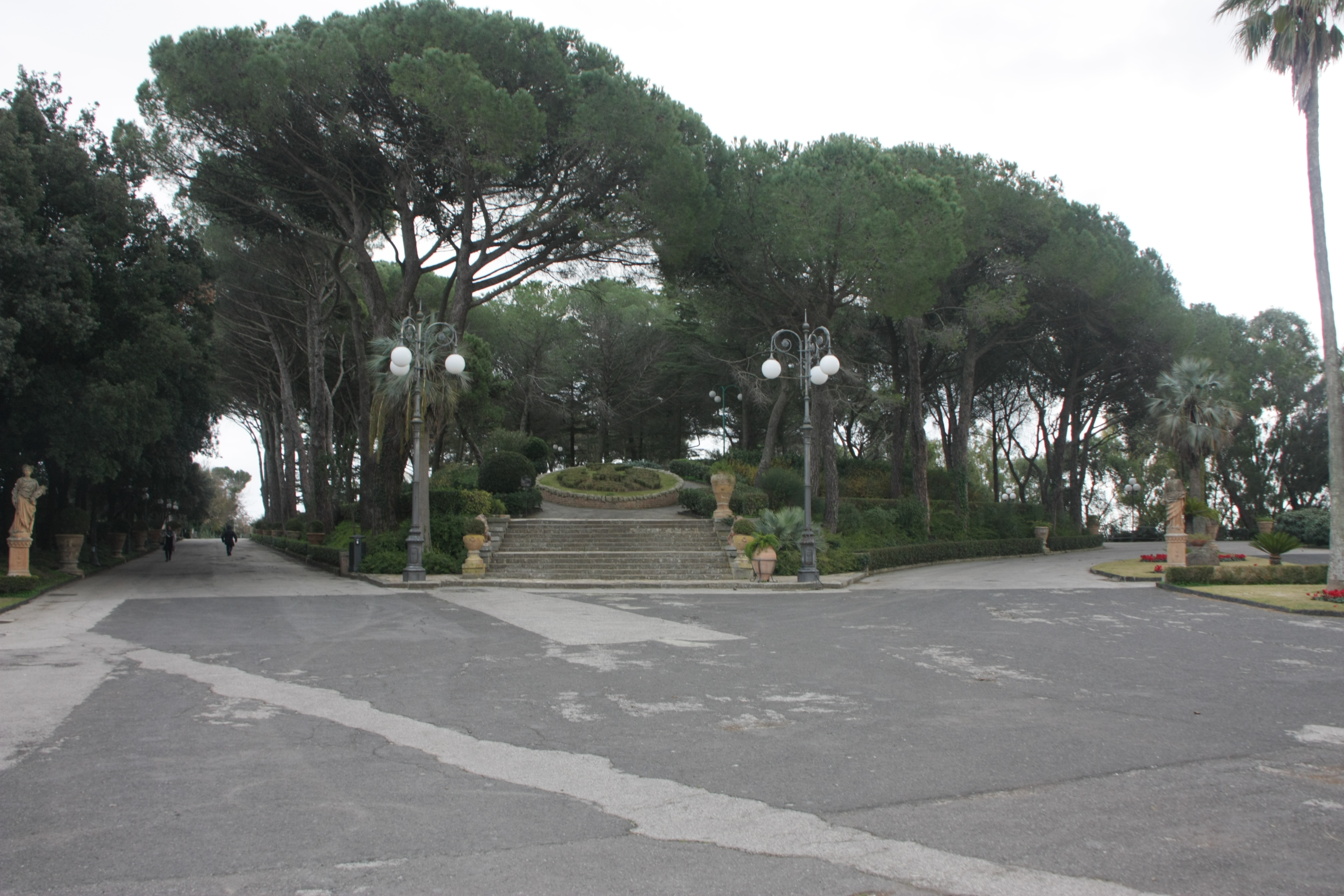
Entrata del giardino pubblico Vittorio Emanuele

Un'altra importante attrazione della città è rappresentata dalla ceramica, risalente al V secolo a.C.: oltre alla visita del Museo della ceramica, questa parte di città testimonia la presenza di questa tradizione, come si può notare in alcuni edifici e monumenti; tra questi, vanno menzionati la Cattedrale di San Giuliano, con il campanile e la cupola decorate in maiolica, la chiesa di San Pietro, esempio di neo-gotico adattato alla realtà locale (evidenti gli inseri in ceramica policroma) e il ponte di San Francesco, decorato con raffigurazioni araldiche e di motivo.
Alle spalle del Museo della Ceramica si trova la Villa Vittorio Emanuele, risalente al XIX secolo: è uno dei giardini pubblici più grandi della Sicilia, ed è caratterizzato da una considerevole presenza di vegetazione, nonché di ampi spazi ricreativi.

#### I carruggi

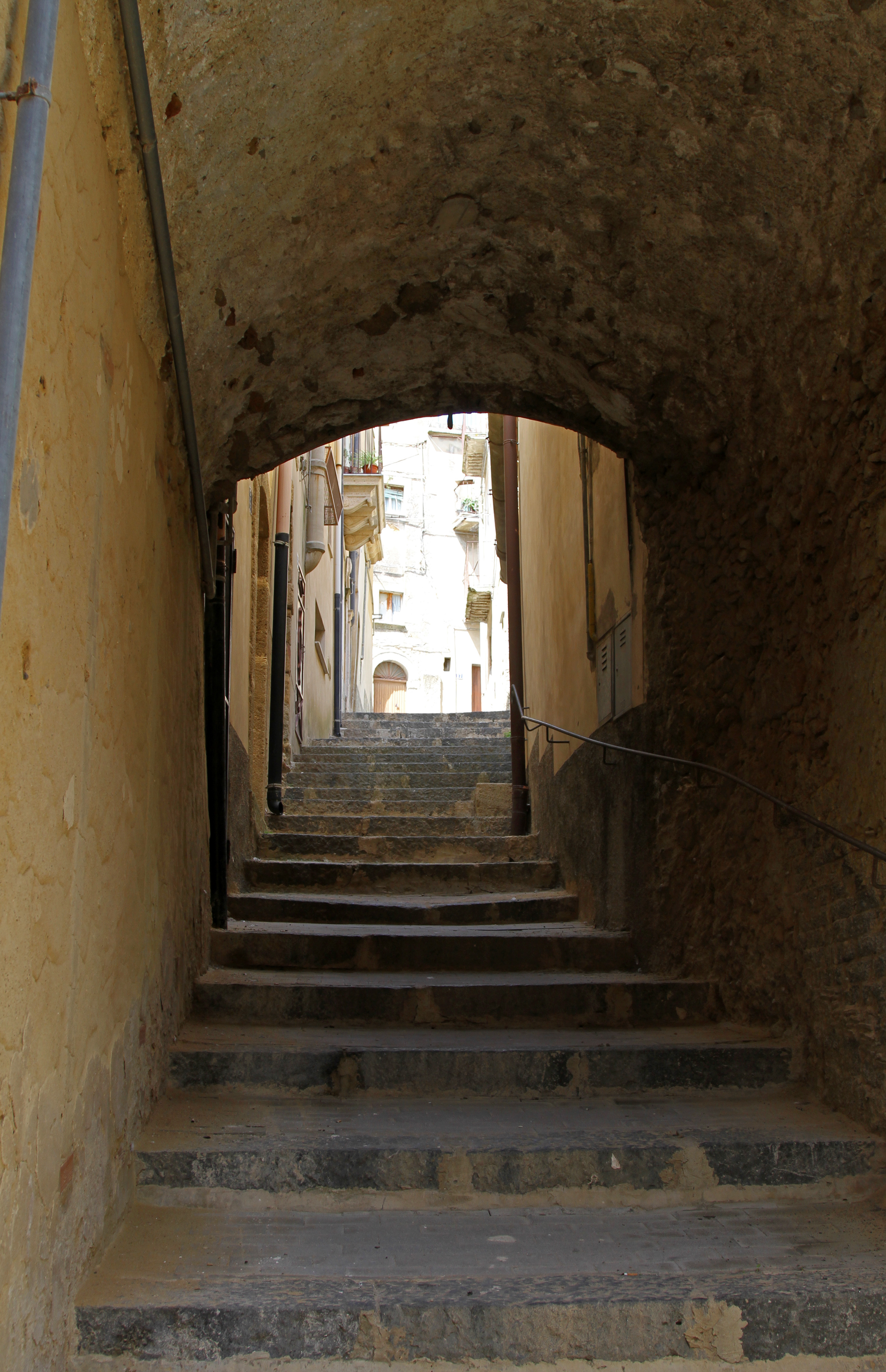
Scala in via Sant'Agostino

Per carruggi (equivalenti nel resto della Sicilia alle vaneḍḍi) s'intendono in generale le strade, i larghi, i vicoli e i ronchi del centro storico della città, datati presumibilmente all'XI secolo, di natura simile alle kasbah arabe. Il termine è una sicilianizzazione del termine ligure caróggio: molto probabilmente la loro costruzione può essere attestata ai coloni liguri che lì si stanziarono. È molto probabile che essi siano stati costruiti anche per natura difensiva, dato che ai tempi si susseguivano battaglie tra normanni e saraceni. Queste si sono conservate, nonostante nel tempo la città sia stata investita da una generale distruzione a seguito del Terremoto del Val di Noto del 1693.

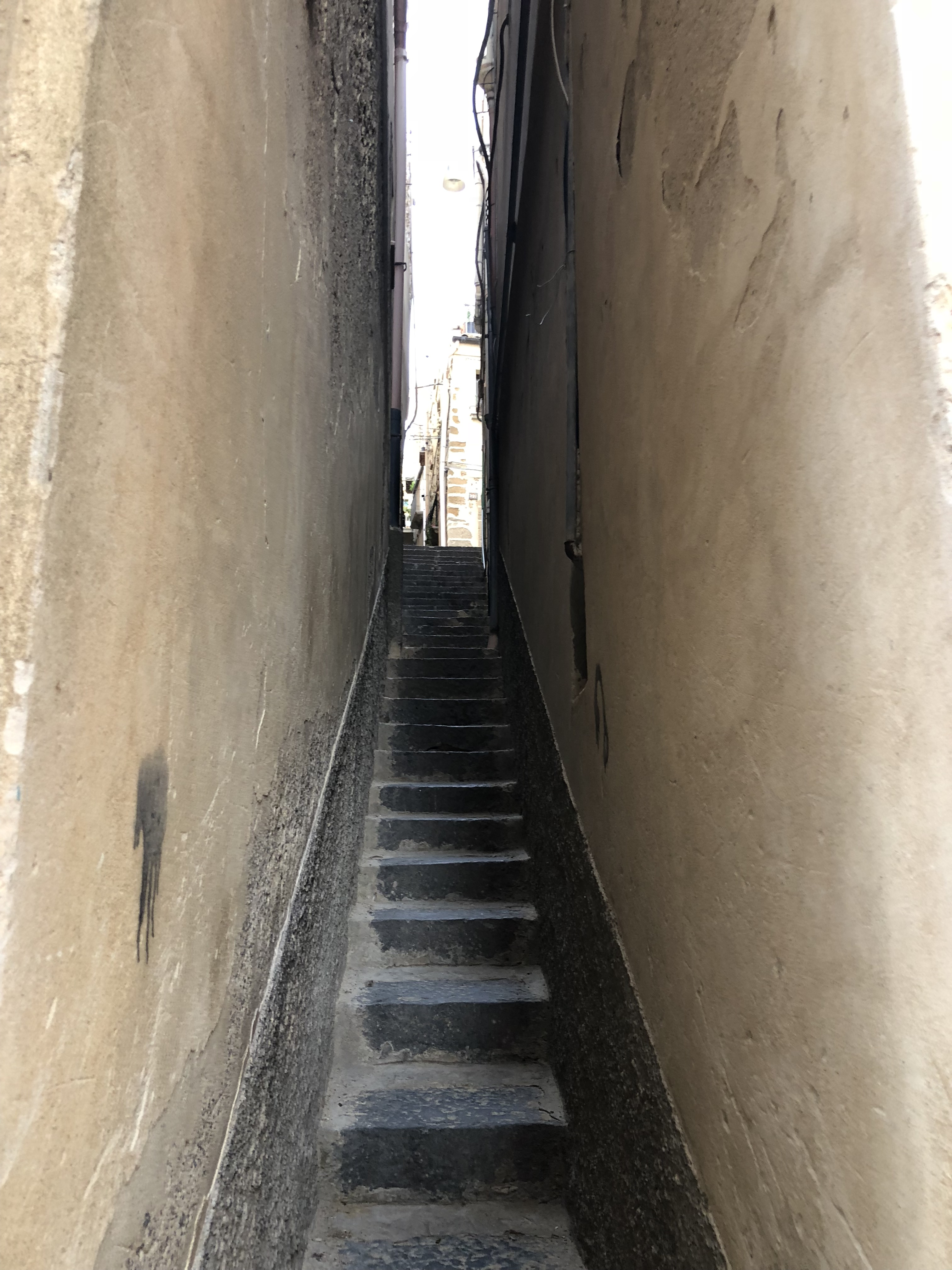
Tipico carruggiu caltagironese

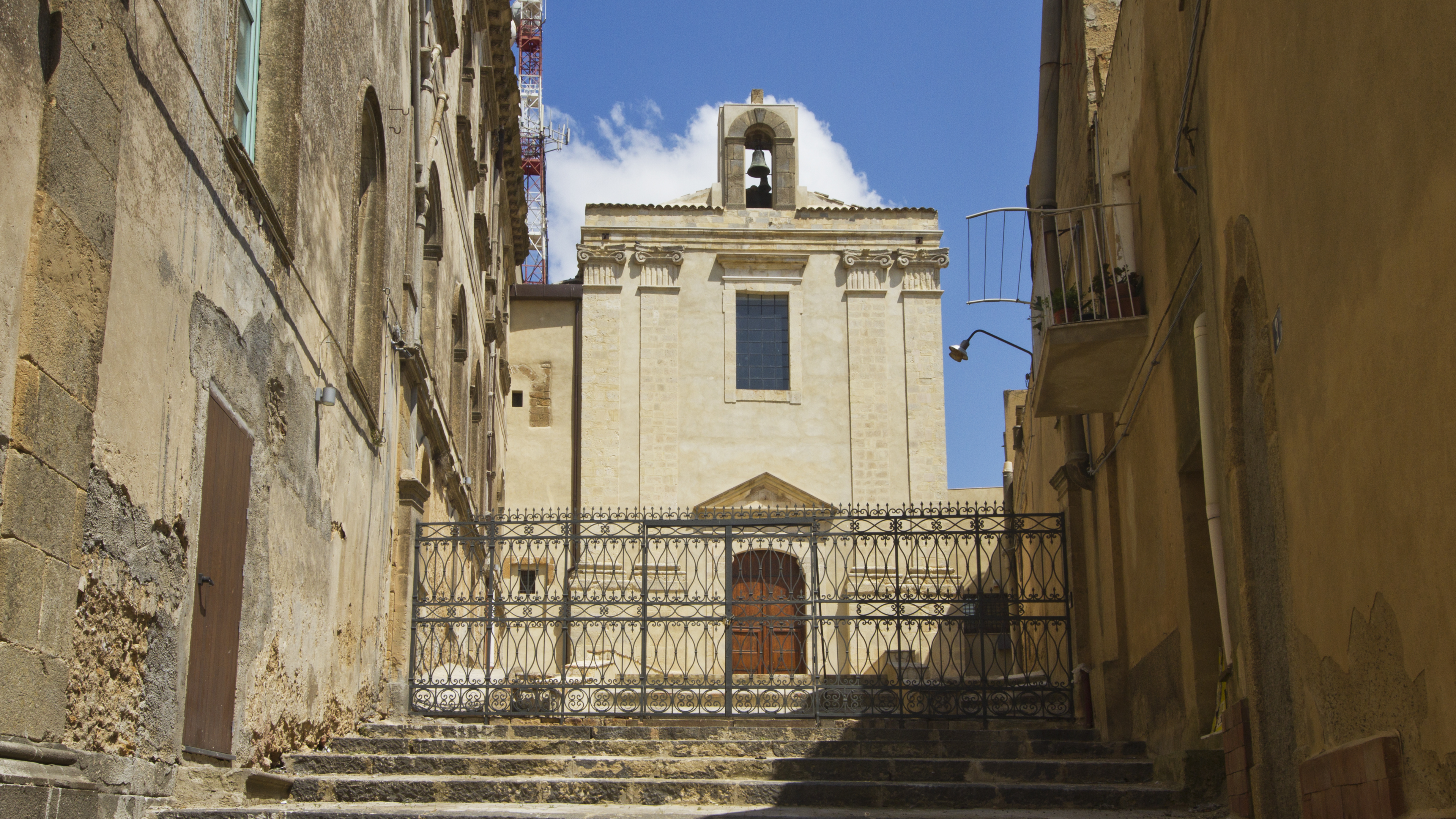
Chiesa di San Nicola

Sono caratterizzati dalle loro anguste proporzioni, specialmente in larghezza, che li rendono spesso di
difficile transito per i mezzi e in alcune occasioni anche per le persone. Sono le più tipiche e comuni tipo di vie presenti all'interno dell'antico centro cittadino, che ne caratterizzano l'intero aspetto generale. Alcune di queste permettono il transito dei veicoli (anche come ZTL), mentre altre sono esclusivamente di tipo pedonale. I carruggi possono essere sia vie in basolato che a scale, anche se alcune se ne possono incontrare asfaltate.

#### Città nuova e periferia

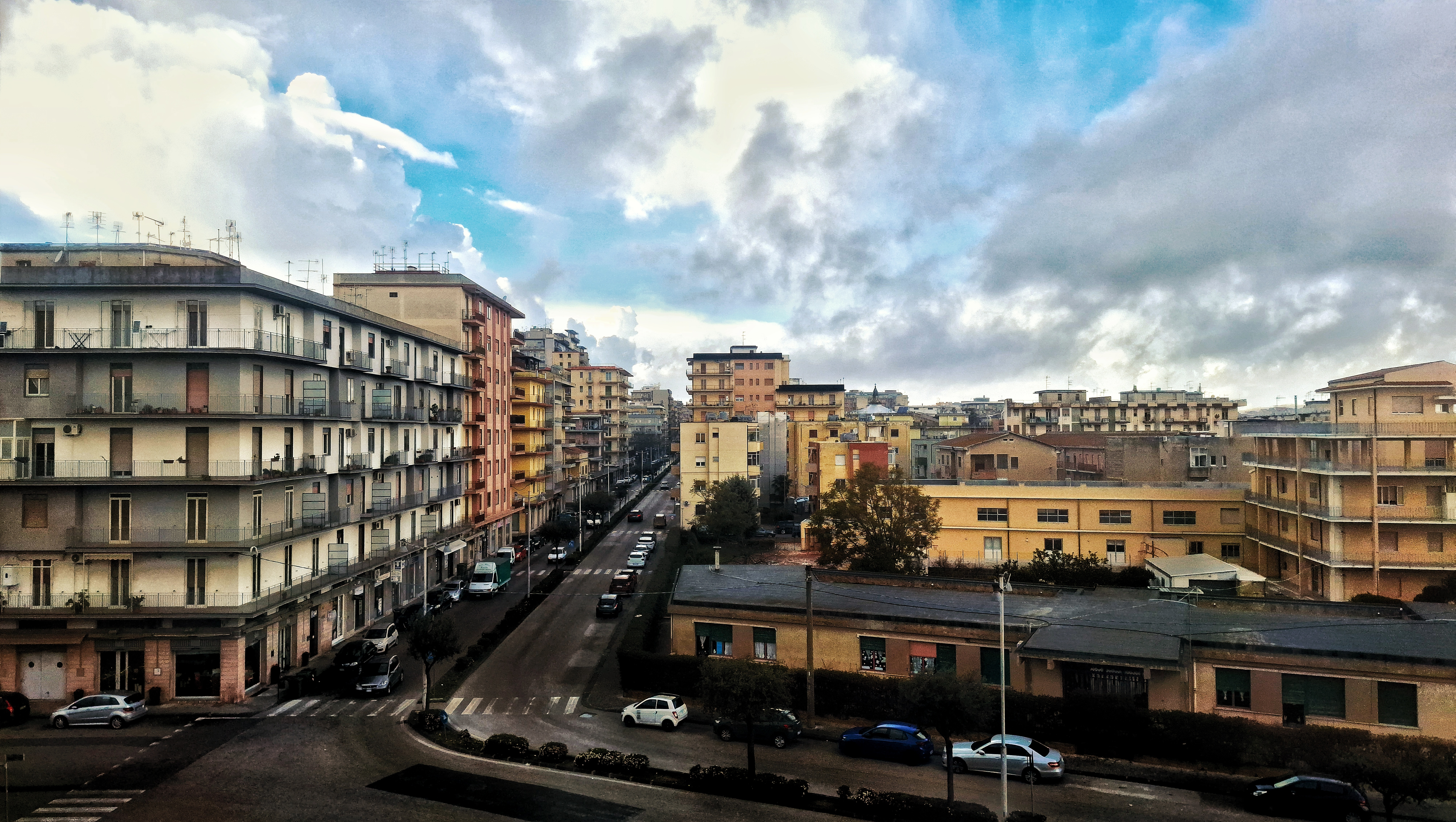
Vista di viale Mario Milazzo, una delle vie principali del nuovo centro cittadino.

Durante la seconda metà del XX secolo, si è sviluppata una nuova area urbana sul pianoro affacciante alla piana di Gela, con caratteristiche decisamente differenti dal centro storico (gli abitati sono per la maggioranza del dopoguerra, sono presenti vie relativamente lunghe e spaziose e la densità urbana è minore): questa è posta geograficamente più a sud-ovest rispetto all’antico nucleo urbano.
Questa è l’area più popolosa e trafficata della città (vi abita grosso modo più della metà dell'intera popolazione municipale). La zona di nuova espansione, rispetto al centro storico, è caratterizzata da palazzi di struttura e concezione contemporanea, talvolta anche con una certa verticalità, come ad esempio il porticato di Piazza Bellini o l'ospedale Gravina.

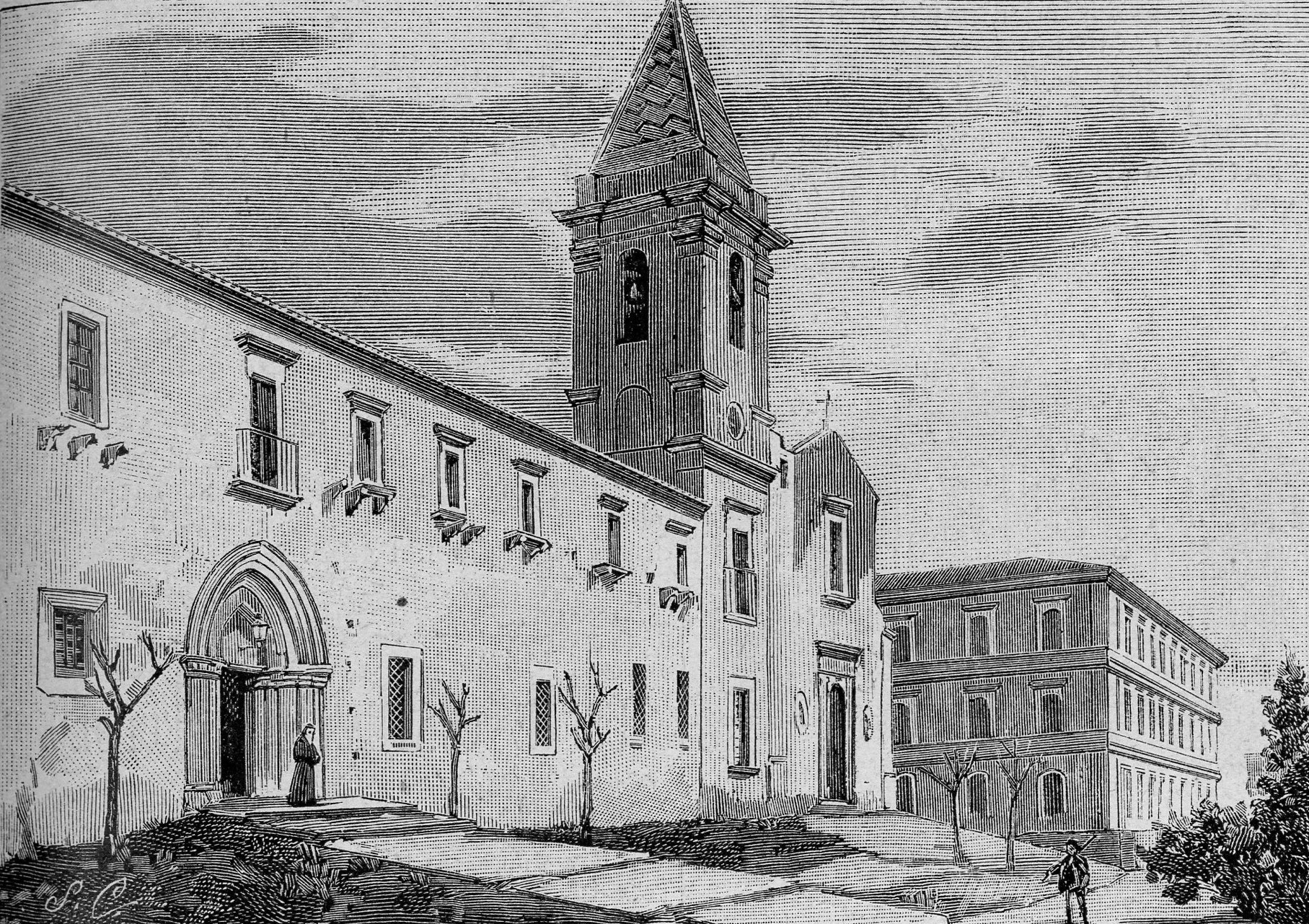
Incisione xilografica della chiesa di Santa Maria di Gesù e del relativo convento dei frati minori osservanti. Si noti altresì anche l'Educandato di San Luigi

In essa sono presenti la maggior parte delle attività commerciali, i quali suoi assi principali sono il viale Europa, viale Mario Milazzo, il tratto più spiccatamente urbano di via Madonna della Via e via Principe Umberto. Tra il già citato viale Europa, piazza Falcone-Borsellino e viale Autonomia si sviluppa il mercato rionale del sabato (in siciliano locale u mircat'û sàbbitu), generalmente molto frequentato dalla cittadinanza e alla quale partecipano attività esterne alla città, generalmente dai comuni vicini.

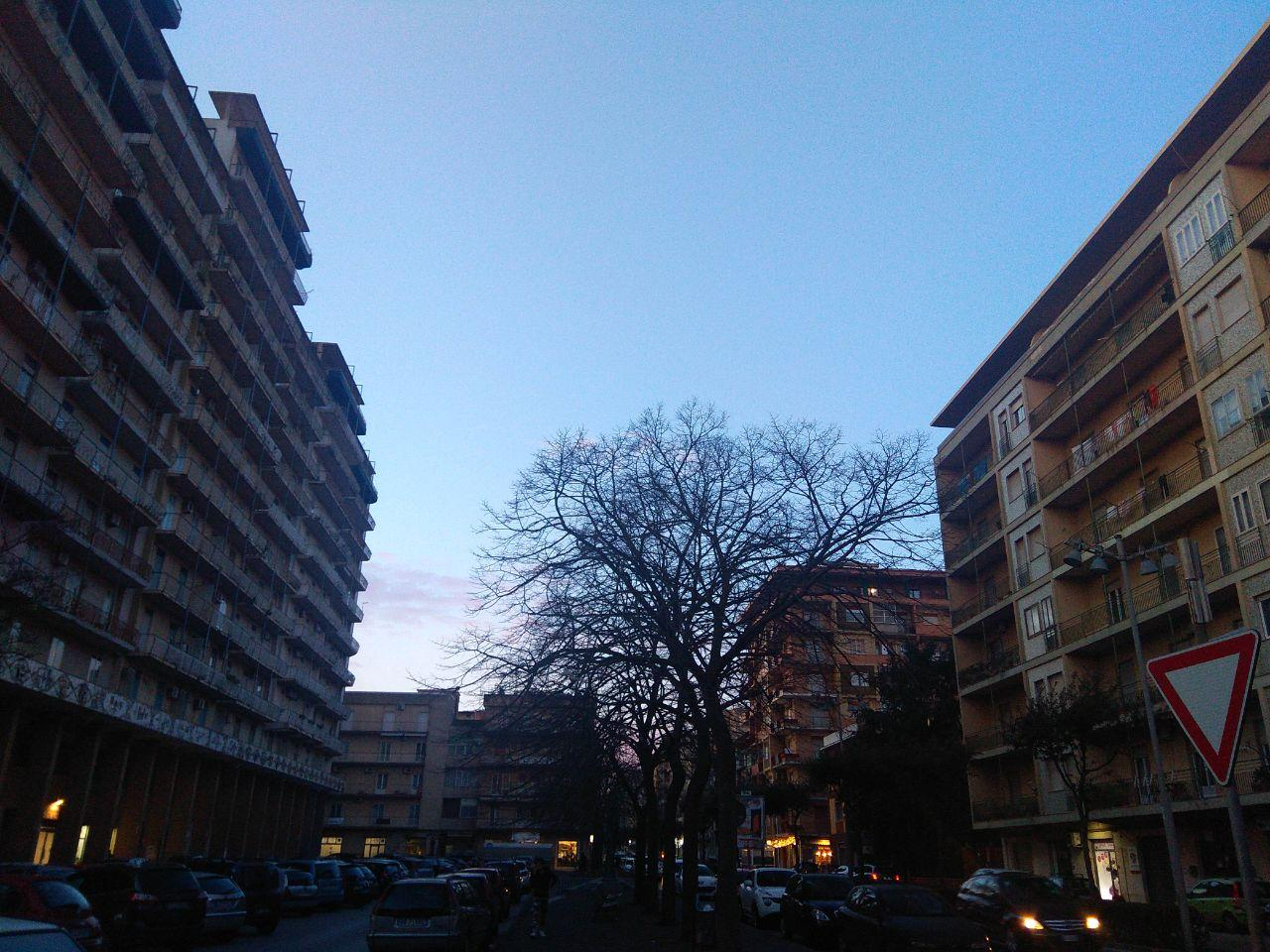
Piazza Bellini, cuore del nuovo centro cittadino. Si affaccia a viale Mario Milazzo.

Presso quest’area sono ubicati diversi servizi, fra cui il distaccamento cittadino dell’Agenzia delle entrate, dell’INAIL, l’ospedale Gravina-Santo Pietro (pertinenza dell'ASP 3 di Catania), il Palazzo di Giustizia e una buona parte degli istituti scolastici, di diverso ordine e grado.
Sono altresì presenti i più importanti impianti sportivi della città, ovvero lo stadio Agesilao Greco, il campo Pino Bongiorno, la tensostruttura di via Luigi Pirandello, il Palasport Don Pino Puglisi, l’adiacente ex piscina comunale e l’arena indoor di viale Autonomia.
La maggior parte dei presidi delle Forze dell’Ordine e dei corpi civili dello Stato hanno sede in questa parte della città (Polizia di Stato, Carabinieri, Vigili del Fuoco, Polizia Municipale).
L’autostazione per le linee extraurbane e l’adiacente stazione ferroviaria RFI sono poste in Piazza della Repubblica, servite da una fermata della linea urbana AST.
Quest’area, il centro storico e la viabilità nazionale sono reciprocamente collegate dal sistema di circonvallazione cittadina, che ha la sua base nella via Circonvallazione vecchia e viale Cristoforo Colombo, nonché dal percorso via Giorgio Arcoleo-via Roma, che porta dritto all’area più centrale del centro antico.

Attorno a quest’area, prima delle contrade di campagna, si è sviluppata un’estesa perifieria, ove si possono notare condomini privati, villette a schiera e blocchi di edilizia popolare, anche circondate da spazi verdi o da piazzette. Sono servite da alcuni distaccamenti di servizi per la cittadinanza, esempio più comune i plessi scolastici di alcuni istituti, nonché da qualche attività commerciale o da qualche spazio per l’attività sportiva.

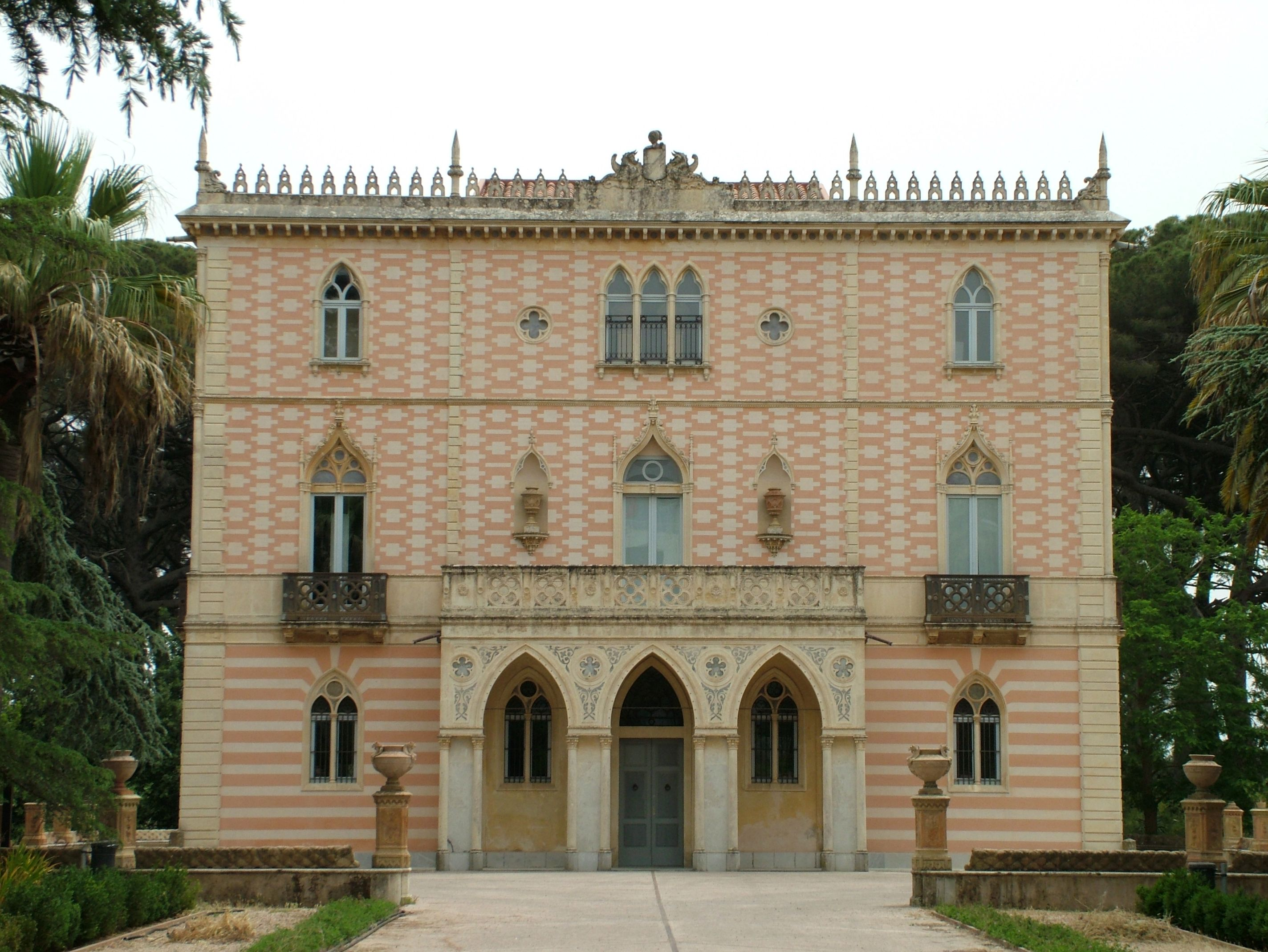
La già residenza signorile Villa Patti. È un esempio di edificio pre-ottocentesco intessuto nell'area urbana contemporanea.

Le aree periferiche dei Semini, della Bardella, del Canalotto, di Santa Rita e delle Sfere, rispetto ad altre aree periferiche, sono caratterizzate da immobili di stampo patronale, a volte non intonacati, dai quali traspare una certa mancanza di progettazione urbana e abusivismo edilizio.
Nonostante sia un’area sostanzialmente recente, sono presenti diversi edifici antichi, tra i quali vanno evidenziati Villa Patti, la chiesa di Santa Maria di Gesù e l’attiguo convento, e l'Educandato San Luigi, sede della biblioteca comunale e dell’Archivio di Stato.
Fuori da quest'area sono presenti la Casa circondariale, in contrada Noce, sulla strada per Niscemi, e l'area di sviluppo industriale, posta in contrada Santa Maria dei Poggiarelli, sull'estrema propaggine meridionale della Piana di Catania, al confine territoriale con Mineo, collegata al centro urbano dalla SS 417.

### Suddivisioni storiche

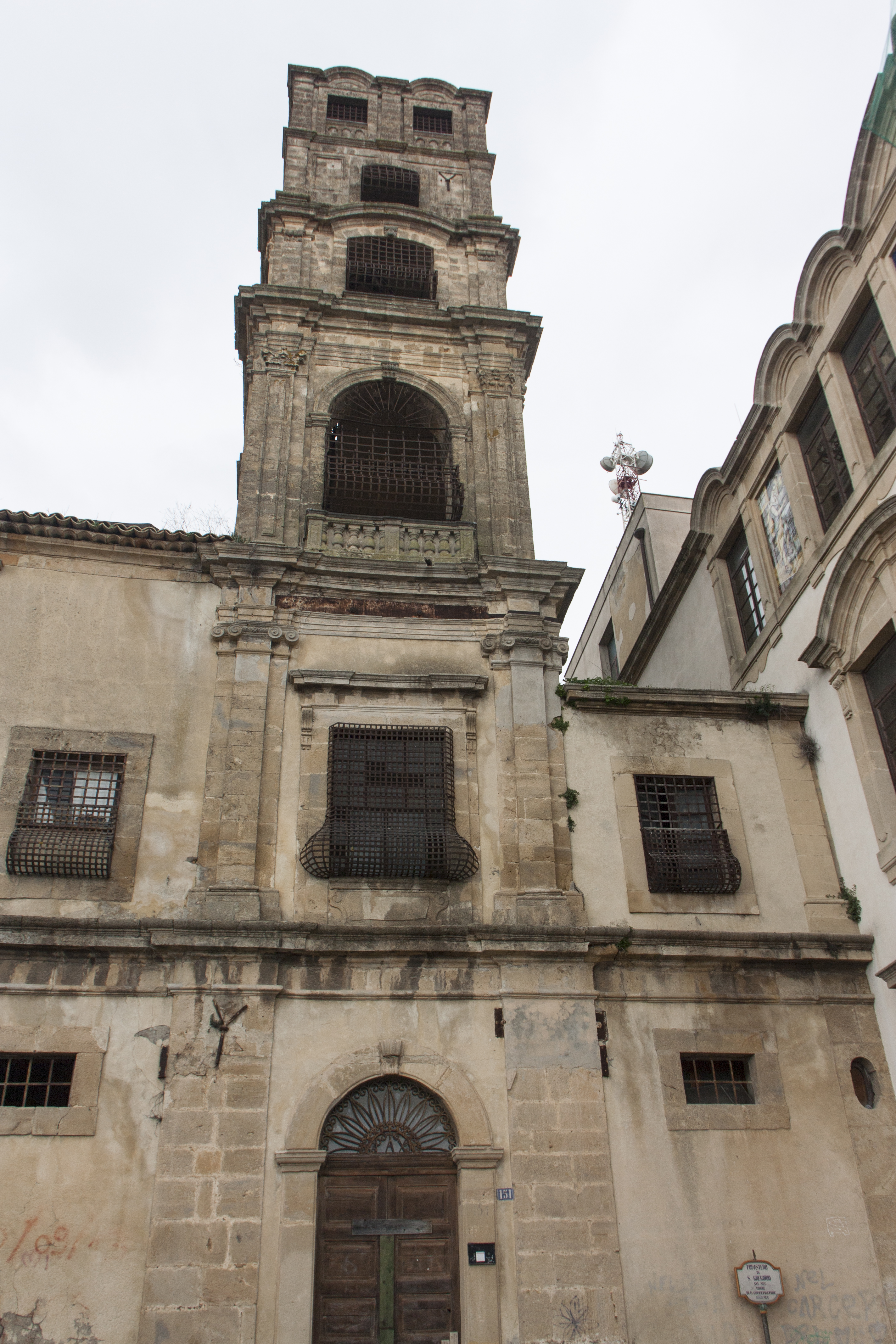
Torre del Monastero di San Gregorio

Caltagirone è divisa nei seguenti quartieri, tra parentesi il loro nome in siciliano:
Caltagirone Nord (Centro Storico)

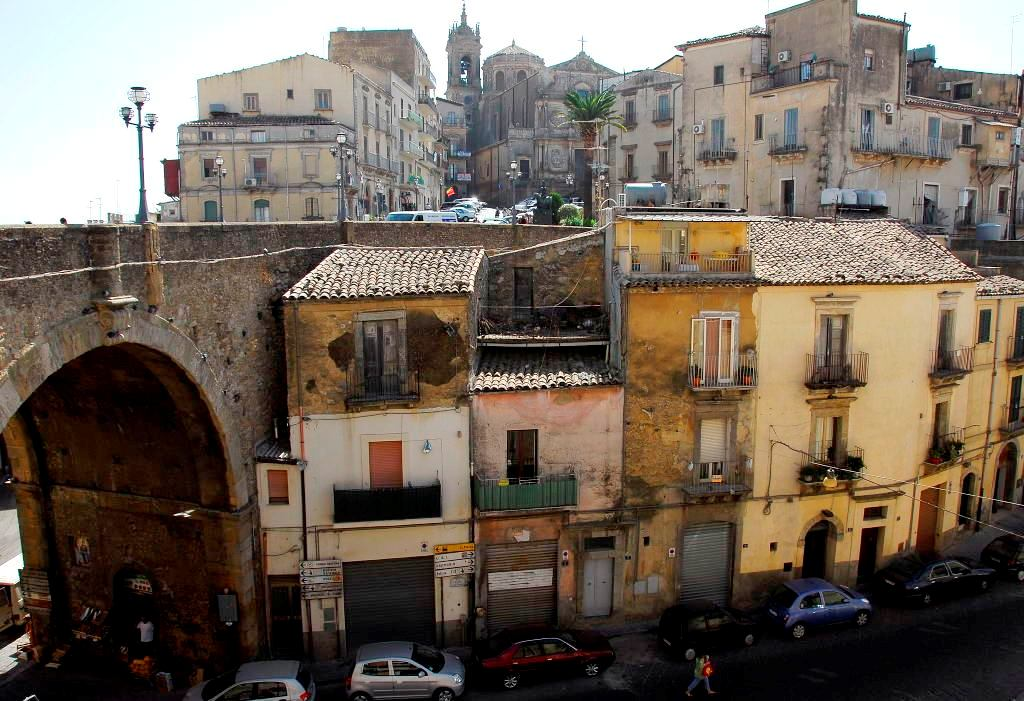
Ponte di San Francesco e via Porta del Vento

- Santa Maria del Monte (a Matrìci);
- Il Carcere (u Carciri);
- Sant'Agostino (Sant'Agustinu);
- San Giacomo (San Jacupu o Sagnacupu);
- Sant'Orsola (Sant'Ursula);
- San Giuliano (A Chiazza);
- Miracoli o Iudeca (i Miracula);
- San Giorgio (San Giorgiu);
- Cappuccini (i Cappuccina);
- Ponte o Acquanuova (L'Acquannova);
- San Francesco di Paola (San Francescu);
- Canalotto (u Canalottu);
- San Pietro (San Petru);
- Immacolata (a Mmaculata).

Caltagirone Sud (Nuova Espansione, Campagna e Periferia)

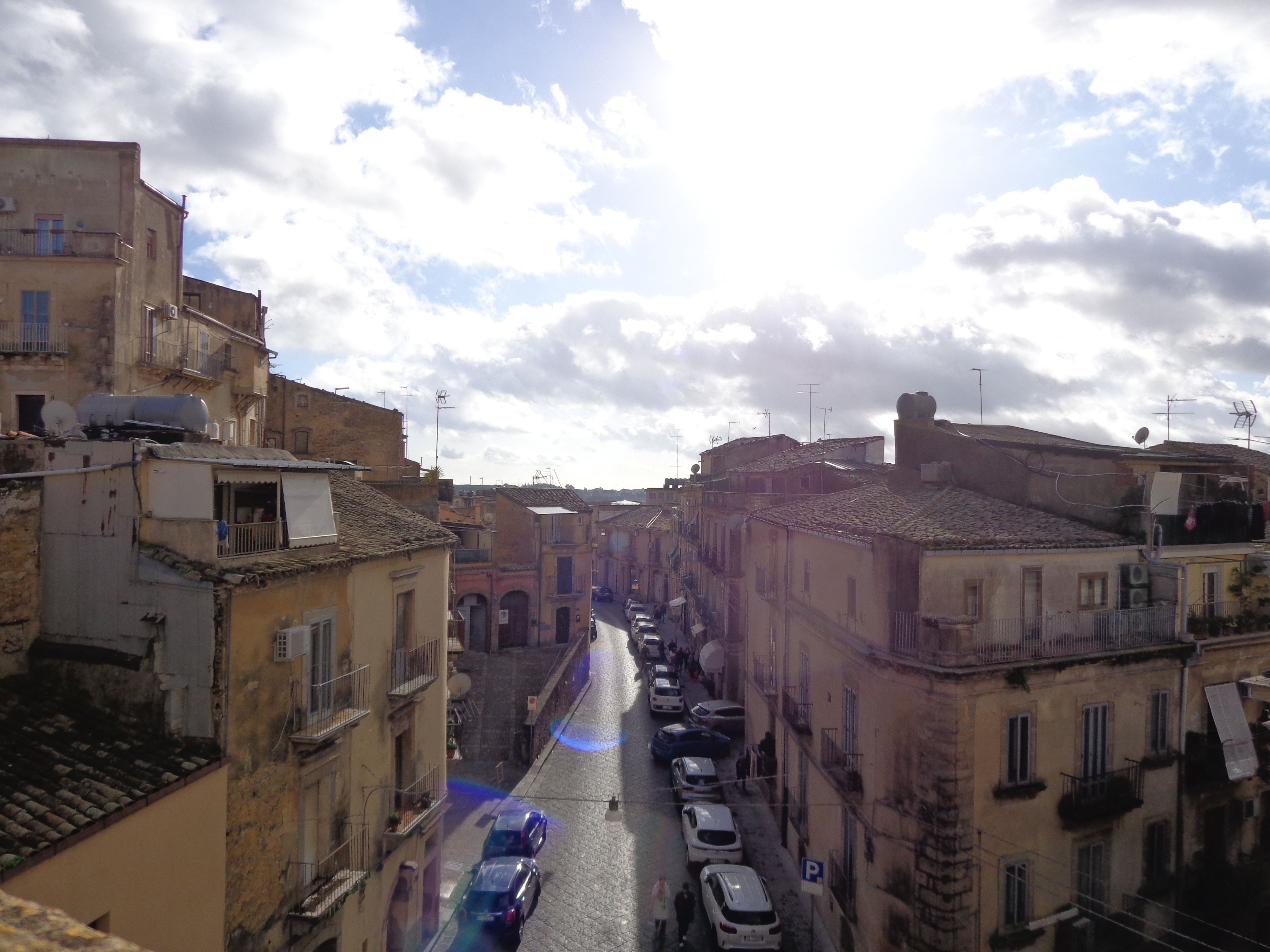
via Porta del Vento

La parte meridionale di Caltagirone è composta dai seguenti quartieri:
- Semini (i Simmina);
- Mazzone (u Mazzuni);
- Serra Fornazzo (a Serra Furnazzu);
- Sant'Anna o Principe Umberto;
- Le Sfere (i Sferi);
- Sacra Famiglia o Mario Milazzo (u Vijali);
- Madonna della Via;
- Bardella (a Barreḍḍa);
- Villaggio Musicisti (u Villaggiu dê Musicìsti);
- Villaggio Balatazze (i Balatazza);
- Pirandello o Madonna della Via;
- Santa Rita;
- Croce del Vicario (a Cruci rû Vicariu o semplicemente a Cruci);
- San Giovanni Bosco;
- Bouganvillea-Minosse;
- Romana (a Rumana);
- Piano Carbone (Chianu Carbuni);
- Collegiata (a Culliggiata);
- San Mauro (Sammòru);
- Noce (u Nuci).

Zona Industriale (C.da Santa Maria dei Poggiarelli).

### Frazioni

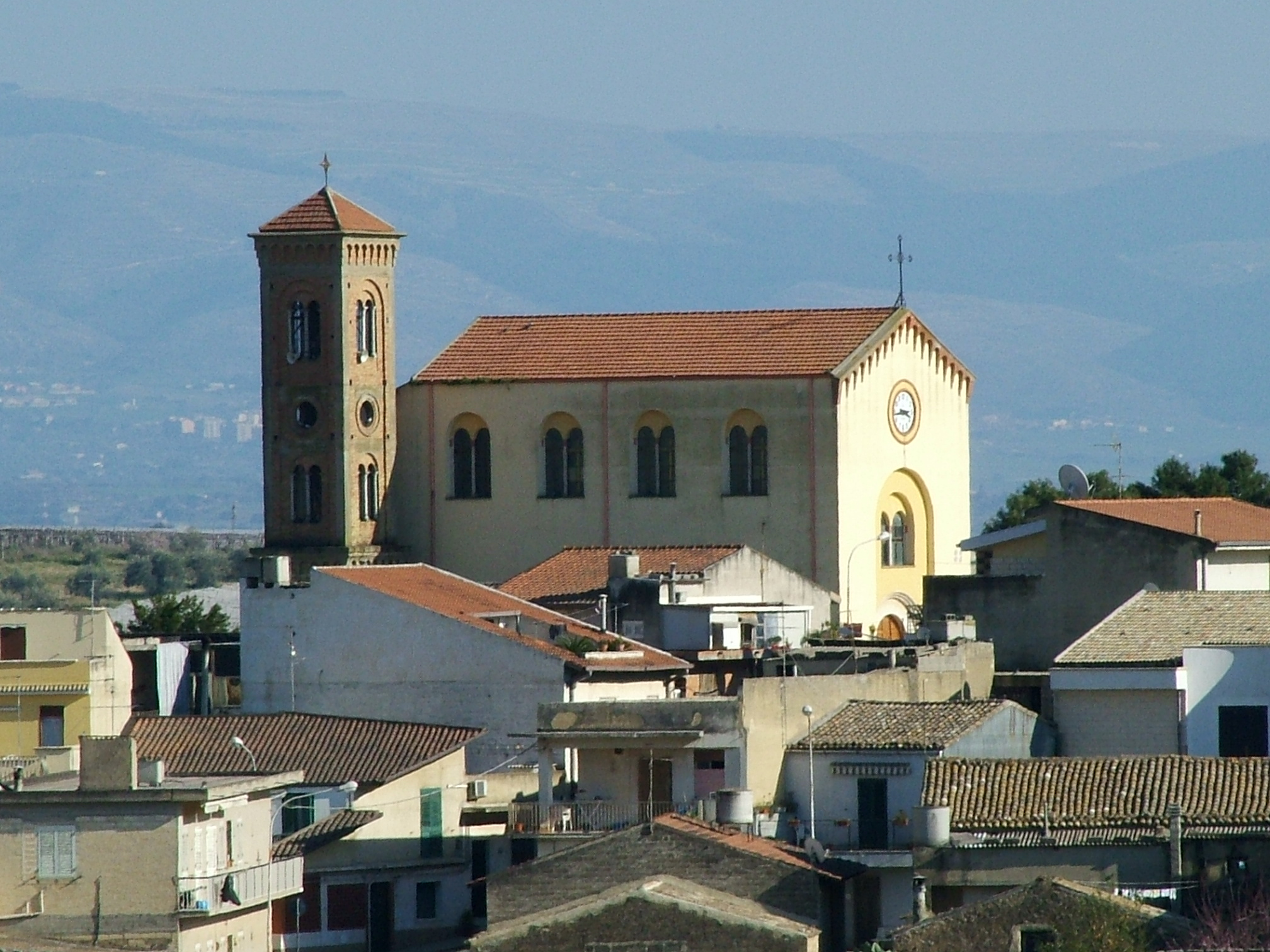
Granieri, chiesa parrocchiale

Oltre al centro urbano stricto sensu, Caltagirone è costituita da diverse frazioni, generalmente poco popolose e non direttamente limitrofe all'area centrale. Le principali sono:
- Favarella (Favarèḍḍa), località contigua alla città di Grammichele, della quale può esserne definita la sua estrema periferia, sviluppatasi lungo la strada che conduce a Granieri: è abitata sin dai primi anni settanta da cittadini del vicino comune. Negli anni ottanta era stata avanzata richiesta per accorpare questo territorio al comune di Grammichele, ma l'iter naufragò presso i competenti uffici regionali. Sono presenti diverse insediamenti produttivi e commerciali. Nel territorio vi sono stati rinvenuti resti di insediamenti ellenestici. Da Caltagirone è direttamente raggiungibile dalla SS 683, per dirigersi verso Grammichele.
- Granieri (Granèri in siciliano caltagironese o Granieri, in siciliano ragusano), frazione ibleofona poggiante sull'altopiano ibleo. Il borgo nasce nel 1925 e si sviluppa accanto alla preesistente ottocentesca masseria Silvestri. Si produce dell'ottima uva da tavola. Da Caltagirone è raggiungibile attraverso la SP 63 della Città Metropolitana di Catania.
- Piano San Paolo (Chianu Sampòlu), piccolo nucleo che nasce intorno ad una parrocchia al margine del Bosco di Santo Pietro, è conosciuto per la sagra delle pesca insacchettata che si svolge in settembre. Da Caltagirone è raggiungibile attraverso la SP 34 della Città Metropolitana di Catania o in alternativa prendendo via Venanzio Marvuglia oltre la contrada Balatazze.
- Santo Pietro (Santu Petru), frazione contigua all'omonimo bosco, di dato demografico esiguo. Da Caltagirone è raggiungibile attraverso la SP 34 della Città Metropolitana di Catania.

## Economia

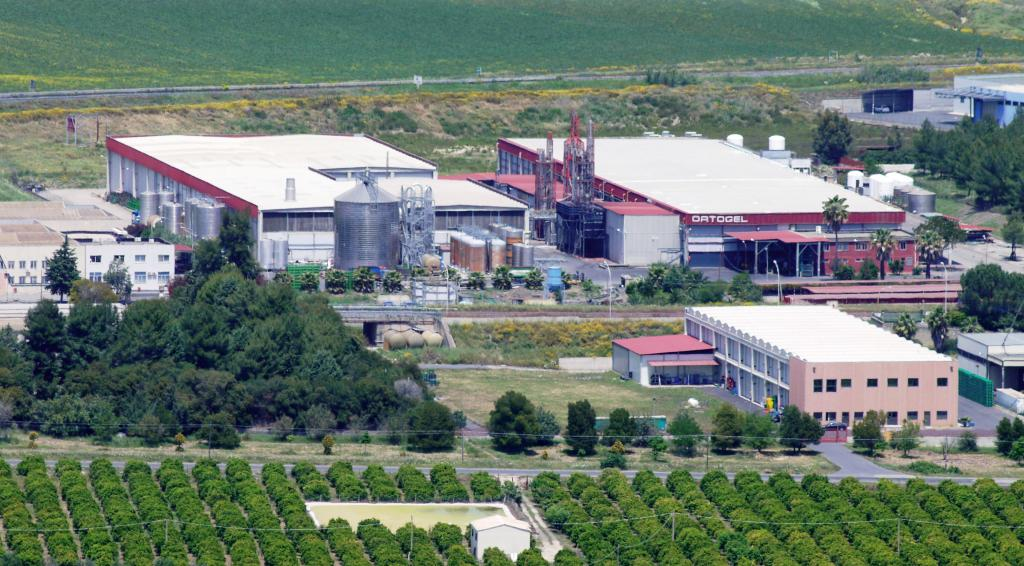
Uno stabilimento della Ortogel, nell'Area di Sviluppo Industriale di Caltagirone, posta sulla Piana di Catania

Caltagirone è un centro agricolo, data la vastità e la varietà del suo territorio (si annoverano coltivazioni di uva, carciofi, arance, olive, mandorle, pesche, querce da sughero). È nota soprattutto per la produzione di ceramica, che ne rappresenta il principale prodotto artigianale. Il commercio rappresenta una delle ossature dell'economia calatina, seppur essa sia in lento declino, dovuta all'espansione della vendita al dettaglio di aziende nazionali ed internazionali in città, e anche all'esistenza dei grandi centri commerciali nel territorio catanese. La voce economica ad oggi più importante è il turismo, il quale ha permesso a Caltagirone di sviluppare un piccolo indotto basato sulla ristorazione, sulle piccole strutture ricettive (hotel e bed and breakfast) e sulla promozione turistica.

### Industria
All'interno della Zona Industriale di Caltagirone (c.da Santa Maria dei Poggiarelli), posta nella parte del territorio comunale della piana di Catania, operano circa 20 imprese industriali e artigianali con un migliaio di addetti, riunite nell'Area di Sviluppo Industriale (ASI).
La produzione industriale è principalmente orientata verso la trasformazione di prodotti per il settore alimentare e la produzione di ceramiche artigianali, seppur vi siano anche altro tipo di attività basata sulla trasformazione, sull'assemblaggio e sul riuso. Vi sono ubicate anche concessionarie e centri di revisione per automobili private e veicoli industriali, nonché alcuni ingrossi utili alle attività commerciali del centro urbano. È facilmente raggiungibile dal centro urbano attraverso la SS 417 oppure tramite la SP 196 Strada delle Sfere.
Il Sistema Locale del Lavoro di Caltagirone è identificato come parte dell'area di crisi industriale complessa di Gela, insieme a quello dei restanti comuni dell'area gelese, di Caltanissetta, di Piazza Armerina e di Vittoria.

## Infrastrutture e trasporti

### Strade

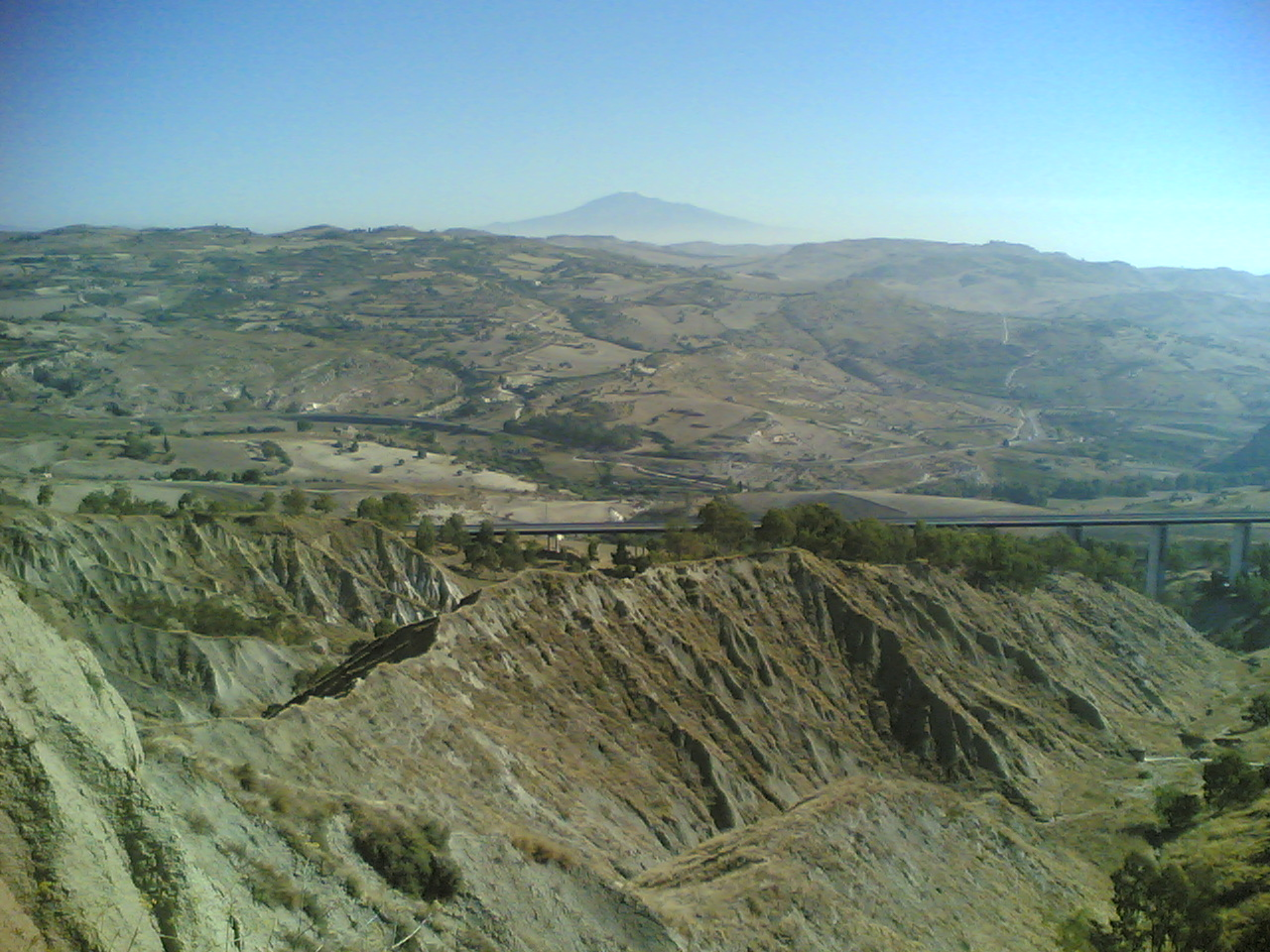
Ponte Via Balchino, con vista calanchi. È una via di fuga che permette di innestarsi sulla rete viaria nazionale, specialmente sulla SS 417

Caltagirone è collegata alle limitrofe città di Gela e Piazza Armerina (e di conseguenza verso Enna e Palermo dirigendosi a nord, verso Agrigento a sud e Caltanissetta verso sud-ovest) mediante la Strada Statale 117 bis (a Gela verso sud continuando in direzione sud per l'itinerario Gela-Catania, a Piazza Armerina innestandosi o sul bivio Passo di Piazza, questo nei territori tra Niscemi e Mazzarino o al Gigliotto, questo in quelli di San Michele di Ganzaria e San Cono, al km 0 della Strada statale Siracusana).
A Catania è collegata per mezzo della Strada Statale 417, che s'innesta prima sulla Strada Statale 192 della Valle del Dittaino e poi sull'Asse Attrezzato di Catania, o in alternativa sulla sua Tangenziale.
Le strade statali 417 e 124 s'incrociano al bivio Molona (in siciliano i tri Stratuna), il quale porta alle direzioni di Gela, Piazza Armerina e Catania, oltre che verso Ragusa e Siracusa procedendo verso il centro abitato, qualora non si proceda per la SS 683 var.
Anche la Strada statale 385 di Palagonia la collega al capoluogo, procedendo dopo il Bivio Iazzotto e innestandosi sulla costiera SS114, la quale può proseguire sia verso Messina, sia verso Siracusa. Oltre a ciò, la strada è l'accesso più veloce per i comuni di Palagonia, Mineo e Scordia.
La città è collegata anche a Siracusa per mezzo della Strada Statale 124 che prosegue oltre San Michele di Ganzaria innestandosi sulla SS117 Bis. Nonostante sia questo un itinerario diretto verso il centro aretuseo, risulta più rapido il percorso in direzione nord della Catania-Ragusa (SS 683, poi SS 514, poi SS 194, poi Autostrada A 18), in quanto quello originale risulta più tortuoso e passante per i piccoli centri urbani dell'entroterra siracusano come Buccheri e Buscemi, nonché verso il centro turistico di Palazzolo Acreide. Attraverso questo itinerario è possibile raggiungere San Michele di Ganzaria verso ovest, e Grammichele verso est.
Tramite la SP 62 della Città Metropolitana di Catania e la SP 90 del Libero Consorzio di Ragusa (itinerario popolarmente chiamato Caltagirone-Mare), è collegata alla SS 115 e quindi coi centri iblei di Vittoria (e al suo mercato ortofrutticolo), Comiso e Acate e perciò alla costa ragusana occidentale (Macconi, Scoglitti e Randello). La già citata SP 62, passando poi per la SP 267 di Catania, permette l'accesso anche al centro abitato di Niscemi, in alternativa alla SP 39/i.
La Strada statale 683 attraversa anche il territorio di Caltagirone, per mettere in collegamento la SS 514 Catania – Ragusa con l'autostrada A19 Palermo-Catania e la Strada Statale 117 bis, rendendosi così l'infrastruttura più veloce per giungere nel capoluogo ibleo, sostituendo la Siracusana. Inaugurata nel 1990, si sviluppa per 13 km dalla SS 514 fino alla SP 34 in contrada Regalsemi di Caltagirone. A lavori completati dei lotti A e B, questo itinerario sostituirà in termini di priorità la SS 124, sia verso Piazza Armerina-Enna-Palermo, sia verso Ragusa.
Il tratto della Variante di Caltagirone (SS 683 var) è anche utile per innestarsi sulla SS 417 sia per chi proviene dalla città sia per evitare di passare per il centro abitato e per la SP 196 della Città Metropolitana di Catania, quest'ultima chiamata Strada delle Sfere (Strata dê Sferi), in quanto essa si origina dall'omonimo quartiere, in diretto collegamento con la centrale Via Giorgio Arcoleo.

### Trasporto Pubblico Locale
Sulle direttrici precedentemente citate, varie autolinee extraurbane che forniscono il trasporto pubblico locale, come la SAIS Autolinee, l'Etna Trasporti, l'Azienda Siciliana Trasporti e altre locali, collegano Caltagirone ai centri limitrofi e alle principale destinazioni regionali.
L'Azienda Siciliana Trasporti permette collegamenti da Caltagirone verso Catania, Palagonia, Piazza Armerina, San Michele di Ganzaria, Mirabella Imbaccari, Vizzini, Francofonte, Lentini e Siracusa: per Catania, AST fornisce l'ossatura del servizio di trasporto pubblico locale giornaliero.
Etna Trasporti permette collegamenti da Caltagirone verso Catania, Gela, Mazzarino, Palagonia, Ramacca, Niscemi, la Naval Air Station Sigonella, Piazza Armerina, San Cono e San Michele di Ganzaria: per Catania, Etna Trasporti completa l'offerta giornaliera di corse espletata in gran parte da AST.
SAIS Autolinee permette collegamenti da Caltagirone verso Mirabella Imbaccari, Piazza Armerina, Enna (anche Enna Bassa e Pergusa) e Palermo, con due corse mattiniere.
Altre compagnie più strettamente locali permettono collegamenti (spesso per il periodo scolastico) verso Mineo, Mazzarrone, Licodia Eubea, Ragusa, Comiso, Vittoria e la frazione di Granieri.

### Ferrovie

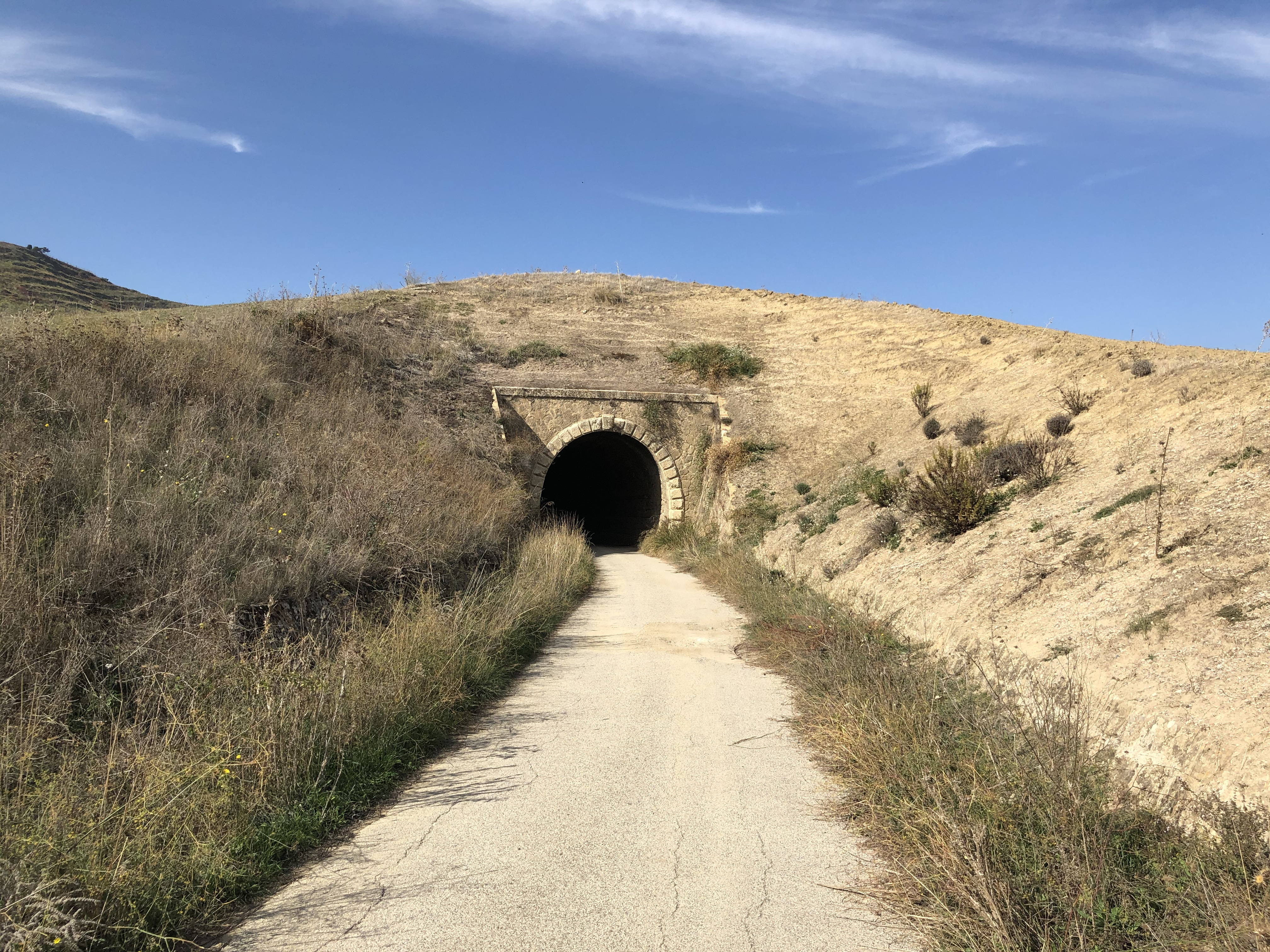
Galleria dell'ex ferrovia Dittaino-Piazza Armerina-Caltagirone

Caltagirone è collegata a Catania e a Gela mediante una linea ferroviaria a semplice binario non elettrificata di RFI. A partire dal 2011 il tratto tra Caltagirone e Gela è interrotto a causa del crollo di un ponte (demolito nel 2014) in contrada Piano Carbone, non lontana sia dalla periferia di Caltagirone, sia dal centro urbano di Niscemi. Attualmente (2016) il servizio gestito da Trenitalia prevede due coppie giornaliere di treni da e per Catania, integrate da una corsa di autobus sostitutivi per Gela.

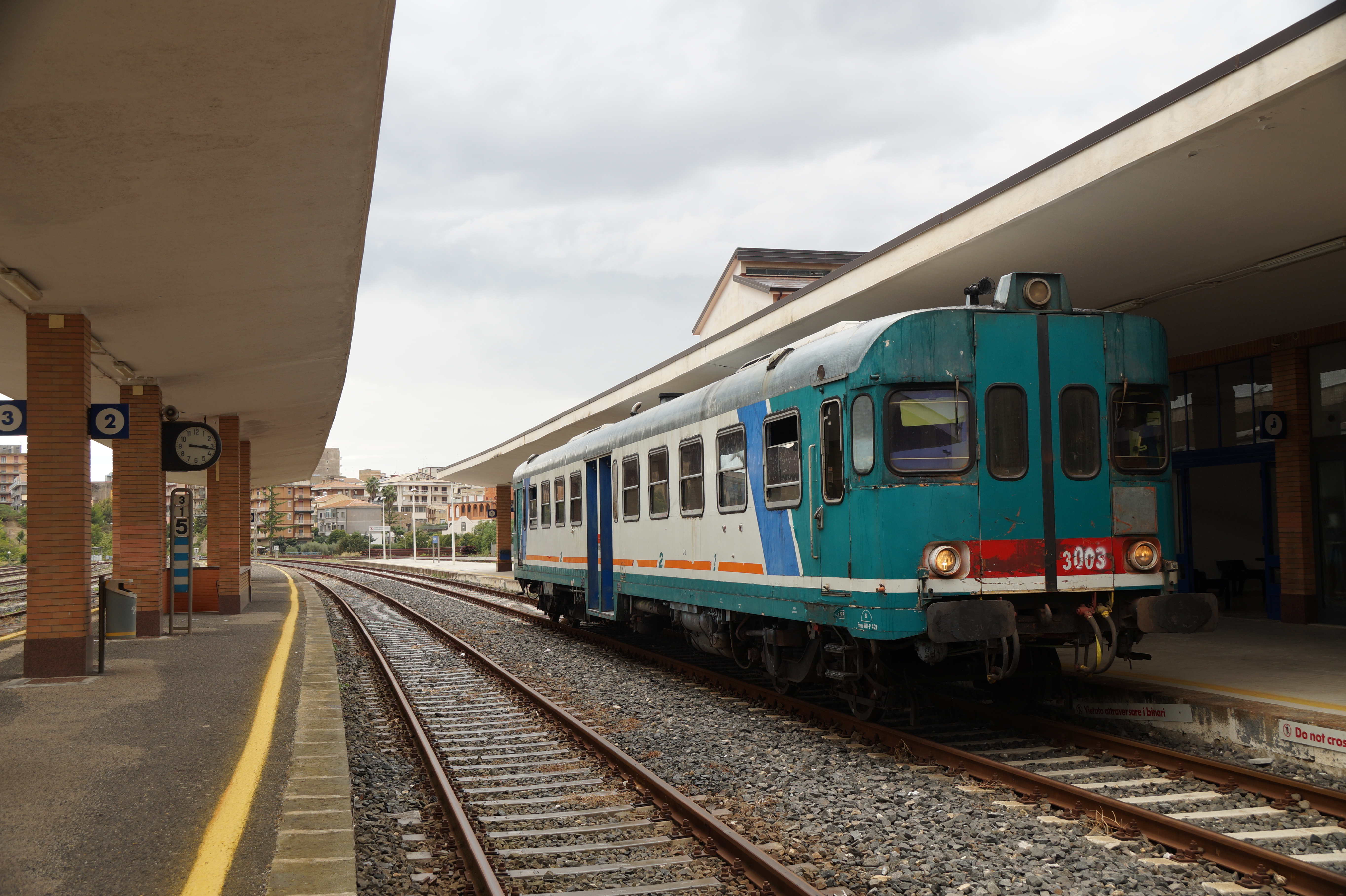
Stazione ferroviaria di Caltagirone

La stazione ferroviaria si trova nella parte nuova della cittadina e venne costruita alla fine degli anni settanta in occasione del completamento della tratta ferroviaria per Gela, in sostituzione della precedente stazione, che venne soppressa.
Dal 1930 la città è stata capolinea della ferrovia Dittaino-Piazza Armerina-Caltagirone, ferrovia a scartamento ridotto di difficile e lunga percorrenza che si immetteva sulla ferrovia Palermo-Catania. Questa linea ferrata venne soppressa e smantellata nel 1972. Prima della dismissione, esisteva una piccola stazione ferroviaria in contrada Piano Carbone, successiva alla stazione niscemese di Vituso.

### Mobilità urbana

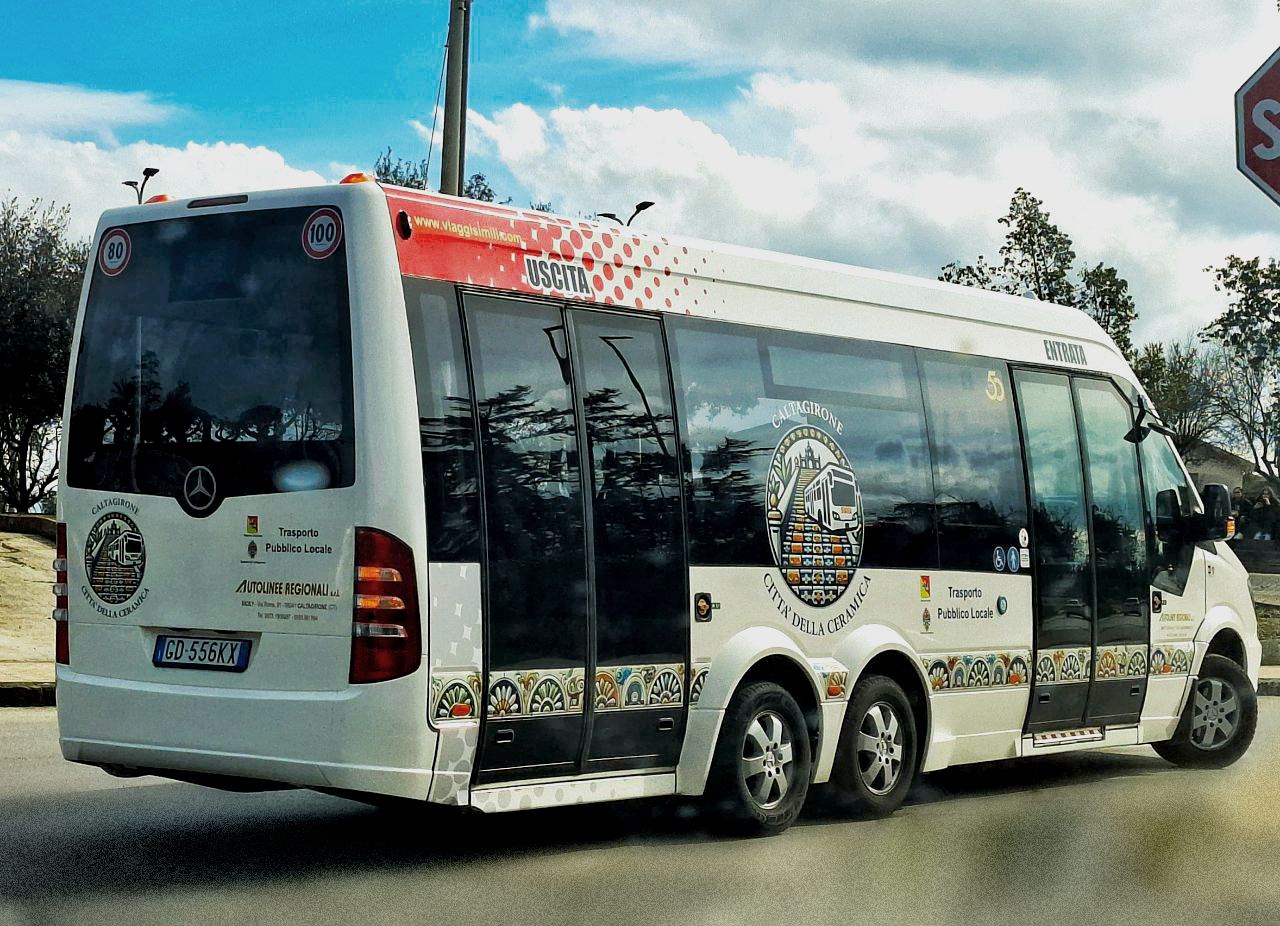
Un autobus urbano in servizio di linea

Dal 1º settembre 2024 il servizio di trasporto pubblico urbano è gestito dalla ditta locale Autolinee Regionali/Viaggi Simili. In origine il servizio era espletato da AST, con grosso modo le medesime linee, operando però con mezzi diversi.
Al momento d'oggi, il servizio di trasporto pubblico urbano è composto in principio da tre linee di autobus feriali con tredici corse ciascuno (1, 7, circolare), che congiungono i quartieri del centro storico alla zona urbana di nuova espansione e alla periferia cittadina: in circostanze eccezionali, come ad esempio alcune festività, le linee potranno essere incrementate di frequenza. Sussiste anche una linea che collega alla città la frazione di Santo Pietro e sussisterà l'interscambio con la linea TPL per l'aeroporto di Comiso, gestita dalla stessa ditta. 

## Amministrazione

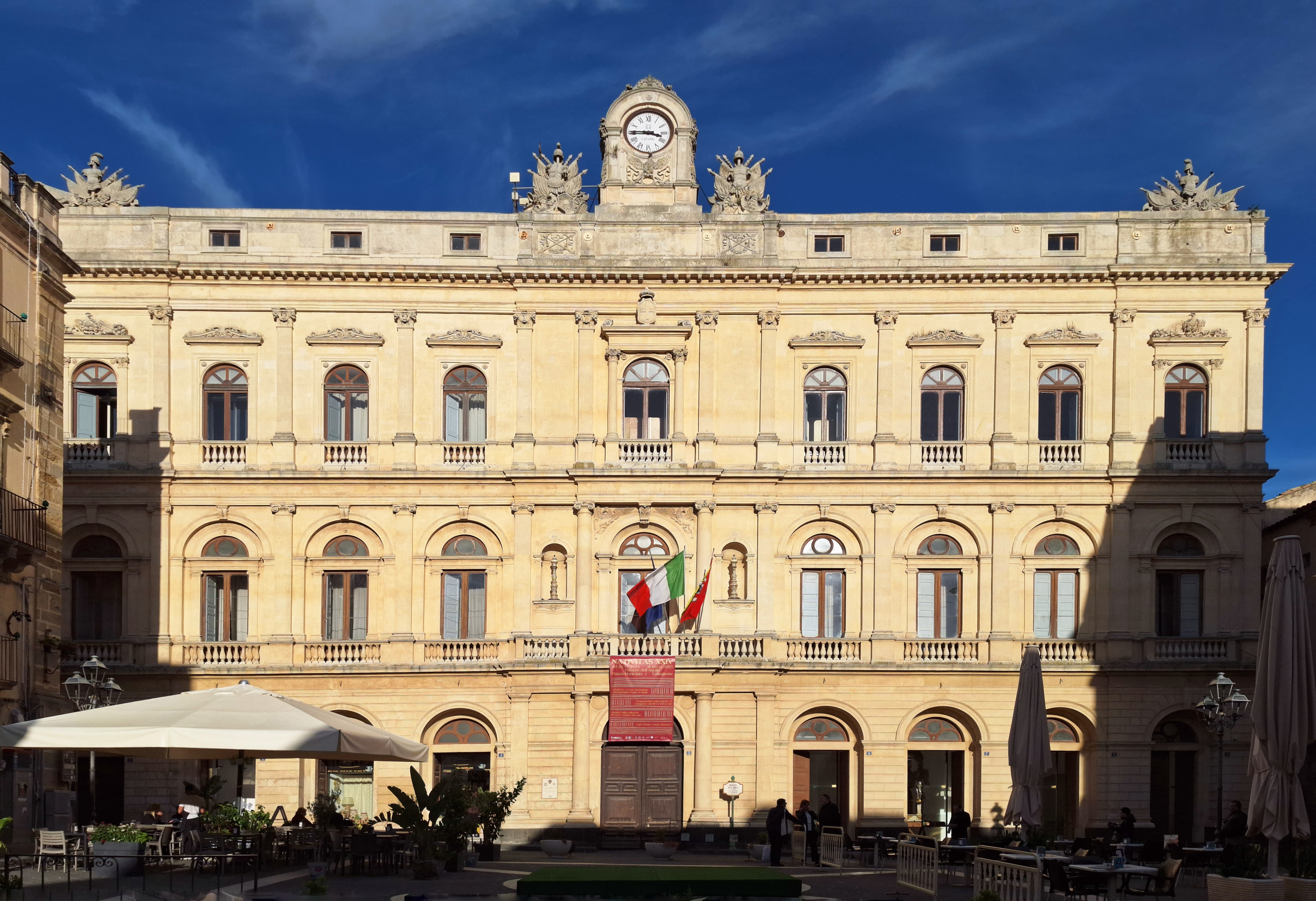
Palazzo dell'Aquila, ossia il Municipio civico, già Palazzo dei principi Interlandi di Bellaprima

Di seguito è presentata una tabella relativa alle amministrazioni che si sono succedute nel comune di Caltagirone, dal 1985 fino al periodo attuale, con periodo di inizio e fine mandato, il nome del sindaco e il suo partito o coalizione di appartenenza:
| Periodo          | Periodo         | Primo cittadino     | Partito                         | Carica              | Note   |
| ---------------- | --------------- | ------------------- | ------------------------------- | ------------------- | ------ |
| 1º luglio 1985   | 5 febbraio 1991 | Giacomo De Caro     | Democrazia Cristiana            | Sindaco             | [ 56 ] |
| 13 febbraio 1991 | 9 marzo 1993    | Francesco Failla    | Democrazia Cristiana            | Sindaco             | [ 56 ] |
| 29 marzo 1993    | settembre 1993  | Alessandra Foti     | Democrazia Cristiana            | Sindaca             | [ 56 ] |
| Settembre 1993   | 6 dicembre 1993 | Nicolò Valenti      |                                 | Comm. straordinario | [ 56 ] |
| 6 dicembre 1993  | 11 giugno 2002  | Maria Samperi       | Indipendente di centro-sinistra | Sindaca             | [ 56 ] |
| 11 giugno 2002   | 22 maggio 2012  | Francesco Pignataro | Partito Democratico             | Sindaco             | [ 56 ] |
| 22 maggio 2012   | 12 maggio 2015  | Nicolò Bonanno      | Indipendente di centro-destra   | Sindaco             | [ 56 ] |
| 12 maggio 2015   | 20 giugno 2016  | Mario La Rocca      |                                 | Comm. straordinario | [ 56 ] |
| 20 giugno 2016   | 11 ottobre 2021 | Gino Ioppolo        | #DiventeràBellissima            | Sindaco             | [ 56 ] |
| 11 ottobre 2021  | in carica       | Fabio Roccuzzo      | Partito Democratico             | Sindaco             | [ 56 ] |

### Gemellaggi
La città di Caltagirone è gemellata o ha rapporti di partenariato con le seguenti città:
- Abbadia Lariana
- San Francisco
- San Diego
- Kallikrateia
- Arnsberg
- Betlemme
- Mdina

## Sport
Hanno sede nel Comune le seguenti società di calcio: la A.S.D. Qal'At Caltagirone, la A.S.D. New Academy Caltagirone e l'Audax Poerio.
Ha sede nel comune la società di calcio a 5 A.S.D. I Calatini C5, con formazioni maschili che femminili, già militanti in Serie C alla stagione 2019/2020. La squadra Futsal Kalat Project disputa la serie C2 della stagione 2023-2024.
Per quanto riguarda la scherma, a Caltagirone è presente l'Accadiemia d'Armi Agesilao Greco, che ha come sede sportiva il Palazzetto dello Sport di contrada Divisa.
Ha sede nel comune la squadra di Shuttlecock (o pallavolano) Phoenix Feathers Caltagirone.
L'8 maggio 2018, il comune ha ospitato per la prima volta l'arrivo della quarta tappa della 101ª edizione del Giro d'Italia, dopo un percorso di 198 km partito da Catania.
Storicamente aveva sede la Libertas Caltagirone, compagine di pallavolo femminile, che ha militato in Serie A1 durante le stagioni 1983-84 e 1989-1990.

### Impianti sportivi
Nel territorio di Caltagirone sono presenti i seguenti impianti sportivi:
- Lo stadio comunale Agesilao Greco, non agibile[59];
- L'impianto sportivo Pino Bongiorno, impianto calcistico polivalente privato posto nella periferia meridionale della città;
- Il campo da calcio all'interno della Città dei Ragazzi di via Madonna della Via, in erba sintetica[60];
- Il Palasport Don Pino Puglisi, arena indoor;
- Il Palazzetto dello Sport di viale Autonomia;
- La tensostruttura di via Luigi Pirandello, gestita dall'associazione sportiva di futsal I Calatini;
- Il Tennis Club di Caltagirone[61], posto in adiacenza allo stadio Agesilao Greco, consiste in campi di terra battura rossa;
- I campi da tennis dell'associazione Sportivamente[62], posti in contrada Romana, consistono in due campi di tennis in cemento e tre campi di padel[63];
- Kiran Club[64], impianto natatorio cittadino, provvisto di piscine olimpioniche sia al coperto che all'aperto. Detiene altresì dei campi di padel al coperto in fase di apertura[65];
- Il Pattinodromo di via Fra' Umile da Petralia, struttura atta al pattinaggio su pista e allo skateboarding, da ristrutturare e in gestione provvisoria[66];
- Il Crossodromo Maddalena Valley[67], circuito di motocross posto a nord rispetto al centro urbano.